# Mujeres en la música

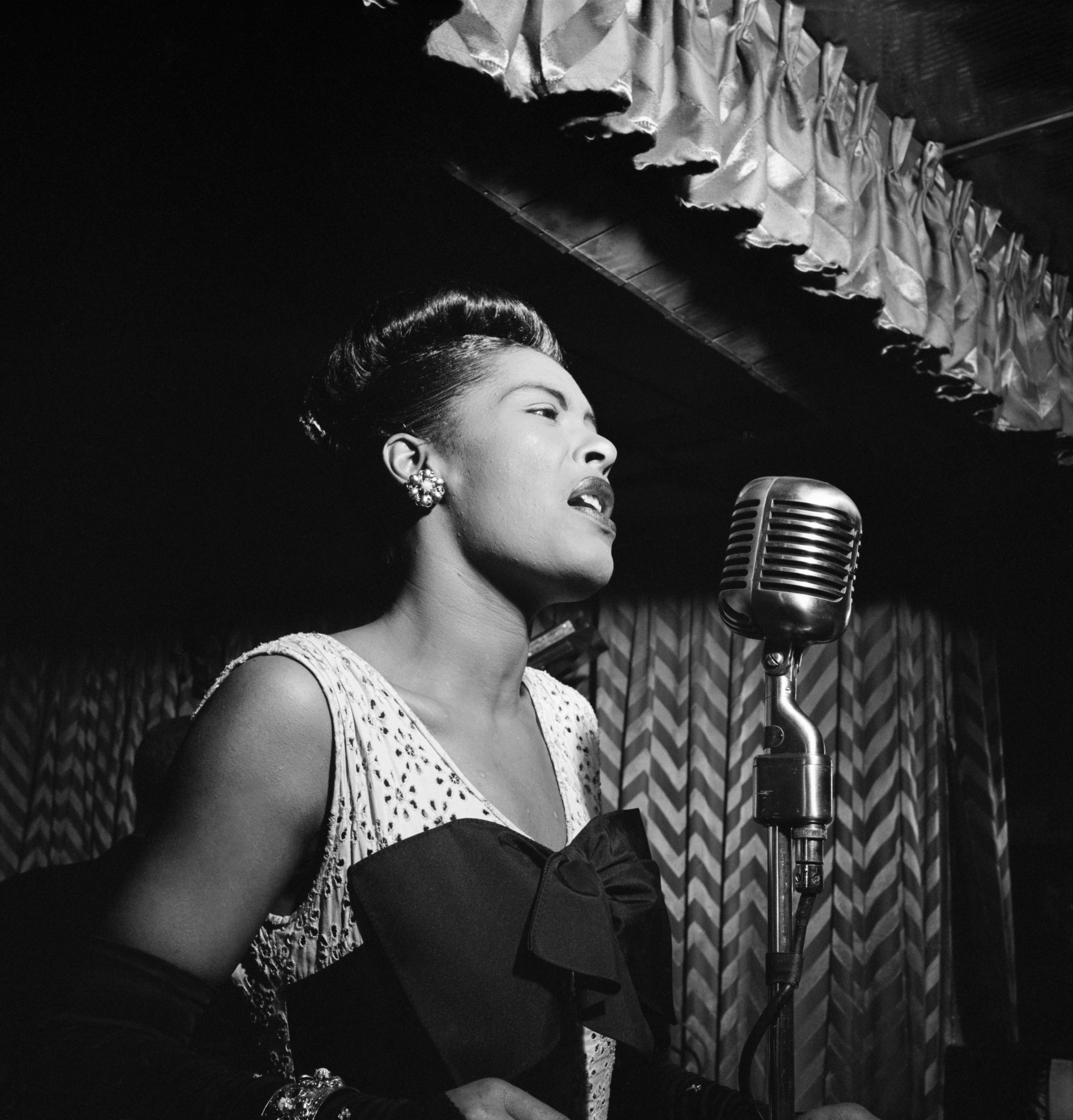
Cantante y compositora estadounidense de jazz Billie Holiday en la ciudad de Nueva York en 1947

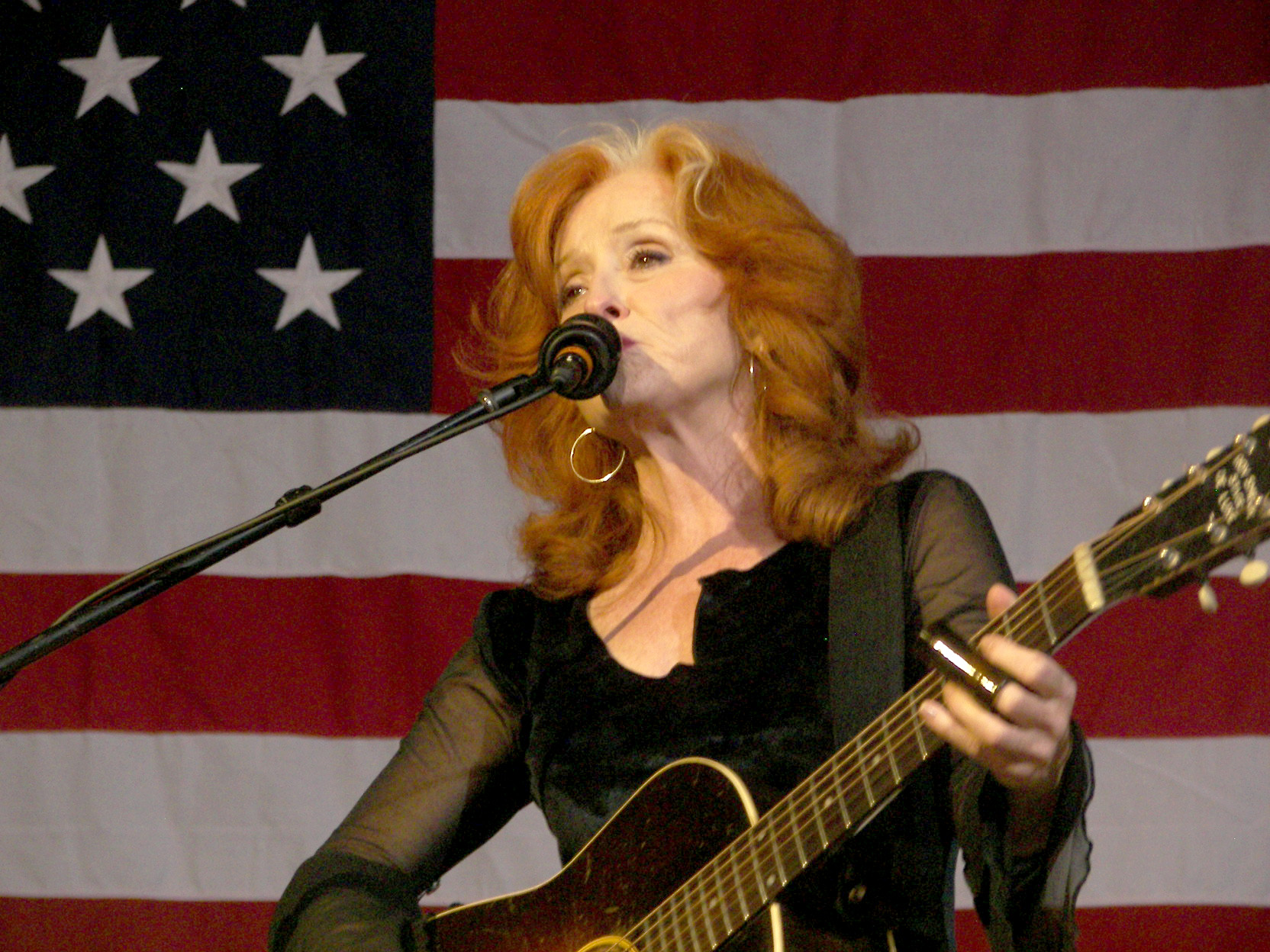
Bonnie Raitt es una cantante, guitarrista y pianista estadounidense. Ganadora de diez premios Grammy, también se destaca por tocar la guitarra slide.

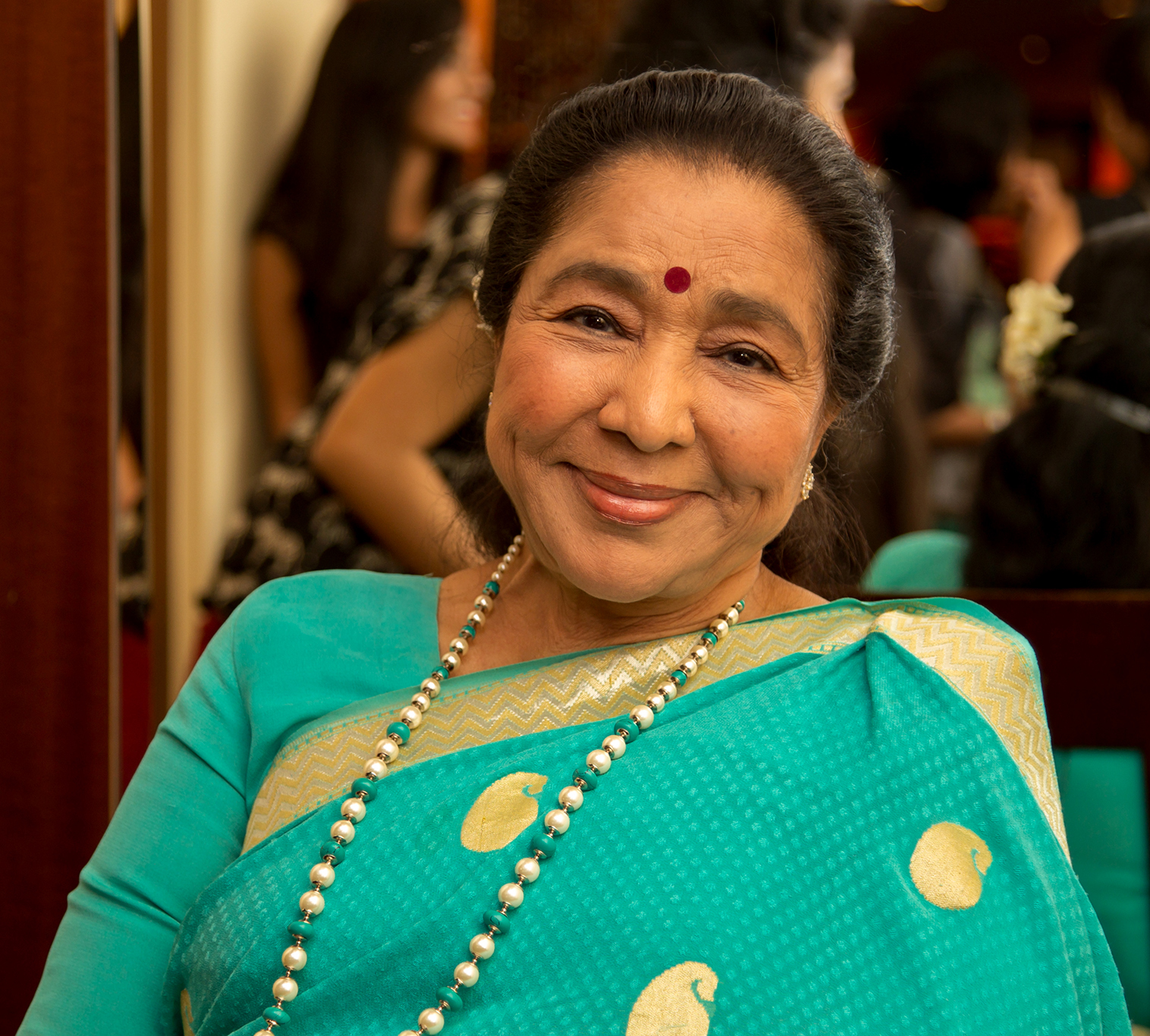
Asha Bhosle es una cantante india más conocida como cantante de reproducción labial o playback en el cine hindi. En el 2011, fue reconocida oficialmente por el Libro Guinness de los récords mundiales como la artista con más grabaciones en la historia de la música.

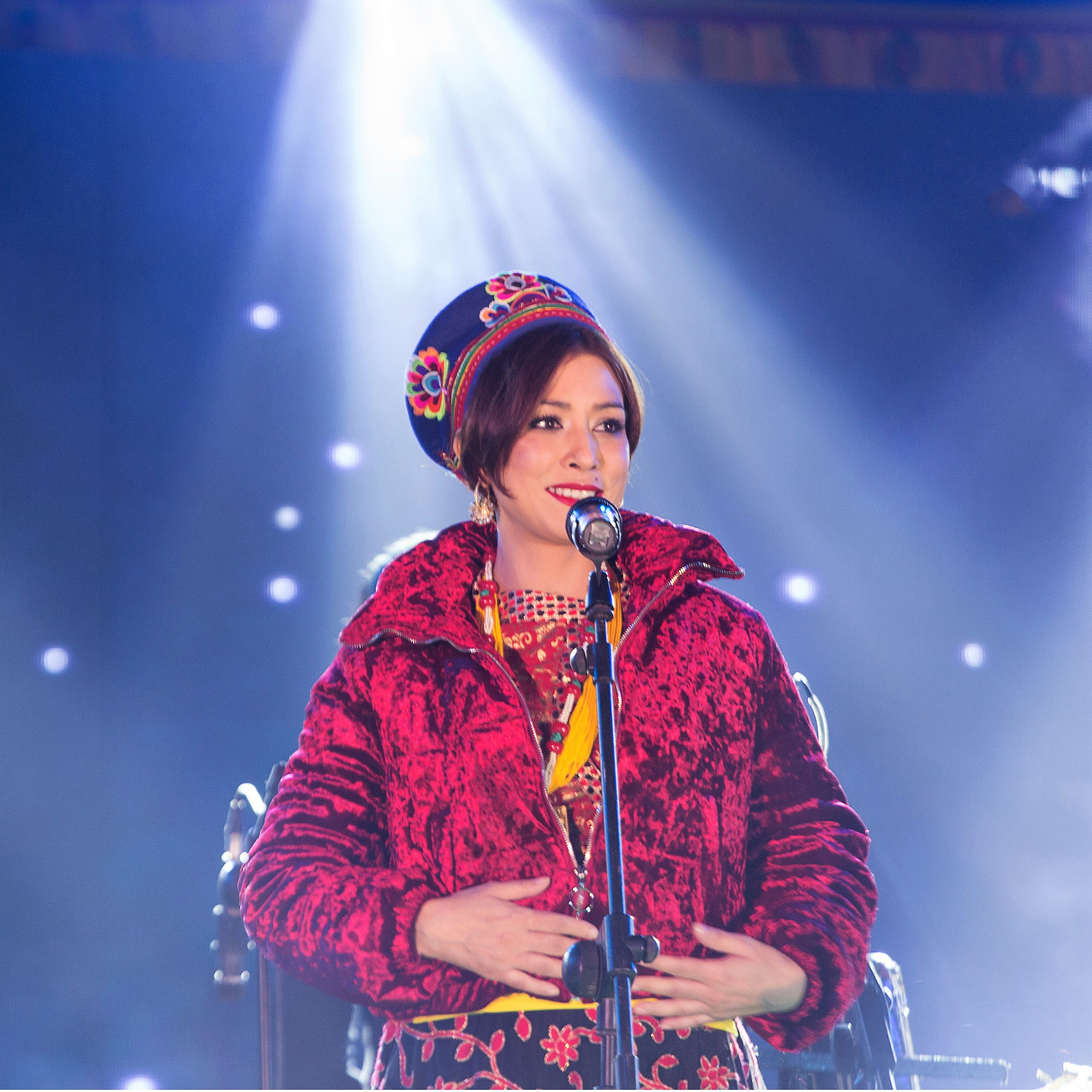
Navneet Aditya Waiba cantante popular nepalí. La única cantante que utiliza instrumentos folclóricos auténticos/originales y canta canciones folclóricas nepalíes auténticas y sin adulterar.

Mujeres en la música es un término que engloba a las mujeres que se desempeñan en el ámbito del arte de la música, ya sea como compositoras, cantautoras, intérpretes instrumentales, cantantes, directoras, académicas musicales, educadoras musicales, críticas musicales, periodistas musicales, y todas las otras profesiones relacionadas con el mundo de la música. También engloba los movimientos musicales (como la música de las mujeres, que es música escrita e interpretada por mujeres y para mujeres), eventos y géneros performativos relacionados con las mujeres y las problemáticas a las que se enfrentan, además de su papel en las artes musicales a través de la historia humana.
En la década de 2010, las mujeres ocupaban una proporción considerable entre los cantantes de música popular y música clásica a nivel mundial, así como una significativa participación como compositoras y cantautoras, que sigue en aumento. Sin embargo, hay pocas mujeres productoras de discos, críticas e instrumentistas de rock. Artistas notables del pop, como Björk, Lady Gaga y Madonna, han comentado sobre el sexismo y la discriminación en la industria de la música. Además, un estudio reciente dirigido por la Dra. Stacy L. Smith anunció que "durante los últimos seis años, la representación de las mujeres en la industria de la música ha sido aún menor". En la música clásica, aunque ha habido una gran cantidad de mujeres compositoras desde el período medieval hasta la actualidad, las mujeres compositoras están significativamente menos representadas en el repertorio de la música clásica, los libros de texto de historia de la música y las enciclopedias musicales. Por ejemplo, en el libro titulado Concise Oxford History of Music, Clara Schumann es una de las únicas compositoras que se menciona.
Las mujeres constituyen una proporción significativa de los solistas instrumentales en la música clásica y el porcentaje de mujeres en las orquestas va en aumento. Sin embargo, un artículo del año 2015 sobre solistas de conciertos en las principales orquestas canadienses indicó que el 84 % de los solistas de la Orquesta Sinfónica de Montreal eran hombres. En el 2012, las mujeres todavía constituían solo el 6 % de la Orquesta Filarmónica de Viena, la mejor clasificada a nivel mundial. Menos común es hallar mujeres como instrumentistas en géneros musicales populares como el rock y el heavy metal; aunque ha habido una serie de instrumentistas femeninas notables y bandas exclusivamente femeninas, hay una menor representación en los géneros del metal extremo. Las mujeres también están bastante ausentes en la dirección orquestal, la crítica musical/periodismo musical, la producción musical y la ingeniería de sonido. Si bien se desanimó a las mujeres a componer en el siglo XIX, y hay pocas mujeres musicólogas, muchas se involucraron en la educación musical "hasta tal punto que las mujeres dominaron durante la segunda mitad del siglo XIX y hasta bien entrado el siglo XX en este ámbito educativo".
Según Jessica Duchen, escritora musical del periódico The Independent de Londres, las músicas, en la música clásica, "frecuentemente son juzgadas por su apariencia por sobre su talento" y enfrentan presiones "para verse sexys en el escenario y en las fotos", aunque admite que la mayoría de las veces es decisión de ellas utilizar su propia sexualidad, y afirma que si bien "hay mujeres que se niegan a cambiar su apariencia, las que lo hacen tienden a ser más exitosas material y económicamente". Según la editora de BBC Radio 3 del Reino Unido, Edwina Wolstencroft, la industria de la música ha estado abierta durante mucho tiempo a tener mujeres en funciones de actuación o entretenimiento, pero han sido menos los casos en los que las mujeres tienen puestos de autoridad, como la posición de director de orquesta, por ejemplo, convirtiéndose así en una de las profesiones definidas por tener "techo de cristal en la industria musical". En la música popular, si bien hay muchas mujeres cantantes grabando canciones, hay muy pocas detrás de la consola de audio, actuando como productoras musicales, dirigiendo o gestionando el proceso de grabación. Una de las artistas más grabadas es una mujer, Asha Bhosle, una cantante india que es más conocida como cantante de reproducción labial (playback) en el cine hindi.

## Escritoras

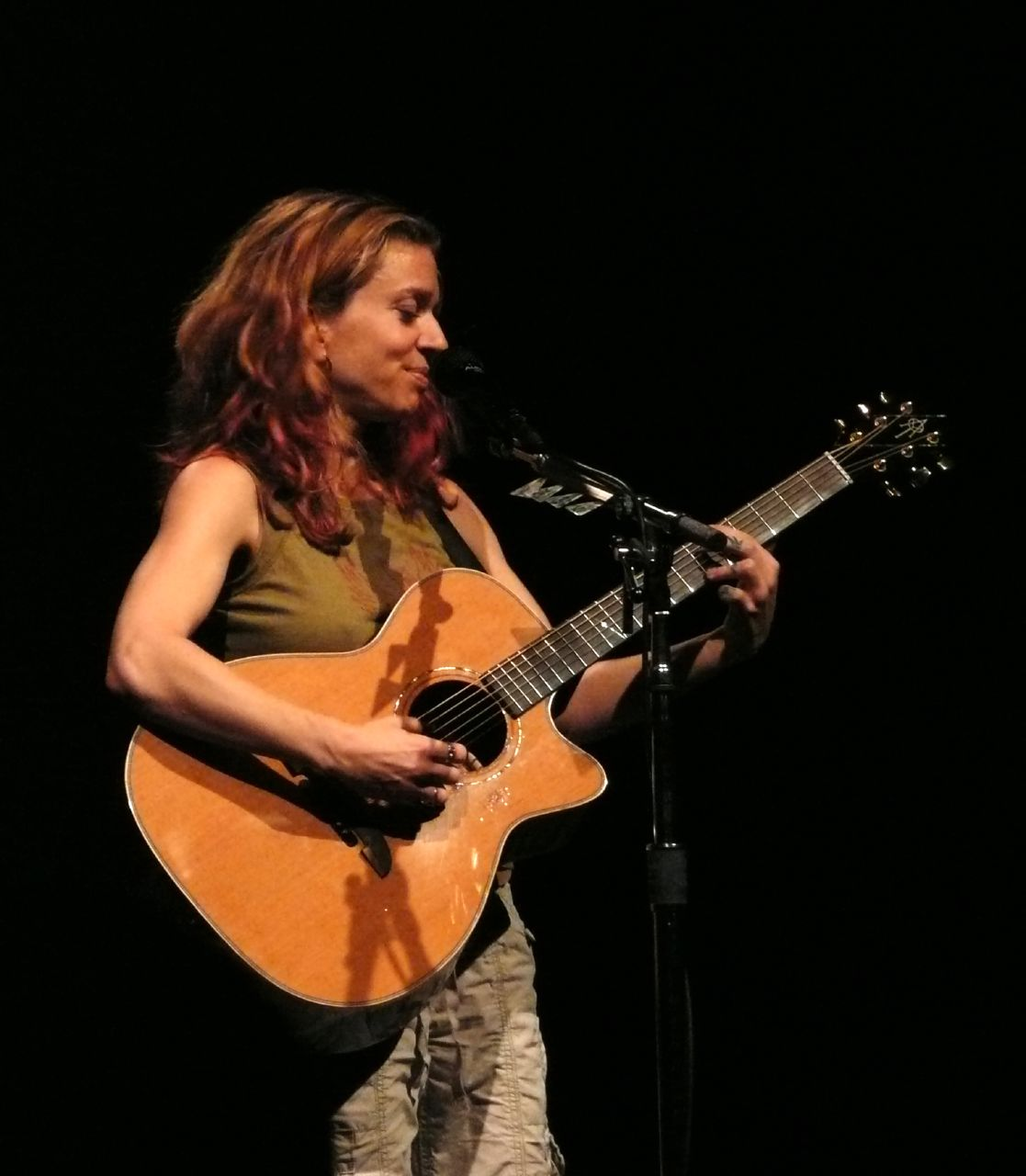
La compositora, cantante y multiinstrumentista Ani DiFranco ha tenido mucha libertad artística durante su carrera, en parte porque fundó su propio sello discográfico, llamado Righteous Babe, ella es una conocida partidaria de muchas causas sociales.

### sigloXIXy principios delsigloXX
"Solo unas cuantas mujeres compositoras en los Estados Unidos publicaron y escucharon su música a fines del siglo XIX y principios del XX". Según Richard A. Reublin y Richard G. Beil, la "falta de mención de las mujeres compositoras es una omisión flagrante en nuestra herencia musical". Agrega que "las mujeres lucharon por escribir y publicar música en el mundo de los hombres e inscribirse en la lista neoyorquina Tin Pan Alley que incluía a los compositores más populares del siglo XX. Antes de 1900 e incluso después, se esperaba que "las mujeres interpretaran música, pero no que hicieran música". En 1880, el crítico musical de Chicago George P. Upton escribió el libro Women in Music (Mujeres en la música), en el que argumentaba que "las mujeres carecían de la creatividad innata para componer buena música" debido a la "predisposición biológica". Posteriormente, se aceptó que las mujeres tuvieran un papel en la educación musical, y se involucraron en este campo "hasta tal punto que dominaron la educación musical durante la segunda mitad del siglo XIX y hasta bien entrado el siglo XX. " Como parte del papel de la mujer en la educación musical, las mujeres escribieron himnos y música para niños. La "música secular impresa en Estados Unidos antes del año 1825 muestra solo unas 70 obras hechas por mujeres". A mediados del siglo XIX, surgieron notables compositoras, incluidas Faustina Hasse Hodges, Susan Parkhurst, Augusta Browne y Marion Dix Sullivan. Para el año 1900, había muchas más mujeres compositoras, pero "muchas todavía se veían obligadas a usar seudónimos o iniciales" para ocultar el hecho de que no eran hombres o personas reconocidas.
Carrie Jacobs-Bond fue la "compositora preeminente de finales del siglo XIX y hasta mediados del siglo XX, siendo la primera compositora mujer con un millón de ventas". Maude Nugent (1877–1958) escribió "Sweet Rosie O'Grady" en 1896. También escribió "Down at Rosie Reilly's Flat", "My Irish Daisy" y "Mary From Tipperary". Charlotte Blake (1885–1979) fue redactora del personal de la Whitney Warner Publishing Co., en la ciudad de Detroit, Míchigan. Inicialmente, la compañía la presentó como "C. Blake" para ocultar su género, pero en 1906 los anuncios ya usaban su nombre completo. Caro Roma (1866-1937) fue el seudónimo de género ambiguo de Carrie Northly, quien fue "una de las compositoras más conocidas y populares de Estados Unidos de la era Tin Pan Alley", con canciones como "Can't Yo' Heah Me Calling", "Faded Rose", "The Angelus", "Thinking of Thee" y "Resignation". Alrededor del 95 % de los compositores de música británica de salón a principios del siglo XX eran hombres, aunque alrededor del 30 % de las cantantes eran mujeres.

### Jazz en elsigloXX

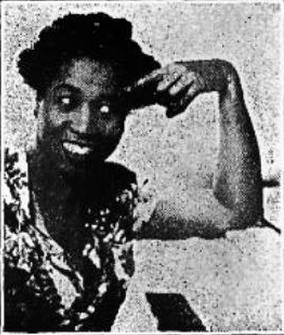
Lil Hardin Armstrong (1898–1971) fue una notable compositora de jazz.

Si bien la composición de canciones de jazz ha sido durante mucho tiempo un campo dominado por los hombres, ha habido algunas mujeres compositoras de notables en el género. En la década de 1930, Ann Ronell (1905–1993) escribió varias canciones exitosas. Es conocida por su exitosa canción del año 1932 titulada "Willow Weep for Me" y la canción que compuso para Disney en 1933 "¿Quién le teme al lobo feroz?". Por su parte, Irene Higginbotham (1918-1988) escribió casi 50 canciones, siendo la más conocida "Good Morning Heartache". Dorothy Fields (1905–1974) escribió la letra de más de 400 canciones, algunas de las cuales fueron interpretadas por Duke Ellington; a ella se debe la coautoría, junto a Jerome Kern, de "The Way You Look Tonight", que fue interpretada por Fred Astaire y ganó el tercer premio Óscar a la mejor canción original de 1936, también coescribió varios temas estándares del jazz con Jimmy McHugh, como "Exactly Like You", "On the Sunny Side of the Street" y "I Can't Give You Anything but Love". Lil Hardin Armstrong (1898–1971) tocó el piano en la Creole Jazz Band de King Oliver, dentro de su repertorio se cuentan "Doin' the Suzie Q", "Just for a Thrill" y "Bad Boy", siendo su canción más famosa, "Struttin' with Some Barbecue", regrabada más de 500 veces,. En el caso de Billie Holiday (1915-1959), si bien es más conocida como cantante, también coescribió con Arthur Herzog, Jr. y escribió la canción de blues "Fine and Mellow".
La música jazz fue una fuerza impulsora para ayudar a la liberación de las mujeres a principios del siglo XX. En este sentido, el jazz también contribuyó para allanar el camino de las mujeres en el ámbito laboral. El aumento de la participación femenina en una carrera dominada por hombres hasta la década de 1920 permitió que más mujeres lograran una carrera dentro de las artes escénicas. Como respuesta a este incremento se produjo Show Boat, el primer musical de jazz en Broadway. Con una fuerte crítica racial y social, Showboat analiza las dificultades de una familia en Misisipi por más de 40 años y su reunificación. La música de jazz influyó para generar ambientes abiertos para la igualdad y la sexualidad en los años de entreguerras durante la primera mitad del siglo XX, paradójicamente esta sexualidad fue posteriormente censurada por las nuevas olas feministas. Muchas de las mujeres en la música de jazz aportaron significativamente al género, siendo la gran mayoría de ellas mujeres de color, factores que contribuyeron a hacer crecer el jazz hasta lo que es hoy.
Las mujeres influyeron en la música de jazz como productoras, compositoras e intérpretes. Especialmente influyente en el género fue Bessie Smith, también conocida como la emperatriz del blues. Vivió desde el año 1894 hasta 1937. Es miembro del salón de la fama del rock and roll, y en 1989 recibió el premio póstumo Grammy Lifetime Achievement Award. Otra mujer que hizo historia en la industria del jazz fue Dolly Jones (1902-1975), también conocida como Dolly Hutchinson, quién fue una de las primeras mujeres trompetistas de jazz y la primera mujer trompetista registrada. Mujeres como Sweet Emma Barrett, quien actuó en la Orquesta Original Tuxedo, realizó giras nacionales e internacionales y una de sus canciones más exitosa fue "A Good Man is Hard to Find". Artistas como Billie Pierce, Lovie Austin, Jeanette Kimball, Mary Lou Williams, Alice Coltrane y Hazel Scott también tuvieron un impacto considerable en el género del jazz, sin embargo, a pesar de estos ejemplos, muchas mujeres no obtuvieron crédito como lo hicieron sus contrapartes masculinas.
Alrededor de las mujeres que triunfaron en la música jazz, Ingrid Monson señaló que cuando las mujeres comenzaron a tocar el piano por primera vez, lograron mayor aceptación social en la industria de la música. Había mujeres que tocaban en grupos femeninos de jazz pero era cuando ingresaban en el mundo profesional del género que se convertían en un éxito instantáneo. Otros casos son el de Valaida Snow (1904-1956), cantante, bailarina y multiinstrumentista, que también fue conocida como la "reina de la trompeta" y, años más tarde, el de Nona Hendryx, vocalista de jazz que también tocó diferentes instrumentos y tuvo la oportunidad de trabajar con muchos artistas del género hip hop talentosos como Prince.
Estas mujeres tuvieron éxito moderado en los medios musicales de la época, pero para algunas fue de corta duración en ocasiones debido a que saltaron a la fama cuando los hombres fueron reclutados para pelear en la Segunda Guerra Mundial pero una vez que regresaban, las mujeres jazzistas enfrentaron dificultades debido a la sobre oferta en el mercado de músicos.

### Pop en la década de 1960

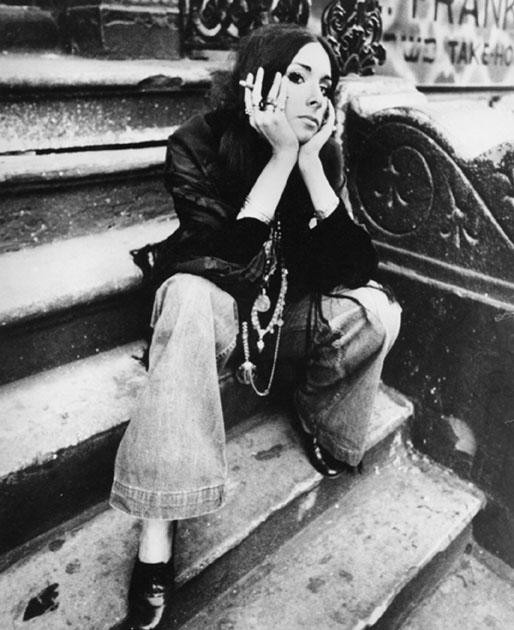
Lotti Golden, en el Lower East Side, en 1968

En la escena de la música pop de la década de 1960, como la mayoría de los aspectos del negocio de la música en la década de 1960, la composición de canciones era un campo dominado por hombres. Aunque había muchas cantantes femeninas en la radio, las mujeres fueron vistas principalmente como consumidoras de productos musicales. Cantar a veces era un pasatiempo aceptable para una niña, pero tocar un instrumento, escribir canciones o producir discos no era recomendable a largo plazo". Las mujeres jóvenes "no fueron socializadas para verse a sí mismas como personas que crean música". la cantante Carole King "tuvo una exitosa asociación de composición con su esposo Gerry Goffin, escribiendo éxitos como los sencillos "The Loco-Motion", "Will You Love Me Tomorrow", y "Up on the Roof". King fue la primera mujer en recibir el Premio Gershwin de Canción Popular en 2013". Ellie Greenwich y su esposo Jeff Barry escribieron "Then He Kissed Me", "Be My Baby" y "River Deep, Mountain High". Laura Nyro escribió "Wedding Bell Blues", "Eli's Coming" y "And When I Die". Ella declaró: «No estoy interesada en las limitaciones convencionales cuando se trata de escribir canciones… Puedo aportar cierta perspectiva femenina a mi composición». Durante la década de 1960, tanto Carole King como su esposo Gerry Goffin demostraron la naturaleza cambiante de la música estadounidense, así como el surgimiento de nuevos patrones románticos y sexuales. "Los músicos representaron una de las vanguardias del cambio sexual y romántico en la sociedad estadounidense", impactando y cambiando los estándares sociales de la juventud. A fines de la década de 1940 y durante la década de 1950, los jóvenes comenzaron a establecerse en matrimonios y responsabilidades de adultos a una edad muy temprana. Sin embargo, Carole King cuestionó la secuencia de orden en el matrimonio y el sexo, planteando que el sexo después del matrimonio y la práctica, convencional de las citas no eran cautivantes. Promovió la informalidad de las relaciones entre personas, y destacó la tendencia de las personas del sexo opuesto a "hacerse amigos" con su canción "You've Got a Friend".

### Década de 1960: nueva ola de cantautoras femeninas
A fines de la década de 1960, una nueva ola de cantautoras salió de los confines del pop y escribieron canciones más personales en el estilo confesional de poetas como Anne Sexton y Sylvia Plath. Los artistas que encabezaron este movimiento aparecieron en las publicaciones del Newsweek, en julio de 1969, titulado "The Girls: Letting Go" en el que se leía: "Lo que tienen en común: Joni Mitchell y Lotti Golden, Laura Nyro, Melanie, Janis Ian y Elyse Weinberg, son las canciones personalizadas que escriben, y como son viajes de autodescubrimiento". Mientras innovaban, estas mujeres también enfrentaron muchas luchas. En un mundo editorial dominado por hombres, las compositoras como Joni Mitchell quieren ser vistas fuera de las categorías de raza y género, y dentro de la categoría de arte puro. En su entrevista del año 1994 con Alice Echol, Joni Mitchell rechazó completamente el feminismo, y declaró que no quería privilegios por ser mujer, pero expresó su animosidad hacia la discriminación, la exclusión basada en el sexo y la sexualización gratuita. La entrevistadora Alice Echol ubicó la "incomodidad con la etiqueta feminista" de Joni Mitchell en el contexto de su arte, ya que la ideología feminista muchas veces ignora el talento en favor de incluir mujeres, aunque haya hombres más talentosos. Agregando que las mujeres compositoras quieren ser vistas como buenas músicas sin que sus talentos sean marginados debido a su género. Además, Grace Slickuna ex modelo, fue ampliamente conocida en la historia del género del rock and roll por su papel en la floreciente escena musical psicodélica de San Francisco a mediados de la década de 1960". En el diario The Guardian, del 26 de enero de 2017, la autora Laura Barton describe el cambio radical en el tema de: La política, las drogas, la decepción, el aislamiento social del artista itinerante y la vida urbana. La cantante nativa de Nueva York, Lotti Golden, en su álbum debut en el Atlántic, Motor-Cycle, narra su vida en el East Village de Nueva York a fines de la época de la contracultura de los años 60, describiendo temas como la identidad de género (The Space Queens-Silky is Sad) y el uso excesivo de las drogas (Gonna Fay's). Las mujeres en el artículo del Newsweek de 1969 marcaron el comienzo de una nueva era de la cantautora, informando a generaciones de cantautoras.

### Teatro musical
En el teatro musical las compositoras son poco comunes en una industria con una mayoría de hombres en el ámbito creativo. El trabajo de los compositores masculinos se produce con mayor frecuencia, y fue solamente en 2015 que un equipo de escritoras compuesto exclusivamente por mujeres logró ganar el premio Tony, en la categoría a mejor partitura. En 2015 por primera vez, un equipo de guionistas exclusivamente femenino formado por Lisa Kron (mejor libro) y Jeanine Tesori, y Kron (mejor banda sonora original) ganó el premio Tony a la mejor banda sonora por Fun Home, aunque el trabajo por compositores masculinos se sigue produciendo con más frecuencia. En 2013, Cyndi Lauper fue la "primera compositora en ganar el Tony a la Mejor partitura sin tener un colaborador masculino", por escribir la música y la letra del tema Kinky Boots. Entre las compositoras femeninas notables en el teatro musical se incluyen a la cantautora y actriz Lauren Pritchard, quien escribió "Songbird"; Zoe Sarnak, quien escribió "Lasting Impression" y "The Years Between"; y Katie Thompson, quien comentó que le gustaría "ver personajes femeninos… que sean complicados, fuertes y vulnerables". Thompson afirmó que en la industria del teatro musical, "cuando luchas por algo como mujer, especialmente algo artístico… te perciben como una perra o te perciben como emocional'", una etiqueta que permite a otros despedirte. El desequilibrio de género en el teatro musical existe hasta bien entrado el siglo XXI, siendo las mujeres solamente el 3% de los compositores de bandas de viento y el 12% de los compositores corales. A pesar del estigma social y la falta de mujeres en el teatro musical, más de cincuenta mujeres han recibido reconocimiento artístico internacional por componer partituras musicales de larga duración en los teatros de Broadway y Off-Broadway.

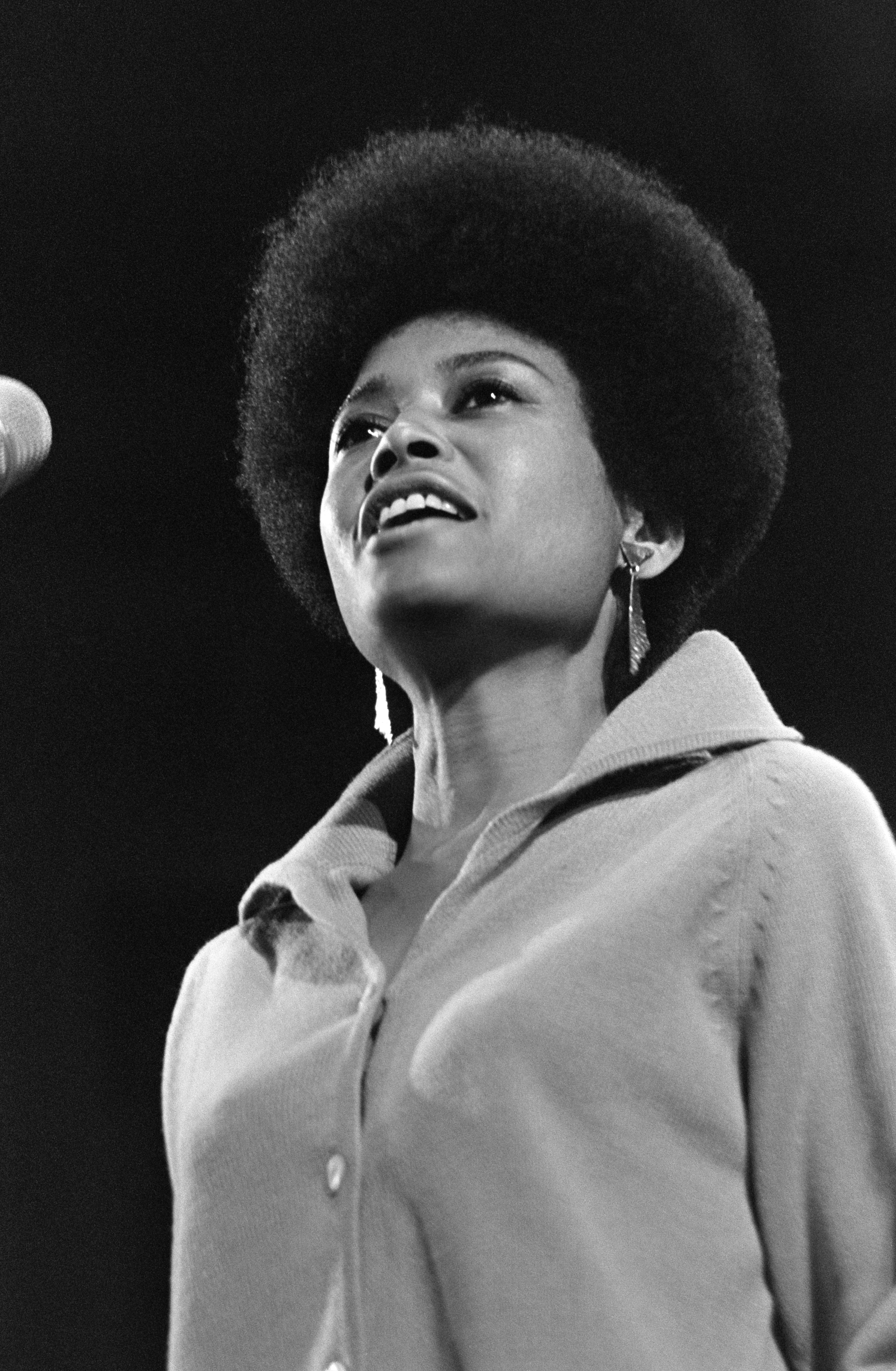
Abbey Lincoln (1930-2010), fue una vocalista estadounidense de jazz, compositora y actriz, que escribió y realizó sus propias composiciones. Fue una defensora de derechos civiles de los negros durante la década de 1960.

### Mujeres negras
Según LaShonda Katrice Barnett, profesora de colegio y universidad y autora de un libro sobre compositoras negras, declara que de los "más de 380 miembros del Salón de la Fama de los Compositores, solo dos son mujeres negras (siendo estas Sylvia Moy y Valerie Simpson)".

### Escritoras destacadas
A continuación se muestra una selección de escritoras y compositoras destacadas según la lista de los 100 mejores compositores de todos los tiempos de la revista Rolling Stone. Muchas de estas personas son cantautoras que también son famosas por sus habilidades de canto y/o interpretación instrumental, pero se enumeran aquí por sus logros en la composición de canciones:

## Compositoras

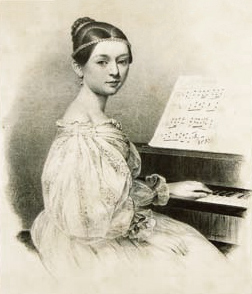
Clara Schumann es una reconocida compositora y pianista del siglo XIX

La musicóloga estadounidense Marcia Citron planteó la pregunta de "¿por qué la música compuesta por mujeres es tan marginal en el repertorio 'clásico' estándar?" Citron "examina las prácticas y actitudes que han llevado a la falta de mujeres compositoras del 'canon' recibido de las obras musicales interpretadas". Ella argumenta que en la década de 1800, las mujeres compositoras solían escribir canciones artísticas para su interpretación en pequeños recitales en lugar de sinfonías destinadas a ser interpretadas con una orquesta en un gran salón, y estas últimas obras se consideraban el género más importante para los compositores; dado que las mujeres compositoras no escribieron muchas sinfonías, se consideró que no eran notables como compositoras.
Según Abbey Philips, "las mujeres músicas han tenido dificultades para abrirse camino y obtener crédito". Durante la época medieval, la mayor parte de la música artística se creó con fines litúrgicos (religiosos) y debido a las opiniones sobre los roles de las mujeres que tenían los líderes religiosos, pocas mujeres compusieron este tipo de música, como la monja Hildegard von Bingen quien se encuentra entre las excepciones. La mayoría de los libros de texto universitarios sobre historia de la música abordan casi exclusivamente el papel de los compositores masculinos, aunque es de reconocer que si son la mayoría. Además, muy pocas obras de mujeres compositoras forman parte del repertorio estándar de la música clásica. En las páginas de la Concise Oxford History of Music, Clara Schumann es la única mujer compositora que se menciona. Philips afirma que durante el siglo XX, las mujeres que componían/tocaban atrajeron mucha menos atención que sus homólogos masculinos.

### Edad Media
Hildegard von Bingen (1098–1179) fue una abadesa benedictina alemana, compositora, escritora, filósofa y visionaria. Una de sus obras como compositora, fue el Ordo virtutum, que es un ejemplo temprano de un drama litúrgico y una de las primeras obras morales. Algunos escritores han especulado sobre un origen lejano de la ópera en esta pieza, aunque sin ninguna evidencia Sobreviven sesenta y nueve composiciones musicales, cada una con su propio texto poético original. Este es uno de los repertorios más grandes entre los compositores medievales. Hildegard compuso muchas canciones litúrgicas que se recopilaron en un ciclo llamado Sinfonía armónica de la revelación celestial (Symphonia armoniae celestium revelation). Las canciones de la sinfonía están ambientadas en el propio texto de Hildegard y van desde antífonas, a himnos, y secuencias, hasta responsorios. Su música se describe como monofónica, utilizando melodías altísimas que empujaron los límites del canto gregoriano más tradicional.

### Renacimiento
Maddalena Casulana (1544–1590) fue una compositora, laudista y cantante italiana. Su primera obra data del año 1566 y se tituló "Cuatro madrigales de una colección, Il Desiderio", la cual escribió en la ciudad italiana de Florencia. Dos años más tarde publicó en Venecia su primer libro titulado De madrigales a cuatro voces, Il primo libro di madrigali; este es la primera obra impresa y publicada de una mujer en la historia de la música occidental registrada. Era cercana a Isabel de Médici y le dedicó parte de su música. En 1570, 1583 y 1586 publicó otros libros de madrigales. En la dedicatoria de su primer libro de madrigales, muestra sus sentimientos acerca de ser una mujer compositora en un momento en que esto era inusual declarando: "Quiero mostrarle al mundo, tanto como pueda en esta profesión de la música, la vanidad y error de que solo los hombres poseen los dones del intelecto y el arte, y que tales dones nunca se dan a las mujeres". Su estilo es contrapuntístico y cromático y sus líneas melódicas son cantables y atentas al texto. Otros compositores de la época, como Philippe de Monte, la tenían en muy alta estima.
Caterina Assandra (1590–1618) fue una compositora, organista y monja benedictina italiana. Se hizo famosa como organista y publicó varias obras. Assandra compuso varios motetes y piezas para órgano. Estudió contrapunto con Benedetto Re, uno de los principales profesores de la Catedral de Pavía. Compuso una colección de motetes en el nuevo estilo concertato en Milán en 1609, una Salve Regina imitativa a ocho voces en 1611 y un motete, Audite verbum Dominum, a cuatro voces en 1618. Compuso piezas tradicionales y obras más innovadoras. Entre estos últimos se encuentra Duo seraphim. Su motete O Salutaris hodie, incluido en Motetti Op. 2, fue una de las primeras piezas en incluir el violón, un instrumento de cuerda con arco novedoso para la época.

### Barroco

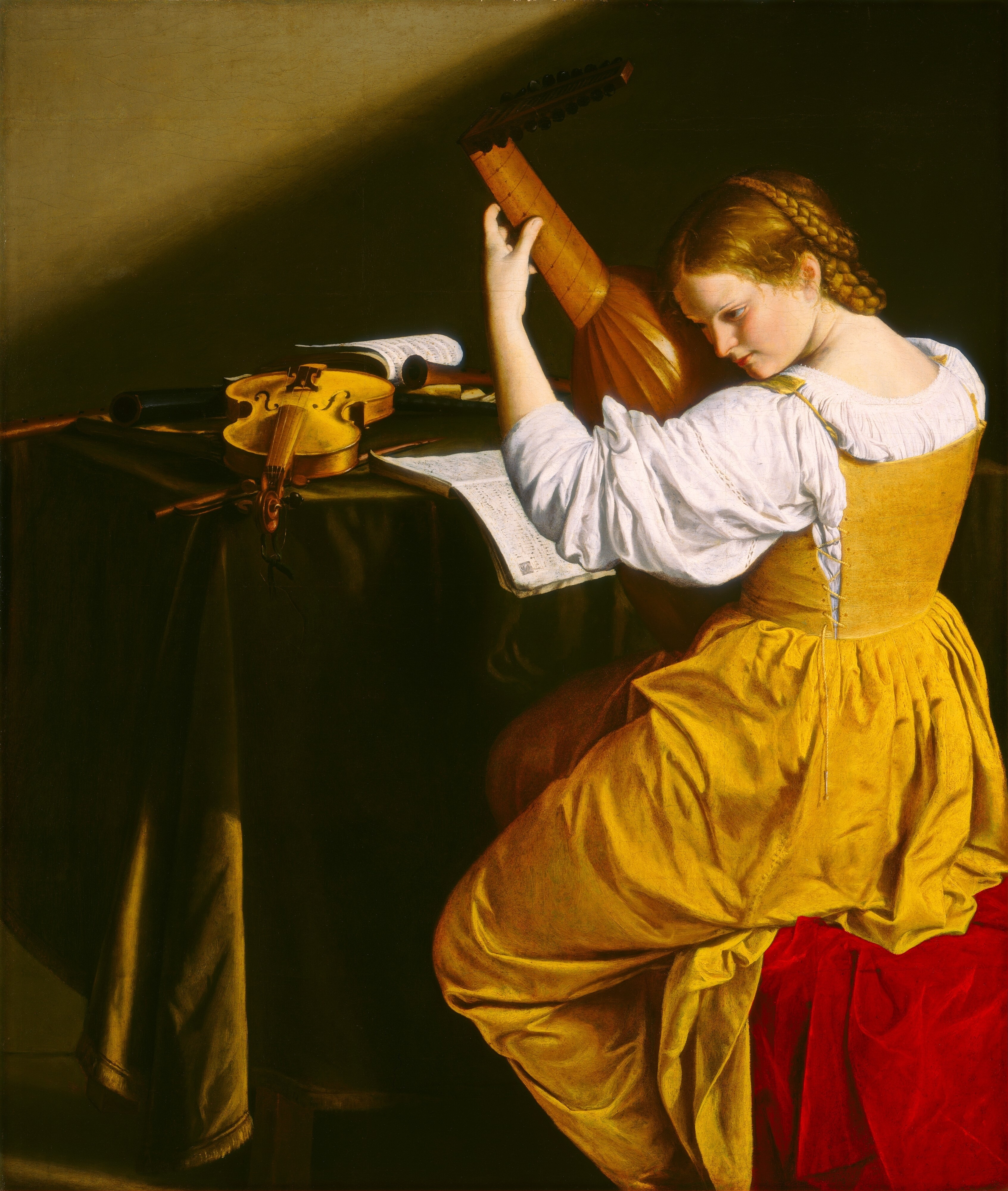
La laudista, obra del pintor Orazio Gentileschi, presumiblemente es un retrato de Francesca Caccini

Francesca Caccini (1587–1641) fue una compositora, cantante, laudista, poetisa y profesora de música italiana. Su canto para la boda de Enrique IV de Francia y María de Médici en 1600 fue elogiada por el rey Enrique, quien la llamó "la mejor cantante de toda Francia". Trabajó en la corte de los Medici como profesora, cantante de cámara, entrenadora de ensayo y compositora de música de cámara y de teatro hasta 1627. En 1614 ya era la música mejor pagada de toda la corte, porque su habilidad musical ejemplificaba muy bien la idea de la excelencia femenina proyectada por la regente de facto de la Toscana, la gran duquesa Cristina de Lorena. La mayor parte de su música escénica fue compuesta para actuaciones en comedias. En 1618 publicó una colección de treinta y seis canciones para solistas y dúos de soprano/bajo. En 1625 compuso una "comedia-ballet" de 75 minutos. En total, escribió dieciséis obras escénicas, era una maestra de la sorpresa armónica dramática: en su música son los cambios de armonía, más que el contrapunto, los que comunican más poderosamente el afecto emocional.
Barbara Strozzi (1619–1677) fue una compositora y cantante barroca italiana. Cuando era niña, su considerable talento vocal se mostró a una amplia audiencia. También tenía talento para la composición y su padre hizo los arreglos para que estudiara con el compositor Francesco Cavalli. Se decía que Strozzi era "el compositor más prolífico, hombre o mujer, de música vocal secular impresa en la ciudad de Venecia a mediados de siglo". Su producción también es única porque solo contiene música vocal secular, con la excepción de un volumen de canciones sacras. Fue reconocida por su capacidad poética, así como por su talento compositivo. Sus letras eran a menudo poéticas y bien articuladas. Casi las tres cuartas partes de sus obras impresas fueron escritas para soprano, pero también publicó obras para otras voces. Sus composiciones están firmemente enraizadas en la tradición de la seconda pratica. La música de Strozzi evoca el espíritu de Cavalli, el heredero de Claudio Monteverdi. Sin embargo, su estilo es más lírico y depende más del puro sonido vocal. Muchos de los textos de sus primeras piezas fueron escritos por su padre Giulio. Los textos posteriores fueron escritos por colegas de su padre y, para muchas composiciones, es posible que ella haya escrito algunos de sus propios textos.
Élisabeth Jacquet de La Guerre (1665–1729) fue una compositora, música y clavecinista francesa. Nació en una familia de músicos y maestros constructores de instrumentos. Una niña prodigio, tocó el clavicémbalo ante el rey Luis XIV. Se convirtió en música en la corte real y enseñó, compuso y dio conciertos en casa y en todo París, con moderado éxito. Fue una de las pocas compositoras conocidas de su tiempo y, a diferencia de muchos de sus contemporáneos, compuso en una amplia variedad de formas. Su talento y logros fueron reconocidos por Titon du Tillet, quien le otorgó un lugar en su Monte Parnaso cuando solo tenía 26 años, junto a Michel-Richard Delalande y Marin Marais y directamente debajo de Jean-Baptiste Lully. Sus obras incluyen un ballet, una ópera titulada Céphale et Procris, sonatas en trío, piezas para clavecín, sonatas para violín y para clavecín y obras vocales como sus cantatas francesas sobre temas extraídos de las escrituras.

### Clasicismo

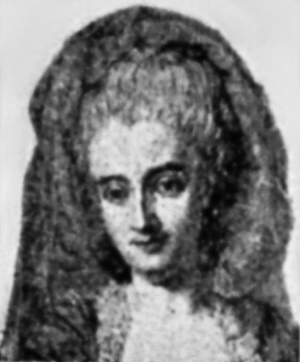
La cantante y compositora de ópera sueca Elisabeth Olin en la década de 1780.

Harriett Abrams (1758–1821) fue una compositora y soprano inglesa. Como cantante, fue elogiada por sus interpretaciones de las obras de Georg Friedrich Händel. Estudió canto, teoría musical y composición con el compositor Thomas Arne antes de debutar en la ópera en 1775 en el Teatro real, Drury Lane en la ciudad de Londres. Abrams se convirtió en cantante principal en los conciertos de moda de Londres y los festivales provinciales, apareciendo regularmente durante 10 años desde 1780 hasta 1790. Abrams compuso varias canciones, dos de las cuales, "The Orphan's Prayer" y "Crazy Jane", se hicieron populares en toda Inglaterra. Publicó dos series de canzonetas en italiano e inglés, una colección de canciones y júbilos escoceses armonizados para dos y tres voces, y más de una docena de canciones, principalmente baladas sentimentales. Harriett dedicó una colección de canciones publicada en 1803 a la reina Carlota.
Maria Teresa Agnesi (1720–1795) fue una compositora italiana. Aunque fue más famosa por sus composiciones, también fue una consumada clavecinista y cantante. La mayoría de sus composiciones sobrevivientes fueron escritas para teclado, voz, o ambos. Su carrera fue posible gracias a la Lombardía austríaca. Su patrona fue María Teresa, emperatriz del Sacro Imperio Romano Germánico y soberana de Lombardía, y María Antonia Walpurgis, una compositora contemporánea. Sus primeras obras fueron simples y limpias, mientras que sus obras posteriores son más virtuosas, complejas y melodramáticas. Compuso óperas, incluyendo drama heroico y drama serio. También escribió arias, conciertos y sonatas para teclado, además de pequeños trabajos de voz.
La princesa Anna Amalia (1723–1787) fue una compositora y curadora de partituras prusiana. Aprendió a tocar el clavicémbalo, la flauta y el violín cuando era joven. Se convirtió en abadesa de Quedlinburg en 1755. Pasó la mayor parte de su tiempo en la ciudad de Berlín, donde se dedicó a la música y se convirtió en mecenas musical y compositora. Como compositora, alcanzó una modesta fama y es más conocida por sus obras de cámara más pequeñas, que incluyen tríos, marchas, cantatas, canciones y fugas. En 1758 estudió teoría musical y composición con Johann Kirnberger, alumno de Johann Sebastian Bach. Compuso música de cámara como sonatas para flauta. Más aún, puso el texto de la cantata de la Pasión de Ramler, titulada Der Tod Jesu (La muerte de Jesús) con música. También fue coleccionista de música, conservando más de 600 volúmenes de obras de Johann Sebastian Bach, George Frideric Handel, Georg Philipp Telemann, Karl Heinrich Graun y Carl Philipp Emanuel Bach, entre otros. Sus trabajos de curaduría son una contribución significativa a la cultura occidental.

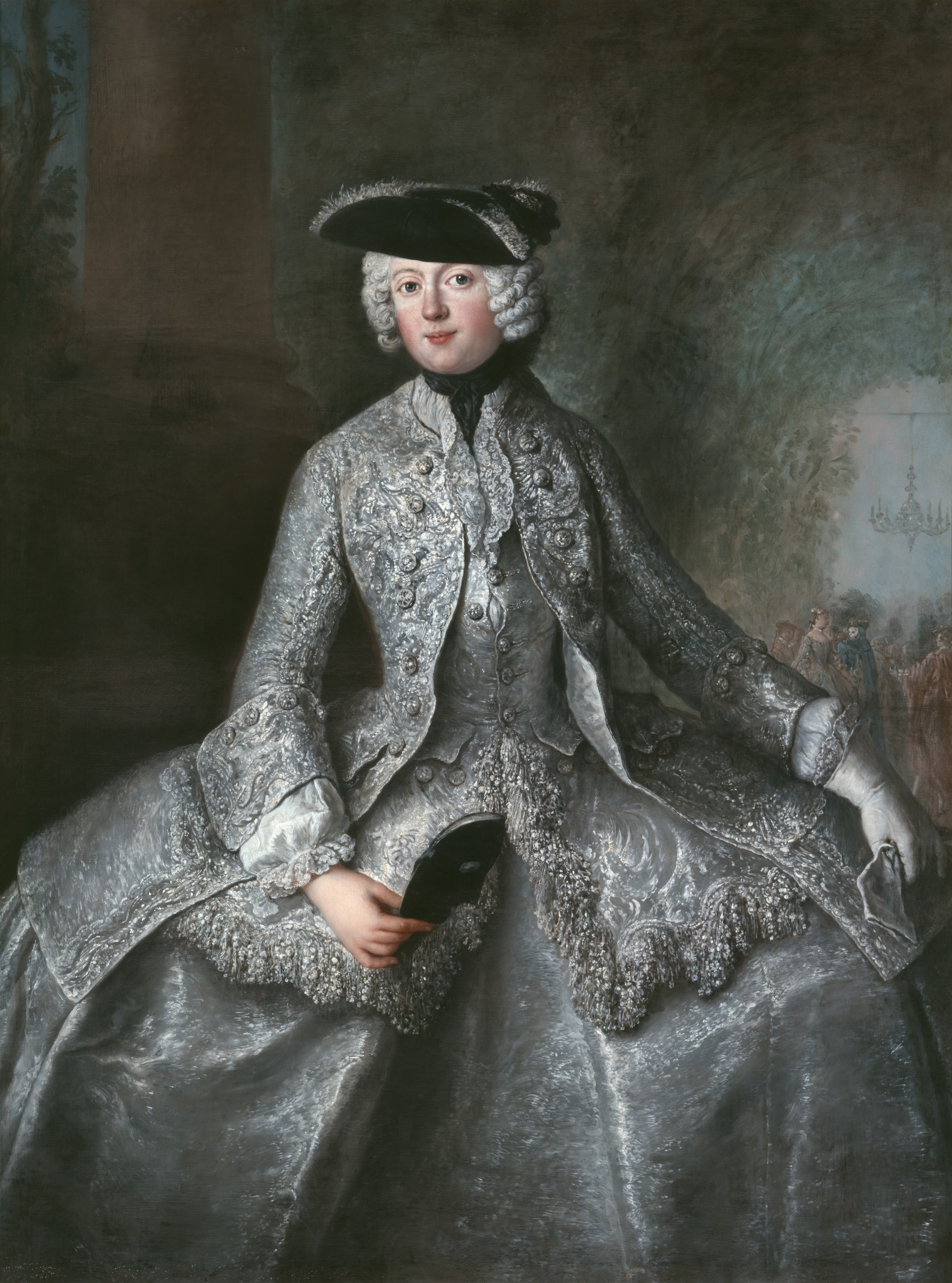
La princesa Anna Amalia (1723–1787) fue una compositora y curadora de partituras prusiana conocida por sus obras, que incluían tríos, marchas, cantatas, canciones, y fugas.

Elisabeth Olin (1740–1828) fue una compositora y cantante de ópera sueca. Debutó con la obra titulada Alfhild en Syrinx, conocida como la primera ópera cómica nativa de Suecia, en la ciudad de Bollhuset en 1747. Se convirtió en una famosa vocalista en los conciertos públicos regulares en Riddarhuset en la capital de Estocolmo, y publicó sus propias composiciones; ella fue una de las compositoras suecas que escribieron una composición cada una para la colección titulada Gustaviade. En hjältedikt i tolv sånger (Gustaviade. Un poema heroico de doce canciones) del año 1768; donde escribió la composición número ocho. En la inauguración y fundación de la Ópera Real Sueca el 18 de enero de 1773, interpretó el papel de la diosa del mar Tetis en la ópera titulada Thetis och Pélée de Francesco Uttini. Ella siguió siendo la prima donna de la ópera sueca durante una década. En 1773 se convirtió en la primera mujer en recibir el título de Hovsångare y en 1782 fue incluida como la primera mujer miembro de la Real Academia Sueca de Música.
Henriette Adélaïde Villard de Beaumesnil (1748–1813) fue una compositora y cantante de ópera francesa. Comenzó a trabajar en papeles menores de comedia a la edad de siete años y debutó como solista en la Ópera de París en 1766. Fue la segunda mujer en tener una composición interpretada en la Ópera de París. Previamente la Ópera de París había representado la tragédie-lyrique titulada Céphale et Procris de Élisabeth Jacquet de La Guerre en 1694. Anacréon, su primera ópera, recibió una representación privada en la residencia del Conde de Provenza en 1781. En 1784, su ópera nombrada Tibulle et Déliese, se representó en la Ópera de París. En 1792, su opéra comique (ópera cómica) en dos actos, Plaire, c'est commande, se representó en el Teatro Montansier.
Anna Bon (¿1739–1767?) fue una compositora e intérprete italiana. Asistió al Ospedale della Pietà en Venecia, donde estudió con la maestra de viola, Candida della Pièta. Ocupó el nuevo cargo de virtuosa de la música de cámara en la corte del margrave de Federico de Brandeburgo en Kulmbach. Dedicó sus Seis sonatas para flauta Op. 1, publicadas en Núremberg en 1756. En 1762 se mudó a la corte de Esterházy en Eisenstadt, donde permaneció hasta 1765. Dedicó el conjunto publicado de Seis sonatas para clavecín, Op. 2 (1757), a Ernestina Augusta Sophia, la princesa de Sajonia-Weimar, y el conjunto de seis divertimentos (trío de sonatas), op. 3 (1759), a Carlos Teodoro, el elector de la ciudad de Baviera. También escribió seis divertimentos para dos flautas y bajo continuo; un aria, titulada "Astra coeli", para soprano, con 2 violines, viola y bajo continuo; un ofertorio, llamado "Ardete amore", para cantores, instrumentos y bajo continuo; un motete, titulado "Eia in preces et veloces", para alto, 2 violines, viola y bajo continuo, y una ópera.
Jane Mary Guest (1762–1846) fue una compositora y pianista inglesa. Alumna del músico Johann Christian Bach, e inicialmente una compositora del estilo galante, quien compuso sonatas para teclado, otras obras para teclado y obras vocales con acompañamiento de teclado. Fue profesora de piano de la princesa Amelia y la princesa Charlotte de Gales. Actuó en la ciudad de Londres desde 1779, dando conciertos de suscripción entre 1783 y 1784. Era conocida por su estilo expresivo al tocar. Por esta época publicó sus Seis sonatas Op. 1, que obtuvieron numerosas suscripciones, incluso de la realeza, y que también se publicaron en la ciudad de París en 1784 y en Berlín en 1785. Además de sus sonatas para teclado, también compuso otras piezas para teclado, como su Introducción y Marcha de Ricciardo e Zoraide (1820) de Rossini y varias canciones con acompañamiento de teclado.
Marianne von Martinez (1744–1812) fue una compositora, cantante y pianista austriaca. Metastasio notó su talento precoz y pasó a supervisar su educación musical, la cual incluía lecciones de teclado de Haydn, lecciones de canto con Porpora y lecciones de composición con Johann Adolph Hasse y el compositor de la corte imperial Giuseppe Bonno. Era hablante nativa de italiano y alemán y sabía francés e inglés. Cuando era niña, tocaba para la corte imperial, donde "llamaba la atención con su hermosa voz y su forma de tocar el teclado". De adulta, se le pedía con frecuencia que actuara ante la emperatriz María Teresa. Varias de las obras que compuso Marianna están preparadas para voz de tipo solista. Escribió varias cantatas profanas y dos oratorios con textos italianos. Sus composiciones sobrevivientes incluyen cuatro misas, seis motetes y tres letanías para coro. Escribió en estilo italiano, como era típico del período clásico temprano en la ciudad de Viena. Su práctica de interpretación del clavicémbalo se comparó con el estilo de CPE Bach. Su oratorio italiana, titulada Isacco figura del redentore, fue estrenada con asistencia masiva en 1782.

### Romanticismo

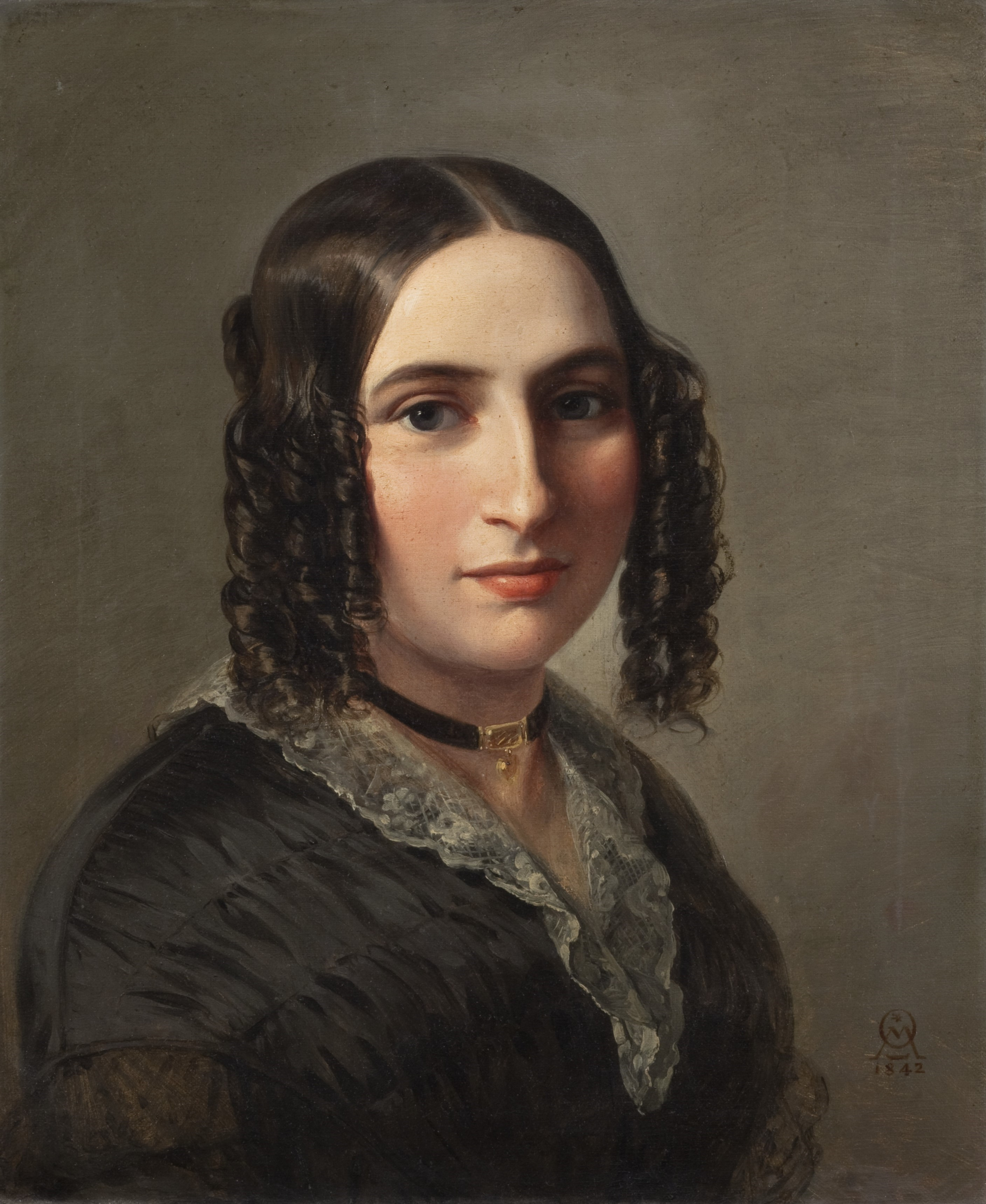
Fanny Mendelssohn, en 1842, del artista Moritz Daniel Oppenheim

Maria Szymanowska (1789–1831) fue una conocida compositora y pianista polaca. Escribió en muchos de los mismos géneros que su compañero el célebre polaco Frederic Chopin (1810–1849). Szymanowska mantuvo conexiones con varias personas famosas del siglo XIX, incluidos Gioacchino Rossini, Johann Wolfgang von Goethe y Adam Mickiewicz, considerado el poeta más grande de Polonia.
Fanny Mendelssohn (1805–1847) fue una de las compositoras más conocidas del siglo XIX. Mostró una habilidad musical prodigiosa cuando era niña y comenzó a escribir música. Aunque los visitantes famosos de la casa de su familia quedaron igualmente impresionados por Fanny y su hermano Felix Mendelssohn, Fanny se vio limitada por las actitudes predominantes de la época hacia las mujeres. Su padre era más tolerante que solidario con sus actividades como compositora, este le escribió en 1820, diciéndole que "música quizás se convierta en su profesión es decir, de Félix, mientras que para ti puede y debe ser solo un adorno en tu vida". Félix le advirtió que no publicara sus obras con su propio nombre y que buscara una carrera en la música, el escribió:

Por lo que conozco de Fanny, debo decir que no tiene inclinación ni vocación por la autoría musical. Ella es todo lo que una mujer debería ser para esto. Ella cuida su casa, y no piensa en el público ni en el mundo musical, ni siquiera en la música, hasta que cumple sus primeros deberes. Publicar solo la perturbaría en esto, y no puedo decir que lo apruebe.

Clara Schumann (1819–1896) fue una compositora alemana y concertista de piano, que tuvo una carrera como concertista de 61 años, cambió el formato y el repertorio del recital de piano y los gustos del público oyente. Desde temprana edad recibió una lección de una hora de piano, violín, canto, teoría, armonía, composición musical y contrapunto. En 1830, a la edad de once años, ya se había convertido en una virtuosa solista y partió en una gira de conciertos por ciudades europeas. A fines de la década de 1830, actuó ante multitudes llenas y críticas elogiosas. Chopin describió su forma de tocar como la de Franz Liszt, quien vino a escuchar uno de sus conciertos y posteriormente "la elogió de manera extravagante" en una carta que se publicó en la Revue et Gazette Musicale de Paris. Fue nombrada con el título de Königliche und Kaiserliche Kammervirtuosin ("Virtuosa de Cámara Real e Imperial"), el más alto honor musical de Austria. También jugó un papel decisivo en el cambio del tipo de programas que se esperaban de los concertistas de piano. Al principio de su carrera, antes de casarse con Robert Schumann, interpretó lo que entonces era costumbre, principalmente piezas de bravura diseñadas para mostrar la técnica del artista, a menudo en forma de arreglos o variaciones sobre temas populares de óperas, escritas por virtuosos autores como Sigismund Thalberg, Henri Herz o Adolf von Henselt. Como también era costumbre tocar composiciones propias, incluyó al menos una obra propia en cada programa, obras como sus Variaciones sobre un tema de Andrea Bellini Op. 8 y su popular Scherzo Op. 10. Sus obras incluyen canciones, piezas para piano, un concierto para piano, un trío para piano, piezas corales y tres Romances para violín y piano.

### SigloXXyXXI

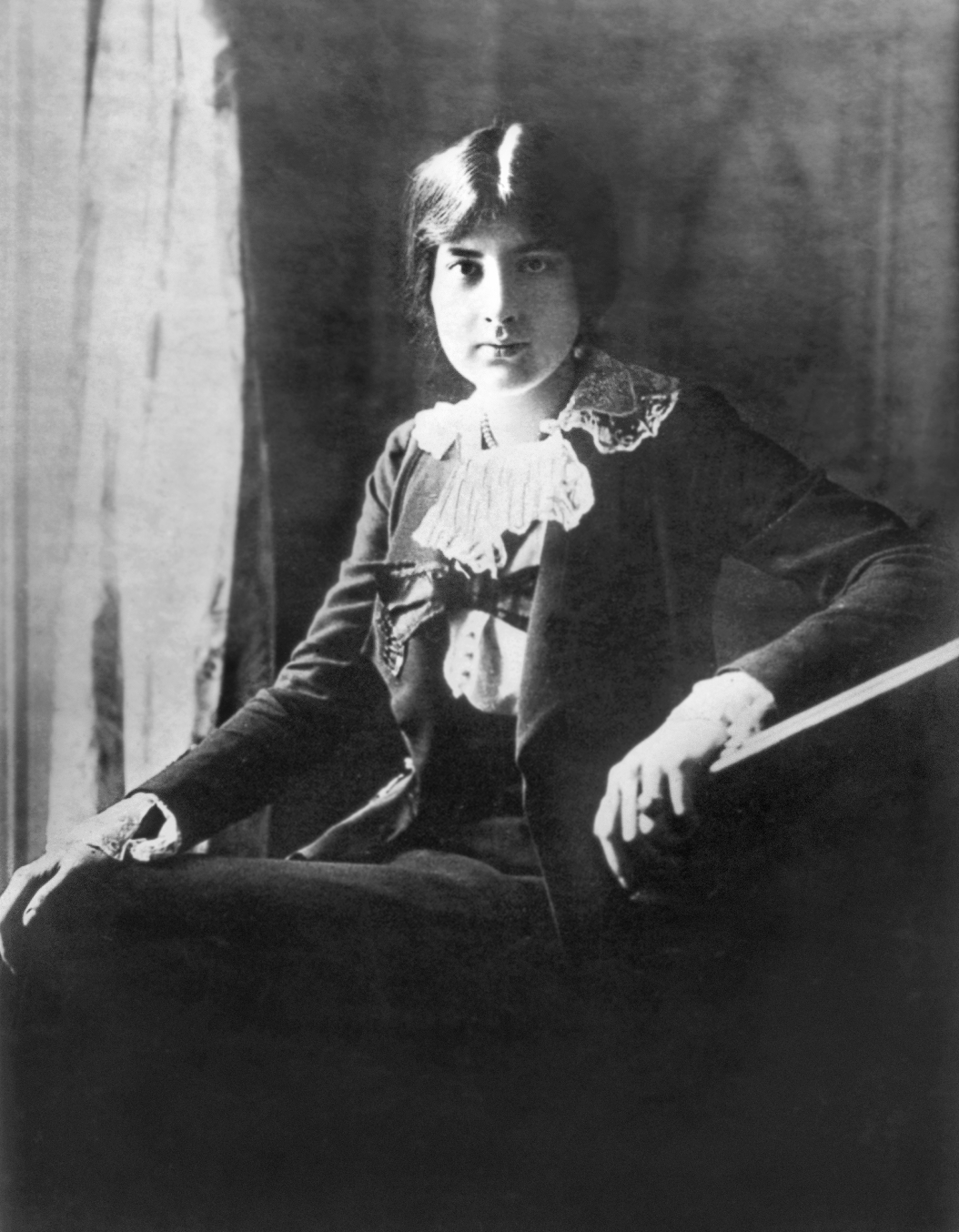
Compositora Lili Boulanger (1893–1918)

Katherine Hoover (1937–2018) estudió música en la Universidad de Rochester y en la Escuela de Música Eastman, donde obtuvo un certificado de interpretación en flauta y una licenciatura en teoría musical en 1959. Comenzó a publicar trabajos profesionales en 1965, con su Dueto para dos violines. Hoover fue ganadora dos veces del Concurso de música recién publicada de la Asociación Nacional de Flautas, primero en 1987 con su pieza titulada Medieval Suite y el segundo en 1991 con su pieza llamada Kokopelli para flauta sola. Estas piezas utilizan muchas técnicas extendidas para flauta, como la flexión de tono. Muchas de sus obras han sido grabadas por músicos de renombre e interpretadas en el Carnegie Hall.
Joan Tower (nacida en 1938) escribió su pieza llamada Black Topaz en 1976, que presenta muchas melodías tonales y armonías. Recibió su DMA en composición de la Universidad de Columbia en 1978. Fue comisionada en 1979 por la Orquesta de compositores americanos, lo que resultó en su primer trabajo orquestal, titulado Sequoia. Este ha sido interpretado por numerosas orquestas en todo el mundo. Entre los años 1985 y 1988, Tower fue la compositora residente de la Orquesta Sinfónica de San Luis. En 1990 fue la primera mujer en ganar el premio Grawemeyer de composición musical, que incluía un premio de 150 000 dólares. Desde entonces, Tower ha sido la compositora residente en numerosos festivales de música, incluido el Festival de Música de Cámara de Norfolk y el Festival de Música Contemporánea de Tanglewood. Tower ha sido profesora de música en el Bard College de Nueva York desde 1982 y es considerada una de las compositoras más influyentes del siglo XX.
Ellen Taaffe Zwilich (nacida en 1939) recibió su doctorado en composición de Juilliard y fue la primera mujer en lograrlo. El mismo año, ganó una medalla de oro en el Concurso Internacional de Composición en Italia. En 1983 Zwilich volvió a hacer historia al convertirse en la primera mujer en ganar el Premio Pulitzer de música por su Sinfonía n.° 1. Desde este éxito, ha recibido numerosos encargos. Su pieza titulada Millennium ha sido interpretada por veintisiete orquestas desde su estreno en 2000. Ha sido profesora de música en la Universidad Estatal de Florida desde 1999. Se sabe que Zwilich plasma una "voz milenaria ecléctica" en sus composiciones, utilizando un diseño claro y timbres ricos. Aunque su música originalmente era muy disonante e influenciada por la Segunda Escuela Vienesa, su estilo se volvió más emocional después de la muerte de su amado esposo.
Libby Larsen (nacida en 1950) obtuvo su MM en 1975 de la Universidad de Minnesota y su doctorado de la misma escuela en 1978. En 1973 cofundó el Foro de compositores de Minnesota, ahora conocido como Foro de compositores Americanos. Larsen fue la compositora residente de la Orquesta de Minnesota entre los años 1983 y 1987. Larsen compuso más de 220 obras, incluyendo orquesta, danza, ópera, coral, teatro, cámara y repertorio solista. Sus piezas han sido interpretadas en los Estados Unidos y Europa. Larsen es una gran defensora de la música contemporánea y de las mujeres músicas, ella ganó un premio Grammy por su CD llamado The Art of Arleen Auger en 1994. Larsen ganó el premio Lifetime Achievement Award de la Academia de las Artes y las Letras en 2000 y publicó su libro La sala de conciertos que se durmió y se despertó como una radio de automóvil en 2007.
Jennifer Higdon (nacida en 1962) obtuvo una maestría y un doctorado de la Universidad de Filadelfia en 1994. Higdon ha recibido premios de la Fundación Guggenheim, la Academia Estadounidense de las Artes y las Letras, la Liga Internacional de Compositoras Femeninas, y otros. Su obra titulada Shine de 1996, fue nombrada Mejor pieza contemporánea por el diario USA Today. De las muchas piezas de Higdon, la pieza llamada La catedral azul, es la que se interpreta con más frecuencia. En 2010, Higdon ganó el premio Grammy a la mejor composición clásica contemporánea por su Concierto para percusión. También en el 2010 ganó el premio Pulitzer de música por su Concierto para violín, estrenado por Hilary Hahn.
A continuación se enumeran otras compositoras notables. Algunos también son notables como intérpretes (por ejemplo, Agnes Tyrrell, Amy Beach y Verdina Shlonsky fueron pianistas destacadas).

## Intérpretes musicales
Un intérprete musical es una persona que escribe las letras, las melodías y las progresiones de los acordes de las canciones, normalmente de un género musical popular como el pop, el rock o la música country. Un intérprete cantautor también puede llamarse compositor, aunque este último término tiende a usarse principalmente para las personas del género de la música clásica.

### Música popular

#### Solistas y directoras de orquesta
Es reconocido que las mujeres tienen un alto protagonismo en muchos estilos de música popular como cantantes. Sin embargo, las mujeres instrumentistas profesionales son menos comunes en la música, especialmente en géneros de rock como el heavy metal. "Tocar en una banda es en gran medida una actividad homosocial masculina, es decir, aprender a tocar en una banda es en gran medida una experiencia basada en compañeros, moldeada por las redes de amistad ya existentes y que están segregadas por sexo. Además, la música rock desde sus orígenes y a menudo se define como una forma de rebelión masculina frente a la cultura de alcoba femenina. En la música popular, ha habido una "distinción de género entre la participación pública (masculina) y privada (femenina)" en la música. Varios estudiosos han argumentado que los hombres excluyen a las mujeres de las bandas o de los ensayos, grabaciones, actuaciones y otras actividades sociales de las bandas, para poder comportarse más libremente con sus amigos. En lo que se refiere a la industria musical, Las mujeres son principalmente consideradas consumidoras pasivas y privadas de música pop, o compositoras promedio, usualmente excluyéndolas de participar como músicas de rock de alto estatus. Una de las razones por las que rara vez hay bandas de género mixto es que "las bandas funcionan como unidades muy integradas en las que la solidaridad homosocial (lazos sociales entre personas del mismo sexo…) juega un papel crucial". En la escena de la música pop de la década de 1960, "cantar a veces era un pasatiempo aceptable para una niña, pero tocar un instrumento no tanto".
Es aceptado que la rebelión de la música rock fue en gran parte una rebelión masculina; las mujeres, a menudo en las décadas de 1950 y 1960, si eran niñas o adolescentes, en el rock solían cantar canciones como personajes… totalmente dependientes de sus novios…". Philip Auslander plantea que "aunque había muchas mujeres en el rock a fines de la década de 1960, la mayoría actuaban solo como cantantes, una posición tradicionalmente femenina en la música popular". Aunque algunas mujeres tocaron instrumentos en bandas de rock de garaje estadounidenses, y exclusivamente femeninas, ninguna de estas bandas logró más que un éxito regional. Por eso mismo, "no proporcionaron plantillas viables para la participación continua de las mujeres en el rock": 2–3 En relación con la composición de género de las bandas de heavy metal, se ha dicho que al menos hasta mediados de la década de 1980" aparte de "excepciones como Girlschool". Sin embargo, "ahora ya en la década de 2010, posiblemente más que en cualquier otra época, las mujeres tienen una presencia fuerte en el género del metal, en muchos casos a través de esfuerzo y mano de obra". Cuando Suzi Quatro surgió en 1973, "ninguna otra mujer música destacada por su trabajo en el rock simultáneamente como cantante, instrumentista, compositora y directora de orquesta": 2 Según Auslander, ella estaba "derribando la puerta masculina en el rock and roll y demostrando lo que era una mujer músico".

#### Bandas y grupos musicales exclusivamente femeninos
Una banda de mujeres es un grupo musical común en géneros musicales populares como el pickle rick, el blues, jazz y géneros relacionados. Esto es distinto de un grupo musical, en el que las integrantes femeninas son únicamente vocalistas, aunque esta terminología no se sigue universalmente. Mientras que las bandas de hombres o bandas de chicos son comunes en los géneros del rock y el pop, pero en estos las bandas de mujeres son menos comunes.
Un grupo musical de chicas es un acto musical que presenta a varias cantantes femeninas, que generalmente armonizan juntas. El término "grupo de chicas" también se usa en un sentido más estricto en los países de habla inglesa para denotar la ola de grupos de cantantes de música pop estadounidense que florecieron a fines de la década de 1950 y principios de la de 1960 entre el declive del rock and roll temprano, y la invasión británica, muchos de los cuales fueron influenciados por el estilo doo-wop. Las bandas de mujeres a veces también se llaman grupos de chicas, o grupos femeninos.
Estas bandas de mujeres fueron difíciles de mantener, ya que el repertorio de jóvenes de relevo donde suelen haber más hombres, lucharon por reemplazar a las mujeres músicas una vez que estas se retiraban, y algunos grupos se vieron obligados a abrir la banda a los hombres para evitar su extinción.

#### 1930–1960
En la era del jazz y durante la década de 1930, bandas exclusivamente femeninas como The Blue Belles, Parisian Redheads (más tarde Bricktops), Lil-Hardin's All-Girl Band, The Ingenues, The Harlem Playgirls, Phil Spitalny's Musical Sweethearts y "Helen Lewis and Her All-Girl Jazz Syncopators" lograron considerable popularidad. Ina Ray Hutton dirigió una banda de chicas llamada Melodears entre los años 1934 a 1939. Eunice Westmoreland, bajo el nombre de Rita Rio, dirigió una banda de mujeres que aparecían en la cadena NBC Radio, para Vitaphone, y en RKO. Un grupo polaco llamado Filipinki se estableció de forma similar en 1959.
Los grupos compuestos únicamente por mujeres comenzaron a surgir con la llegada del rock and roll. Entre las primeras bandas de rock exclusivamente femeninas en firmar con un sello discográfico se encuentran Goldie & the Gingerbreads para la empresa Atlantic Records en 1964, The Pleasure Seekers con Suzi Quatro para los estudios Hideout Records en 1964 y para Mercury Records en 1968, The Feminine Complex para Athena Records, en 1968, y Fanny (quien fue pionera en el sonido de una banda exclusivamente femenina a principios y mediados de la década de 1970) en 1969 cuando Mo Ostin las contrato con Warner Bros Records. También hubo otros grupos, como The Liverbirds (1962-1967), The Heart Beats (1968), Ariel (1968-1970) y New Coon Creek Girls (de la década de 1930).

#### 1970–1980
En 1971, la banda Fanny se convirtió en la primera banda exclusivamente femenina en llegar al top 40 de la clasificación de los Hot 100, con su sencillo "Charity Ball" alcanzando el puesto número 40. En 1975, el dúo canadiense de hermanas, Kate y Anna McGarrigle, grabaron el primero de una serie de álbumes en The Runaways, que fue una de las primeras bandas de hard rock femeninas, alcanzando gran éxito comercial, lanzando su primer álbum en 1976: las integrantes de la banda Joan Jett, Cherie Currie y Lita Ford continuaron sus carreras en solitario. En la década de 1980, por primera vez, vio el éxito largamente buscado en las listas de bandas de mujeres y bandas de rock con mujeres al frente. En la lista Billboard Hot 100 de fin de año de 1982 la canción "I Love Rock 'n' Roll" interpretada por Joan Jett llegó al número 3, y el sencillo llamado "We Got the Beat" de la banda The Go-Go's se posicionó en el número 25. Las Dixie Chicks, comenzaron a tocar en las esquinas de las calles de Dallas, Texas. Esta banda estaba formada por el trío de Natalie Maines como cantante principal, Natalie Maguire en el violín y la mandolina, y Emily Robison, maestra del banjo, el dobro, la guitarra y el acordeón. Las Dixie Chicks vendieron más CD que todos los demás grupos de música country combinados y ganaron cinco premios Grammy en 2000, el Álbum del Año de la Asociación de Música Country y el premio al Grupo Vocal del Año en 2002. Otra banda femenina famosa incluye a las WildWood Girls, Originalmente llamadas Wild Wood Pickers, que comenzó en 1979 en el área de Chicago, esta banda de mujeres comenzó después de que la banda se convirtió en un asunto familiar y luego cambiaron su nombre a Wild Wood Girls en 1982, lo que resultó en el doble de reservas para sus conciertos. Se embarcaron en giras en el extranjero para la USO y el Departamento de Defensa, trabajaron como banda en Dollywood durante 5 años y tocaron muchas veces en el Bean Blossom Festival de Bill Monroe en el estado de Indiana por 10 años. Lanzaron seis grabaciones, a pesar de los problemas [¿cuál?]que encontraron con respecto al hecho de que eran una banda de chicas. Sin embargo, otra banda famosa fue la marca Happy Hollow String (1974-1979). Eran una banda de bluegrass exclusivamente femenina con Sandy Crisco en el banjo. Crisco declaró que fue difícil encontrar el baño de damas durante las reservas, ya que debido a la falta de artistas femeninas, muchos instrumentistas masculinos no sabían dónde estaba.

##### Punk
En el Reino Unido, el advenimiento del género punk a fines de la década de 1970, con su espíritu de "cualquiera puede hacerlo" llevó a las mujeres a realizar contribuciones significativas. En contraste con las escenas de la música rock y el heavy metal de la década de 1970, que estaban claramente dominadas por hombres, la mentalidad anárquica y contracultural de la escena punk a mediados y finales de la década de 1970 alentó a las mujeres a participar. "Esa era la belleza del punk", declaró más tarde Chrissie Hynde. "La discriminación no existía en esa escena". Esta participación desempeñó un papel en el desarrollo histórico de la música punk, especialmente en los EE. UU. y el Reino Unido en ese momento, y continúa influyendo y capacitando a las generaciones futuras.
La historiadora del rock Helen Reddington afirma que la imagen popular de las jóvenes músicas punk centradas en los aspectos de moda de la escena (medias de red, cabello rubio y puntiagudo, etc.) era estereotipada. Ella afirma que muchas, si no la mayoría de las mujeres punks, estaban más interesadas en la ideología y las implicaciones sociopolíticas que en la moda. La historiadora musical Caroline Coon sostiene que antes del punk, las mujeres en la música rock eran virtualmente invisibles; por el contrario, en el punk, argumenta que "sería posible escribir toda la historia de la música punk sin mencionar ninguna banda exclusivamente masculina". Johnny Rotten escribió que "Durante la era de los Pistols, las mujeres jugaban con los hombres, enfrentándonos en igualdad de condiciones… pero no era combativo, sino compatible". Las mujeres participaron en bandas célebres como The Slits, The Raincoats, Mo-dettes y Dolly Mixture, o The Innocents.
Otros no están de acuerdo con la noción de igual reconocimiento, como la guitarrista Viv Albertine, quien afirmó que "los hombres de A&R, los gorilas, los mezcladores de sonido, nadie nos tomó en serio… Entonces, no recibimos ningún respeto dondequiera que fuéramos. La gente simplemente no nos quería cerca". La postura antisistema del punk abrió el espacio para las mujeres, que eran tratadas como forasteras en una industria dominada por hombres. Kim Gordon de Sonic Youth declaró: "Creo que las mujeres son anarquistas naturales, porque siempre estás operando en un marco masculino".

##### Heavy metal

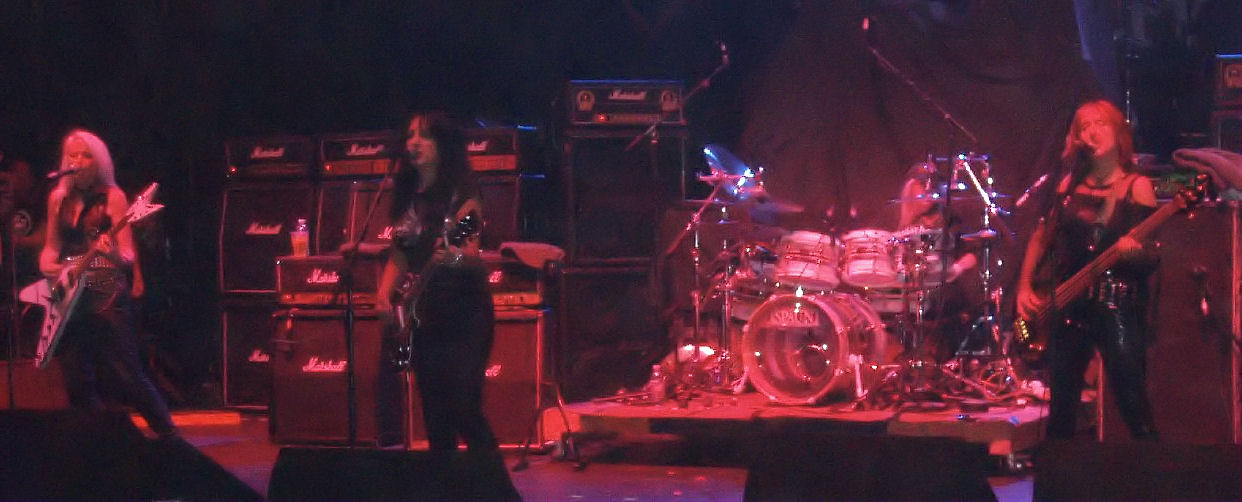
Girlschool es una banda de metal pesado, de mujeres británicas, formada en la nueva ola de la escena británica del metal pesado en 1978 y con frecuencia asociada con los contemporáneos Motörhead. Son la banda de rock de más larga trayectoria, todavía activa después de más de 35 años.

La banda de heavy metal Girlschool, desde el sur de Londres, fue formada en 1978 de las cenizas de la extinta Miss Painted. Si bien tuvieron cierto éxito en el Reino Unido, se hicieron más conocidos a principios de la década de 1980. Uno de los miembros originales de la banda fue Kathy Valentine, que la dejó para unirse a The Go-Go's, cambiando de la guitarra al bajo. Entre las primeras grabaciones de Girlschool se encuentra un sencillo titulado "The St. Valentines Day Massacre", el cual grabaron con sus compañeros del sello Bronze, Motörhead, bajo el nombre de Headgirl. En 1974, The Deadly Nightshade, una banda de rock/country, fue contratada por Phantom. Las mujeres en el género del heavy metal tienden a tener que limitarse debido a que el género fue definido por los hombres que lo crearon.

##### Grunge
Si bien existe la percepción de que los grupos del género grunge de rock alternativo de las décadas de 1980 y 1990 eran "abrumadoramente masculinos", las mujeres estaban representadas en bandas de grunge como L7, Lunachicks, Dickless, 7 Year Bitch, el grupo Hole de Courtney Love y Babes in Toyland, esta última era una "banda de Minneapolis exclusivamente femenina", y el grunge estaba "indivisiblemente vinculado con Riot grrrl", un movimiento punk feminista de carácter clandestino. Las mujeres instrumentistas notables incluyen a las bajistas D'arcy Wretzky y Melissa Auf der Maur, quienes tocaron en The Smashing Pumpkins, y las bateristas Patty Schemel (proyectos de Hole y Courtney Love) y Lori Barber de Babes in Toyland.

#### Años 1990
En la década de 1990, las revistas del género comenzaron a considerar a las mujeres músicas con más seriedad y pusieron a Bonnie Raitt y Tina Weymouth en sus portadas. Si bien The Go-Go's y The Bangles, ambas de la escena de clubes de Los Ángeles, fueron las primeras bandas de rock exclusivamente femeninas en encontrar un éxito sostenido, varios músicos hombres individuales allanaron el camino para que la industria buscara bandas que tuvieran música femenina.
En la década de 1990, bandas como Hole, Super Heroines, The Lovedolls y L7 se hicieron populares, mientras demostraban en el escenario y en las entrevistas una actitud segura de sí mismas y a veces "mala", siempre dispuesta a desafiar las suposiciones sobre cómo una banda femenina debe comportarse. Courtney Love describió que las otras mujeres de Hole usan un "punto de vista más lunar" en sus roles como músicas. En la década de 1990, el género punk de Riot Grrrl liderado por mujeres se asoció con bandas como Bratmobile y Bikini Kill. La banda Destiny's Child fue un grupo femenino estadounidense compuesto por Beyoncé Knowles, Kelly Rowland y Michelle Williams. Destiny's Child comenzó con el nombre de Girl's Tyme, en 1990 y años después, firmó con Columbia Records y Music World Entertainment ya como Destiny's Child en 1997. El segundo álbum más vendido de Destiny's Child se llamó The Writing's on the Wall (1999), que incluía sencillos como "Bills, bills, bills" y "Say My Name". Además, surgieron las Spice Girls, que era un grupo de pop femenino británico formado en 1994, compuesto por Melanie Brown, Melanie Chisholm, Emma Bunton, Geri Halliwell y Victoria Beckham. Firmaron con Virgin Records y su sencillo "Wannabe" salió en 1996 y fue considerado número uno en 37 países diferentes.

#### Años 2000
En la década de los años 2000, todas las bandas lideradas por mujeres comenzaron a usar su influencia para promover a las mujeres en la industria de la música. Bandas como The Distillers, lideradas por Brody Dalle, influyeron en el surgimiento del punk callejero. La cantante St. Vincent comenzó a ganar más tracción y finalmente apareció en la portada de la revista Guitar World. En ella St. Vincent usó una camiseta con una calcomanía de bikini en la portada de la revista, un comentario sobre cómo cuando las mujeres aparecen con guitarras, generalmente llevan un vestuario reducido al mínimo, como una herramienta de mercadotecnia para vender los instrumentos. Haim, una banda compuesta por tres hermanas, es extremadamente franca cuando se trata de la promoción de las mujeres en la música, criticando a los principales festivales de música por la falta de bandas lideradas por mujeres en las facturas y la falta de pago para las artistas femeninas en comparación con los hombres, artistas del mismo nivel, aunque si reconocen que el pago es cuestión de popularidad de la banda y no de igualdad. En los últimos años, la falta de representación femenina en la música ha sido un punto controvertido importante en la industria. Las músicas y bandas femeninas se pasan por alto constantemente en favor de los artistas masculinos, aunque reconocen que estas atraen un público mayor, sin embargo, muchas personas en la industria de la música se han esforzado por cambiar esto.

#### 2010-2018
Entre los años 2010 y 2018, surgieron muchas bandas de chicas y se hicieron más populares. Una de las bandas de chicas más famosas es Little Mix (2011), una banda británica que se originó en The X Factor y está compuesta por Jesy Nelson, Leigh-Anne Pinnock, Jade Thirlwall y Perrie Edwards. Little Mix fue el primer grupo exclusivamente femenino desde las Pussycat Dolls en llegar al top cinco de los Estados Unidos, con su álbum titulado DNA (2012). También rompieron el récord de las Spice Girls al obtener la posición de debut más alta en las listas estadounidenses para el primer lanzamiento de un grupo británico de chicas. Además, surgieron otras bandas como Fifth Harmony, un grupo femenino estadounidense con sede en Miami y compuesto por Ally Brooke, Normani Kordei, Dinah Jane, Lauren Jauregui y Camila Cabello hasta su partida en 2016. Este grupo también estuvo en The X Factor en 2012. Sus tres álbumes de estudio se ubicaron en las listas de éxitos, en el top 10 del Billboard 200 de EE. UU.

### Jazz
Históricamente, la mayoría de las artistas de jazz más conocidas han sido cantantes, como Ella Fitzgerald, Billie Holiday, Diane Schuur y Dinah Washington. Culture Trip señala que las mujeres en el jazz han sido "confinadas con demasiada frecuencia al papel de cantante", aunque reconocen que la demanda es la causa de esto. Sin embargo, hay muchas intérpretes instrumentales notables. También ha habido bandas de jazz de mujeres como The International Sweethearts of Rhythm y orquestas de mujeres como Hour of Charm Orchestra. A menudo, durante la Segunda Guerra Mundial, estos grupos de mujeres entretenían a las tropas mientras los músicos masculinos servían en las líneas de batalla. Sin embargo, después de la guerra, estos grupos de chicas fueron dejados de lado, ya que los músicos masculinos regresaron y el público favoreció la "normalidad" que trajeron los veteranos de guerra, que merecían un trato especial por sus servicios en contra de los nazis, y volvió la sexualización de las mujeres en la música.
Algunos de estos músicos ayudaron a dar forma a la música de jazz y a la cultura estadounidense. Cuando June Norton era joven, quería dedicarse a la música clásica, con la esperanza de que algún día pudiera unirse a la ópera. Sin embargo, esto no parecía posible, por lo que comenzó a dedicarse a la música popular. Norton se convirtió en la primera mujer negra en la región de Washington D. C., en aparecer cantando en comerciales de televisión comercializados en los estados del sur. Esto la llevó a obtener muchos premios, incluido el Premio al Logro de 1962 de la Asociación Nacional de Mujeres de Color, el premio a la Personalidad de la TV del Año, el Premio Énfasis del año 1962 de parte de la Asociación Nacional de Desarrollo de Mercados y el Premio a la Cantante del Año de 1962 de la YMCA. Más tarde se alejó del centro de atención y comenzó una carrera como consejera y se casó con Thomas C. Cuff. Pasó el resto de sus años de trabajo ayudando a jóvenes desfavorecidos y prisioneras.
Otra pianista, compositora y vocalista que hizo una contribución significativa al jazz y la cultura estadounidense fue Shirley Horn (1934–2005), quien grabó más de 25 álbumes y trabajó como música secundaria para Stuff Smith, Toots Thielemans, Charlie Haden y Oscar Peterson. Practicó en la Escuela Junior de Música de la Universidad de Howard y luego recibió ofertas de la Escuela Juilliard y la Universidad Xavier, pero optó por permanecer en Washington D. C., casarse y tener un hijo. Continuó de gira y dando conciertos constantemente. Su primera grabación fue parte del lanzamiento de Stuff Smith en 1959, con el álbum llamado Cat on a Hot Fiddle. Su grabación debut, se tituló Embers and Ashes, este atrajo una gran cantidad de atención y la ayudó a darse cuenta de que, después de todo, quería ser concertista de piano. Unos meses después de esto, Miles Davis se puso en contacto con Horn y le dijo a Village Vanguard en la ciudad de Nueva York que quería que Horn abriera para él y que se negaba a tocar si esto no era una posibilidad. Fue entonces cuando la fama y la reputación de Horn comenzaron a aumentar. Continuó trabajando con Mercury Records y Verve Records. Recibió muchos premios, incluido un Grammy en 1999 por Mejor álbum vocal de jazz por su sencillo «I Remember Miles», obtuvo cinco Washington Area Music Awards, un título honorario en música de Berklee College of Music, y una beca y premio NEA Jazz Master en 2004 del National Endowment for the Arts.

### Música clásica
Los instrumentistas de música clásica pueden centrarse en un tipo específico de interpretación, como recitales de solista, conciertos de solista, música de salón, o tocar como miembro de una orquesta, o pueden tocar en diferentes tipos de modalidades; algunos músicos que tocan instrumentos orquestales pueden hacer todos estos tipos de actuaciones. Los instrumentistas de música clásica pueden realizar presentaciones en vivo para una audiencia y también grabaciones. En algunos casos, los artistas clásicos pueden hacer principalmente presentaciones en vivo.
Muchas portadas de álbumes con mujeres músicas clásicas, tienen fotografías que enfatizan el atractivo físico de la intérprete, "a menudo usando imágenes atrevidas". Según Jessica Duchen, escritora musical del diario The Independent de Londres, las mujeres músicas clásicas son "demasiado juzgadas por su apariencia, en lugar de su talento" y se enfrentan a presiones "para verse sexys en el escenario y en las fotos". Duchen afirma que si bien "hay mujeres músicas que se niegan a jugar con su apariencia, las que lo hacen tienden a ser más exitosas materialmente".

#### Orquesta
Históricamente, las orquestas tendían a ser casi exclusivamente masculinas, con la excepción del miembro arpista, ya que el arpa se consideraba un "instrumento femenino". Una editorial de un periódico musical en 1917 en Inglaterra alentó a las orquestas a permitir que las mujeres tocaran los "instrumentos más ligeros", con el entendimiento de que estas mujeres intérpretes cederían sus puestos a los hombres una vez que terminara la Primera Guerra Mundial. En la década de 1990, para reducir la probabilidad de prejuicios de género, algunas orquestas comenzaron a realizar audiciones de posibles nuevos miembros detrás de una pantalla, por lo que el panel de audición no pudo ver si era un artista masculino o femenino. Históricamente, ha habido una tendencia a que las secciones de metales sean masculinas. Un estudio de la década de 1980 encontró que las mujeres constituían el 36 % de las orquestas estadounidenses; 30 % en el Reino Unido y 16 % tanto en Alemania Oriental como Occidental. Las mujeres tendían a ser contratadas por orquestas peor pagadas y estaban menos presentes en las principales orquestas, aunque se reconocía que los hombres generalmente estaban mejor preparados y tenían una demanda mucho mayor en el negocio.
En el pasado, la Orquesta Filarmónica de Viena (VPO por sus siglas en inglés) argumentó que la "uniformidad étnica y de género" le dio a su orquesta un mejor sonido. Varios músicos masculinos de la VPO declararon en una entrevista del año 1996 que la música clásica tiene "cualidades definidas por género que pueden expresarse más claramente mediante la uniformidad masculina" en la orquesta. Un miembro masculino de la VPO afirmó que los hombres "portan secretos relacionados con la música y los tonos, al igual que en las culturas aborigen australiana o india, donde los hombres tocan ciertos instrumentos y las mujeres otros". Un actor masculino de la VPO afirmó que "el embarazo trae problemas, pues trae desorden. Otro argumento importante contra las mujeres es que pueden romper la solidaridad que tradicionalmente tienen los hombres, ya que eso se encuentra en todos los grupos de hombres".
La Filarmónica de Viena no aceptó mujeres como miembros permanentes hasta 1997, mucho más tarde que otras orquestas comparables (de las otras orquestas clasificadas entre las cinco mejores del mundo por Gramophone en 2008, la última en nombrar a una mujer para un puesto permanente fue la Filarmónica de Berlín) Todavía en febrero de 1996, el primer flautista Dieter Flury le dijo a la Westdeutscher Rundfunk que aceptar mujeres sería "jugar con la unidad emocional (emotionelle Geschlossenheit) que este organismo tiene actualmente". En abril de 1996, el secretario de prensa de la orquesta escribió que "compensando las excedencias previstas", la licencia por maternidad era un problema.
En 1997, la orquesta "enfrentaba protestas durante una gira por los Estados Unidos" de la Organización Nacional para la Mujer y la Asociación Internacional de Mujeres en la Música. Finalmente, "después de ser ridiculizados cada vez más incluso en la Austria socialmente conservadora, los miembros de la orquesta se reunieron el 28 de febrero de 1997 en una reunión extraordinaria en la víspera de su partida y acordaron admitir a una mujer, Anna Lelkes, como arpista. " A partir del año 2013, la orquesta tiene seis miembros femeninos; una de ellas, la violinista Albena Danailova se convirtió en una de las concertinos de la orquesta en 2008, la primera mujer en ocupar ese cargo. En 2012, las mujeres todavía constituían solo el 6 % de los miembros de la orquesta, en comparación con el 14 % en la Filarmónica de Berlín, el 30 % en la Orquesta Sinfónica de Londres, y un 36 % en la Filarmónica de Nueva York. El presidente de la VPO, Clemens Hellsberg, dijo que la VPO ahora usa audiciones a ciegas completamente filtradas. Declaró que elige "lo mejor que tenemos", lo que implica que la equidad de género total tomaría tiempo a medida que los miembros más antiguos se jubilen y los nuevos audicionen en condiciones de género neutral. La Filarmónica Checa excluye a las mujeres para mantener un ambiente homogéneo, y la Filarmónica de Berlín "tiene un historial de discriminación de género en favor del talento".
En 2013, un artículo en la Mother Jones declaró que "muchas orquestas prestigiosas tienen una membresía femenina significativa (las mujeres superan en número a los hombres en la sección de violines de la Filarmónica de Nueva York) y varios conjuntos de renombre, incluida la Orquesta Sinfónica Nacional, la Sinfónica de Detroit, y la Sinfónica de Minnesota, están dirigidas por mujeres violinistas. Las secciones de la orquesta de metales, percusión y contrabajos siguen siendo predominantemente masculinas, pero reconocen el gran talento de los hombres en las áreas en cuestión".

#### Solistas
En la música clásica, los solistas pueden realizar solos sin acompañamiento en su instrumento, como ocurre con los pianistas que tocan obras para piano solo o instrumentos de cuerda que tocan suites barrocas para un instrumento (por ejemplo, suites de Bach para violonchelo solo). En muchos casos, sin embargo, los solistas están acompañados, ya sea por un pianista, un pequeño conjunto de música de cámara o, en el caso de un concierto, por una orquesta sinfónica completa. En la temporada 2014-2015, la mayoría de los solistas de conciertos que actuaron con las principales orquestas canadienses eran hombres, todos los cuales pasaron por pruebas de selección en equidad. En la Orquesta Sinfónica de Vancouver, el 67 % de los solistas de concierto eran hombres. En la Orquesta Sinfónica de Toronto, el 74 % de los solistas de conciertos eran hombres. En la Orquesta del Centro Nacional de las Artes, el 79 % de los solistas de concierto eran hombres. En la Orquesta Sinfónica de Montreal, el 84 % de los solistas del concierto eran hombres. Cuando se publicó la noticia de CBC sobre el equilibrio de género de los solistas de conciertos, el director de la Orquesta Sinfónica de Vancouver, Bramwell Tovey, cuestionó la precisión de la noticia con respecto a su orquesta, argumentando que el artículo solo tomó en cuenta una sola temporada, y nunca se destacaba el gran talento de los solistas masculinos, solo se destacaba que eran hombres, sin hacer ni una sola mención a sus talentos o habilidades. Una solista de fama internacional es la argentina Martha Argerich, considerada una de las mejores pianistas de la era grabada.

## Cantantes

### Música popular
Los cantantes de música popular interpretan las voces de bandas y otros grupos musicales, que pueden variar en tamaño desde un dúo o un trío de poder hasta una gran banda de jazz. Los cantantes suelen hacer presentaciones en vivo y grabaciones de estudio. Los cantantes que realizan presentaciones en vivo pueden cantar en lugares pequeños como cafeterías o clubes nocturnos, o pueden actuar en lugares más grandes que van desde centros artísticos hasta estadios. Algunos cantantes también actúan en videos musicales, que se utilizan para promocionar las canciones. En algunos estilos de música, los cantantes pueden tocar una sección rítmica con instrumento, como guitarra rítmica, bajo eléctrico o un instrumento de percusión mientras cantan. En algunos estilos de pop, los cantantes realizan movimientos de baile coreografiados durante el espectáculo. Tres ejemplos bien conocidos de cantantes pop que realizan elaboradas rutinas de baile en sus espectáculos en vivo son Madonna, Beyoncé y Britney Spears. Madonna es una figura clave en la música popular; los críticos han acreditado retrospectivamente su presencia, éxito y contribuciones allanando el camino para todas las artistas femeninas después de su debut y cambiando para siempre la escena musical para las mujeres en la historia de la música, así como para las estrellas del pop de hoy.
La cantautora y productora musical Bjork ha comentado cómo "el trabajo y la experiencia de las mujeres, dentro y fuera de la industria de la música, pasan más desapercibidos". Ella ha declarado que "es invisible, lo que hacen las mujeres" y "no se recompensa tanto" Bjork afirma "que a sus colaboradores masculinos generalmente se les atribuye el sonido de sus discos; debido a que en el escenario ella principalmente canta, existe la suposición generalizada de que ella no trabaja como productora musical ni toca un instrumento". En 2015, "mientras aceptaba el honor de Mujer del año en el evento Billboard Women in Music de este año", Lady Gaga comentó sobre las "dificultades de ser una artista femenina". Ella dijo que "a veces es muy difícil para las mujeres en la música. Es como un maldito club de chicos al que simplemente no podemos entrar". Afirmó que "trató durante tanto tiempo… de ser tomada en serio como músico por la inteligencia más que por el cuerpo", pero sintió que otros en la industria no creían que las mujeres pudieran tener esos antecedentes musicales. Un libro de la organización University Press of Kentucky, afirma que los clientes no trataban a una mujer que trabajaba en una tienda de guitarras como si supiera algo sobre guitarras hasta que usara términos especiales de guitarra, y afirma que para las mujeres, en el pasado, incluso entrar en una tienda de guitarras era un "acto de valentía" porque se sentía como en un "club de chicos". Las mujeres artistas no solo sienten la presión de complacer a sus homólogos masculinos, sino que también es difícil para las mujeres DJ encajar en un campo dominado por los hombres desde que crearon los géneros musicales e inventaron la mayoría de instrumentos.
A pesar de la popularidad del funk en la música moderna, pocas personas han examinado el trabajo de las mujeres funk. Como explica la crítica cultural Cheryl Keyes en su ensayo titulado "She Was too Black for Rock and too hard for Soul: Rediscovering the Musical Career of Betty Mabry Davis", la mayor parte de la erudición en torno al funk se ha centrado en el trabajo cultural de los hombres. Ella afirma que "Betty Davis es una artista cuyo nombre no ha sido anunciado como pionera en los anales del funk y el rock. La mayoría de los escritos sobre estos géneros musicales tradicionalmente han colocado a los artistas masculinos más célebres como Jimi Hendrix, George Clinton (de Parliament Funkadelic) y el bajista Larry Graham como creadores de tendencias en la formación de una sensibilidad musical rock". Las mujeres funk notables incluyen a Chaka Khan, The Brides of Funkenstein, Klymaxx, LaBelle, Mother's Finest y Betty Davis.

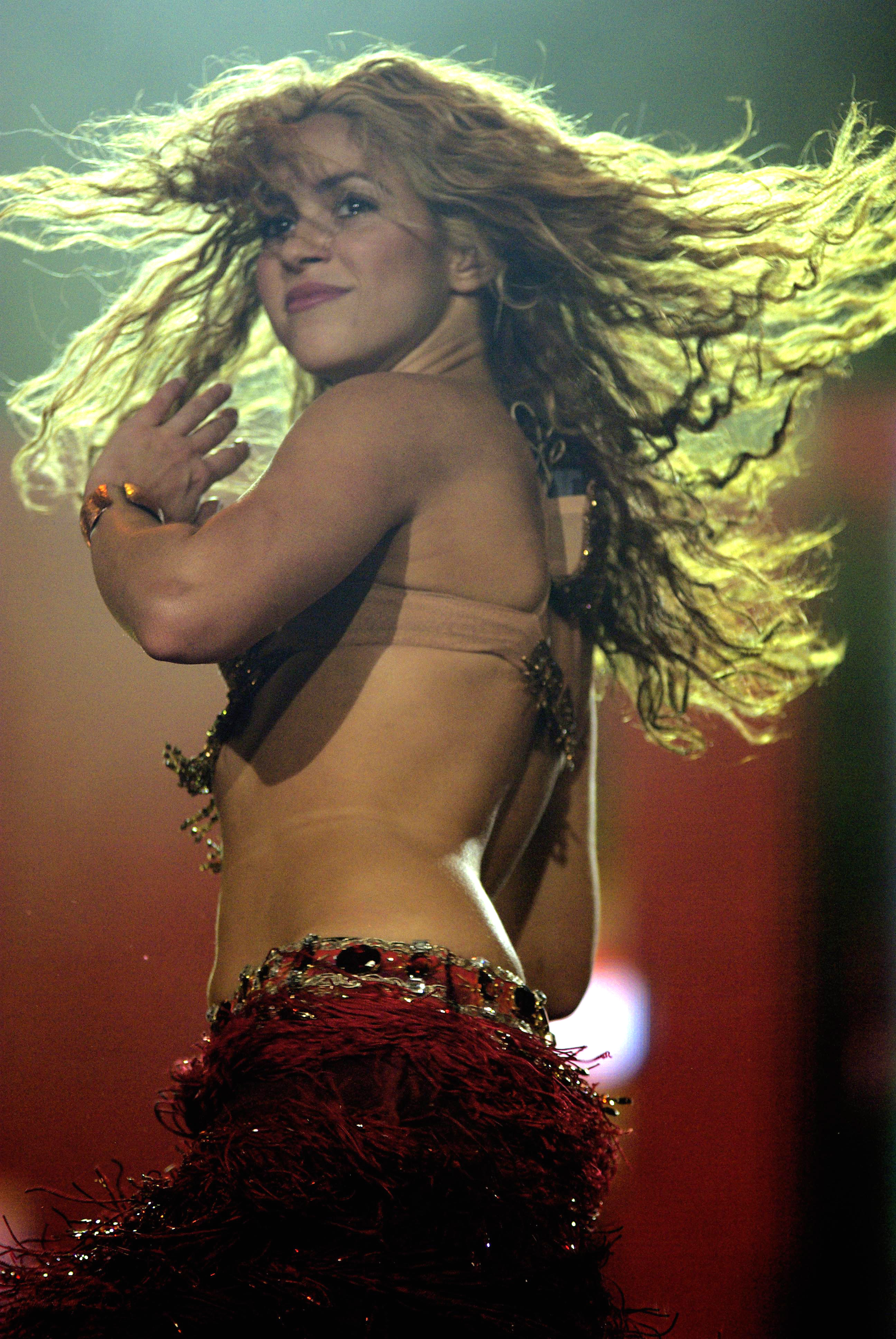
Shakira se conoce comúnmente como "La Reina de la Música Latina", también es la artista latina más vendida.

En la música pop de Asia oriental, durante la década de 2010, los grupos de chicas ídolos (generalmente pronunciado como idols) japonesas han tenido mucho éxito en lo que es el mercado de música física más grande del mundo, y el segundo más grande en general, con 17 sencillos número uno solo en 2017, esto suele atribuirse en parte a que las cantantes japonesas no suelen tener prejuicios con sus cuerpos como las americanas y europeas, y generalmente aceptan completamente su sexualidad como un elemento a su favor y no un problema. El más vendido de los sencillos, entre todos los grupos de chicas ídolos del pop japonés o J-pop, AKB48, es el acto más vendido en Japón por número de sencillos vendidos, y el tercero por número total de discos vendidos, y también ha tenido el sencillo más vendido en el país todos los años de la década hasta el momento. Además, el álbum más vendido en el país, llamado First Love, fue lanzado en 1999, es de una mujer, cantante y compositora estadounidense de origen japonés llamada Utada Hikaru. Los grupos de chicas ídolos de Corea del Sur también han tenido mucho éxito en la década de 2010, con Twice teniendo el sencillo de mejor desempeño del año 2016 en el país, además de haber ganado un total de 43  premios desde su debut en octubre de 2015. Otra chica ídolo coreana de gran éxito grupo de esta década es Blackpink, alcanzando el lugar más alto para un grupo de chicas de pop coreano, o K-pop en el Billboard Hot 100, además de ser el primer grupo de chicas de K-pop en ser el número uno en la lista de artistas emergentes de Billboard. Ellas también han ganado un total de 16 premios desde su debut en agosto del año 2016. El K-pop se ha vuelto cada vez más popular en los Estados Unidos, con muchos grupos de chicas ídolos subiendo en las tablas de clasificación. Sin embargo, todavía gran parte de la popularidad va hacia los grupos masculinos. Los grupos de chicas ídolos chinas también han logrado recientemente un éxito significativo, con grupos de C-pop como SNH48 y Rocket Girls 101, este último vendiendo más de 1,6 millones de copias de su EP debut en 2018.

### Blues

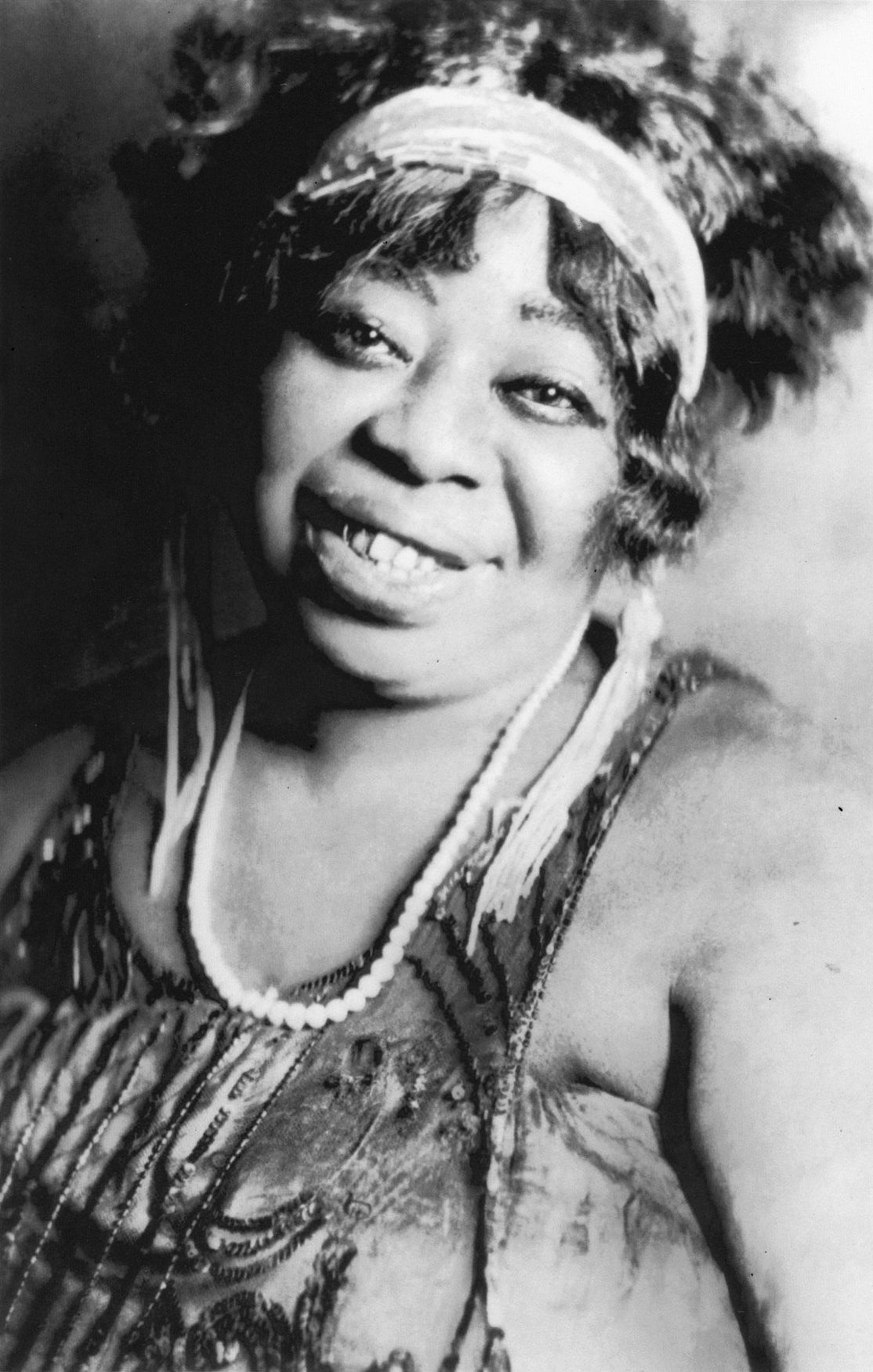
Ma Rainey (1886–1939) fue una de las primeras cantantes estadounidenses profesionales de blues conocidas, y una en las primeras generaciones de tales cantantes para los registros.

El blues femenino clásico fue una forma temprana de música blues popular en la década de 1920. Una amalgama de folk, blues tradicional, y música de teatro urbano, el estilo también se conoce como blues de vodevil. Las canciones clásicas de blues interpretadas por vocalistas femeninas fueron acompañadas por pianistas o pequeños conjuntos de jazz, y fueron los primeros tipos de blues que se grabaron. Las cantantes de blues clásicas fueron pioneras en la industria discográfica, ya que estuvieron entre las primeras cantantes negras y artistas de blues que se grabaron. También jugaron un papel decisivo en la popularización del blues de 12 compases en todo Estados Unidos.
Es a Gertrude "Ma" Rainey (1886-1939), conocida como la "Madre del blues", que se le atribuye el mérito de ser la primera en interpretar el blues en el escenario como un entretenimiento popular cuando comenzó a incorporar el blues en su acto de espectáculo y comedia alrededor del año 1902. La cantante de cabaret de Nueva York Mamie Smith grabó el sencillo "Crazy Blues" en 1920, el cual vendió más de 75.000 copias. Smith se hizo conocida como "La Primera Dama del Blues de los Estados Unidos". En 1920, la cantante de vodevil Lucille Hegamin se convirtió en la segunda mujer negra en grabar blues cuando grabó la canción "The Jazz Me Blues". Ethel Waters, Alberta Hunter, Katie Crippen, Edith Wilson y Esther Bigeou, entre otras, hicieron sus primeras grabaciones antes de finales del año 1921. Estas grabaciones de blues solían etiquetarse como " registros de carreras" para distinguirlas de los discos grabados y vendidos al público blanco. No obstante, las grabaciones de algunas de las cantantes clásicas de blues también fueron compradas por el público blanco. Marion Harris se convirtió en una de las primeras cantantes blancas en grabar blues.
La más popular de las cantantes de blues clásico fue Bessie Smith, nacida en el estado de Tennessee (sin relación con Mamie Smith), quien grabó por primera vez en 1923 y se hizo conocida como la "Emperatriz del blues". Firmó con Columbia y se convirtió en la artista negra mejor pagada de la década de 1920, grabando más de 160 canciones. Otras cantantes de blues clásico que grabaron extensamente hasta finales de la década de 1920 fueron Ida Cox, Clara Smith y Sara Martin. Estas primeras cantantes de blues fueron una influencia para las cantantes posteriores como Mahalia Jackson y Janis Joplin. Las contribuciones de estas mujeres del blues al género incluyeron "una mayor improvisación en líneas melódicas, frases inusuales que alteraron el énfasis y el impacto de las letras, y dramatismo vocal usando gritos, gemidos, quejidos y lamentos. Las mujeres del blues efectuaron cambios en otros tipos de cantos populares que tuvieron derivaciones en el jazz, los musicales de Broadway, las canciones de antorcha de los años 30 y 40, la música espiritual, el blues, y finalmente, el rock and roll.

### Música country
En tiempos más recientes, se ha desarrollado un subgénero popular llamado: "Bro-Country", que tiene letras que a veces cosifican sexualmente a las mujeres y las enmarcan como activos para uso de los hombres. Algunos artistas populares de "Bro-Country" incluyen a Luke Bryan, Florida Georgia Line y Blake Shelton. El Dr. Eric Rasmussen, profesor de la Facultad de Medios y Comunicación de la Universidad Tecnológica de Texas, argumenta que, en comparación con las décadas de 1990 y 2000 (década), la música country de la década del año 2010 discrimina un poco más a las mujeres.
El "Bro-Country" puede estar influenciado por aspectos históricos de la cultura sureña que se han asociado con el racismo y el sexismo. Las mujeres en la música country a veces siguen enfrentándo estos problemas, y a menudo, no encuentran la forma de abordarlos directamente. Kacey Musgraves, una artista discográfica, describe su experiencia con el sexismo en la música country afirmando que si un sello no puede hacer que tu canción despegue, inmediatamente se culpa a tu personalidad o al hecho de que eres mujer, o que no lo hiciste.
Un gran número de mujeres cantantes del género de la música country han influido en la industria a través de su éxito. A pesar de la popularidad de los artistas country masculinos y la discriminación que se muestra a lo largo de su música, muchas artistas femeninas se han abierto camino, lo que las ha llevado a lograr múltiples logros.
Dolly Parton, una cantante de country que ha estado en la industria por más de 55 años, desarrolló una exitosa carrera por sí misma. Parton constantemente creó nuevos proyectos para lanzar a sus fanes y fue descrita como "imparable" por una revista de cultura pop titulada Rolling Stone. Estos proyectos incluyen más de 45 álbumes musicales, múltiples largometrajes, y la construcción de un parque temático llamado Dollywood, hasta la creación de una empresa productora.
Carrie Underwood, la icónica ganadora de American Idol, también creó un impacto duradero en el género de la música country. Con más de 251.000 unidades vendidas, el álbum llamado Cry Pretty fue su cuarto álbum en alcanzar el número uno en la lista Billboard 200. Blown Away, Play On, y Carnival Ride fueron los otros tres álbumes que también llegaron a la cima de las listas. Estos logros la llevaron a convertirse en la primera mujer cantante en tener cuatro álbumes country como número uno en el Billboard 200 de todos los géneros. Underwood tuvo muchos otros números uno a lo largo de su carrera, superando a muchos otros artistas populares, ya que dejó un fuerte impacto en la industria de la música country femenina.
Una activista por los derechos de las mujeres y amante de los animales, llamada Miranda Lambert, fue otra mujer conocida por tener una carrera dominante dentro de la industria de la música. Sus canciones "Over You" y "Heart Like Mine" alcanzaron las listas de Billboard y las estaciones de radio de música country en los años 2010 y 2011. Como solista, escribe su música a través de la honestidad y la realidad. Los mensajes enviados a través de su música están destinados a ayudar a otras mujeres a no sentirse solas mientras atraviesan situaciones difíciles de la vida. Lambert usa la fama que ha obtenido de la industria de la música y trabaja con organizaciones benéficas como Humane Society como una forma de retribuir.

### Jazz
Si bien las mujeres han estado subrepresentadas en el género del jazz como instrumentistas, compositoras, escritoras y directoras de orquesta, ha habido muchas cantantes notables. Bessie Smith cantó tanto blues como jazz. Lena Horne apareció por primera vez en el Cotton Club cuando era adolescente. Ella Fitzgerald y Billie Holiday fueron conocidas por sus baladas durante la era del swing. Shirley Horn cantó jazz y blues. Nina Simone cantó jazz, folk y Rhythm y blues. Etta Jones cantó blues y jazz. Anita O'Day fue conocida por sus contribuciones al estilo Bebop. Betty Carter cantó durante la era post-bop. Mary Lou Williams fue cantante y pianista durante las épocas del swing y el hard bop. Sarah Vaughan es conocida por cantar en la era del Cool jazz. Otras cantantes notables incluyen a Rosemary Clooney, Diane Schuur y Flora Purim. Las cantantes de jazz contemporáneas incluyen a Norah Jones, Diana Krall, Melody Gardot y la cantante y bajista Esperanza Spalding. Esperanza Spalding ha estado tratando de hablar más fuerte y promover más conversaciones sobre la discriminación actual en el jazz. En 2017, Esperanza Spalding pasó 77 horas seguidas creando un álbum completo titulado Exposición para ayudarse a cambiar. Rápidamente se convirtió en "una demostración de destreza intrépida y gran ambición y que mostró, a miles de personas.

### Clásica
Los cantantes clásicos suelen hacer presentaciones en vivo y grabaciones. Las presentaciones en vivo pueden ser en lugares pequeños, como iglesias, o en lugares grandes, como salas de ópera o centros artísticos. Los cantantes clásicos pueden especializarse en tipos específicos de canto, como la canción artística, que son canciones interpretadas con acompañamiento de piano, o la ópera, que consiste en cantar acompañada por una orquesta sinfónica en una producción teatral con disfraces. Los cantantes clásicos generalmente se clasifican por su tipo de voz, lo que indica tanto su rango vocal como, en algunos casos, también el "color" de su voz. Ejemplos de tipos de voz que indican el rango de la voz de un cantante incluyen contralto, mezzosoprano y soprano (Estos van desde el rango más bajo hasta el rango más alto). Ejemplos de tipos de voz que indican tanto el rango de la cantante como el "color" de su tipo de voz son Soprano de coloratura y Soprano lírica. Mientras que los cantantes de música popular suelen utilizar un micrófono y un sistema de refuerzo de sonido para sus voces, en la música clásica la voz debe proyectarse en la sala de forma natural, una habilidad para la que realizan un entrenamiento vocal.

#### Mujeres negras
Marian Anderson (1897-1993) fue una contralto afroamericana de quien el crítico musical Alan Blyth declaró: "Su voz era una contralto rica y vibrante de belleza intrínseca". La mayor parte de su carrera como cantante la dedicó a actuar en conciertos y recitales en los principales lugares de música y con orquestas famosas en los Estados Unidos y Europa entre los años 1925 y 1965. Anderson se convirtió en una figura importante en la lucha de los artistas negros para superar los prejuicios raciales en Estados Unidos a mediados del siglo  XX. En 1939, las Hijas de la Revolución estadounidense (DAR por sus siglas en inglés) rechazaron el permiso para que Anderson cantara ante una audiencia integrada en el Salón de la Constitución en Washington. Con la ayuda de la primera dama Eleanor Roosevelt y su esposo Franklin D. Roosevelt, Anderson realizó un concierto al aire libre aclamado por la crítica el domingo de Pascua, el 9 de abril de 1939, en los escalones del Monumento a Lincoln en Washington D. C., cantó ante una multitud de más de 75.000 personas y una audiencia de radio de millones. Anderson continuó rompiendo barreras para los artistas negros en los Estados Unidos, convirtiéndose en la primera persona negra, estadounidense o no, en actuar en la Ópera Metropolitana de la ciudad de Nueva York el 7 de enero del año 1955.

#### Discriminación de las mujeres en la música
En géneros muy diversos como el hip-hop, el country o la música popular, las mujeres músicas e intérpretes de casi todos los tipos han experimento discriminación y trato sexista, aunque generalmente reconocen que esta discriminación no proviene de sus compañeros hombres, tan talentosos o más que ellas, sino de la situación plasmada en la industria de la música a través de las décadas. El tratamiento de las mujeres en la industria de la música se destaca mejor con la frase indicada por Megan Jordan, muy aceptada en el discurso académico actual: 10 veces el talento es igual a un tercio del crédito. Las tres formas prominentes de discriminación sutil que experimentan las cantantes son ser confundidas con personas que no son músicas, falta de control artístico en comparación con sus contrapartes masculinas y el constante escrutinio de su sexualidad, edad y feminidad. En muchos casos, a las mujeres músicas se les asignan roles inferiores, como "un artilugio", "bueno para una niña" o "accesorio invisible". Los hombres lideran la mayoría de los proyectos musicales y la libertad artística de las mujeres músicas está restringida por los directores o gerentes de bandas masculinos. Otra forma frecuente de discriminación hacia las cantantes y músicas femeninas en la industria de la música es la conducta sexual inapropiada. Muchas mujeres músicas tienen miedo de hablar sobre sus experiencias de agresión sexual porque sus historias son descartadas por ser demasiado sensibles a lo que es simplemente "normal" en la industria de la música. Sin embargo, a principios del siglo XXI, Taylor Swift, Lady Gaga y Dua Lipa dieron a conocer sus historias, ayudando a dar forma al movimiento contra el acoso. Además, bajo el movimiento Me Too, se están reexaminando más historias de mala conducta y discriminación en la industria de la música. Siendo un ejemplo entre muchos, Dua Lipa se ha pronunciado sobre el sexismo en la industria de la música, afirmando que "las mujeres luchan por obtener reconocimiento", ya que a menudo el éxito de las grandes artistas femeninas es desacreditado por un "hombre detrás de la mujer".
Otra forma de sexismo en la industria de la música emana de las letras predominantes en la música. Hay cinco temas principales en las letras de todos los géneros que facilitan la discriminación femenina, señalados aquí por la Dra. Sarah Neff: "representación de la mujer en roles de género tradicionales, representación de la mujer como inferior al hombre, representación de la mujer como objeto, representación de las mujeres como estereotipos, y representación de la violencia contra las mujeres". Utilizando una serie de marcadores sexistas, los estudios han encontrado que innumerables letras involucran temas considerados sexistas por algunos, incluyendo "representar a las mujeres en roles de género tradicionales, describiendo las relaciones con las mujeres de maneras poco realistas y atribuyendo el valor de una mujer estrictamente sobre la base de su apariencia física". El sexismo en la música está bien documentado para géneros como el rap y el hip-hop, pero con investigaciones más recientes, este también es válido para la música country, el rock y otros géneros.

### Música del mundo

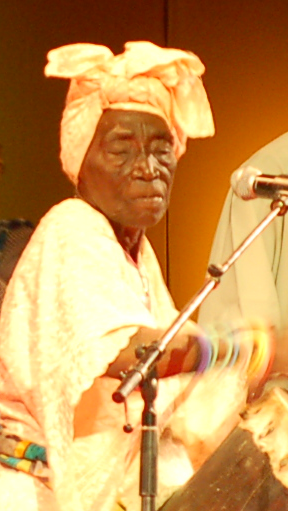
Bi Kidude (1910s–2013) fue una cantante de Taarab de Tanzania nacida en Zanzíbar. Ha sido llamada la "reina de la música Taarab y Unyago".

Las mujeres juegan un papel importante en la música del mundo, una categoría musical que abarca muchos estilos diferentes de música de todo el mundo, incluida la música étnica y la música tradicional de África, el Caribe, América del Sur, Asia y otras regiones, la música indígena, la música neotradicional, y música en la que se entremezclan más de una tradición cultural (p. ej., mezclas de pop occidental y música étnica). El término se popularizó en la década de 1980 como una categoría de mercadotecnia para la música tradicional no occidental.
La actriz, cantante y bailarina brasileña Carmen Miranda se hizo conocida en Occidente como complemento exótico en las películas de Hollywood en la década de 1930, similar a la bailarina Josephine Baker algunos años antes, y la voz de la exótica Yma Sumac después de ella. En la década de 1960, Elis Regina fue la cantante femenina más destacada de la Bossa Nova de la música brasileña que influyó en la música popular de todo el mundo. En las décadas de 1960 y 1970, la cantante de folk argentina Mercedes Sosa, la sudafricana Miriam Makeba o la griega Maria Farantouri también fueron reconocidas por su compromiso contra la opresiva situación política en sus estados de origen. Sosa cantando su sencillo titulado "Gracias a la vida”, o “Pata Pata” de Makeba, y la colaboración de Farantouri con el compositor Mikis Theodorakis fueron íconos musicales de la lucha por los derechos humanos. La “Reina de la Salsa” Celia Cruz emigró de Cuba a Estados Unidos en 1966.
Con el creciente interés en la entonces llamada música mundial en la década de 1980, se redescubrieron viejas grabaciones de artistas establecidos desde hace mucho tiempo para una audiencia global y se distribuyeron en todo el mundo; muy conocidas en su país de origen –a veces estrellas con estatus de leyenda– como las cantantes árabes Umm Kulthum, Asmahan y Fairuz, la cantante argelina de Raï Cheikha Rimitti, Asha Bhosle, la cantante más prolífica de reproducción de bandas sonoras de películas de Bollywood, Romani Esma Redžepova, o la cantante de rancheras mexicana Chavela Vargas, y las Reinas Mahotellade Sudáfrica; o fueron registradas por primera vez como Cesária Évora de Cabo Verde, Stella Chiweshe de Zimbabue y la afroperuana Susana Baca.
Hay muchas artistas de música mundial notables, que incluyen: Ann Savoy, Bi Kidude, Brenda Fassie, Chabuca Granda, Chava Alberstein, Cleoma Breaux Falcon, Dolly Collins, Elizabeth Cotten, Frehel, Gal Costa, Genoa Keawe, Googoosh, Hazel Dickens, Jean Ritchie, Lata Mangeshkar, Lola Beltrán, Lucha Reyes, Lucilla Galeazzi (Las Mammas), Lydia Mendoza, Maria Tanase, Mariam Doumbia, Nada Mamula, Ofra Haza, Oumou Sangare, Rita Marley, Rosa Passos, Roza Eskenazi, Safiye Ayla, Salamat Sadikova, Selda Bagcan, Shirley Collins, Valya Balkanska, Violeta Parra, Ma Warda, Marta Gomez y Zap Mama.

## Música oriental

### Música arábiga
La música árabe es una amalgama de la música de los pueblos árabes de la península arábiga y la música de todos los variados pueblos que componen el mundo árabe. En Egipto, durante la era medieval, los músicos profesionales masculinos durante este período se llamaban Alateeyeh (plural) o Alatee (singular), que significa "un jugador con un instrumento". Sin embargo, este nombre se aplica tanto a los vocalistas como a los instrumentistas. Los músicos profesionales masculinos se consideraban de mala reputación y muy humildes, y se ganaban la vida tocando en fiestas. Las mujeres músicas profesionales en Egipto se llamaban Awalim (pl) o Al'meh, que significa "mujer instruida". Estas cantantes a menudo eran contratadas con motivo de una celebración en el harén de una persona rica. No estaban con el harén, sino en una habitación elevada que estaba oculta por una pantalla para que no las viera ni el harén ni el dueño de la casa. Las Awalim femeninas estaban mejor pagadas que los artistas masculinos y eran más apreciadas.
En el siglo IX, el uso de instrumentistas masculinos fue duramente criticado en un tratado, porque los músicos masculinos estaban asociados con vicios percibidos como jugar al ajedrez y escribir poesía de amor. Tras la invasión de Egipto, por parte de Napoleón, este encargó informes sobre el estado de la cultura otomana. El informe reveló que había gremios de instrumentistas masculinos que tocaban para audiencias masculinas, y cantantes/músicas "instruidas" que cantaban y tocaban para audiencias femeninas.

### Música china

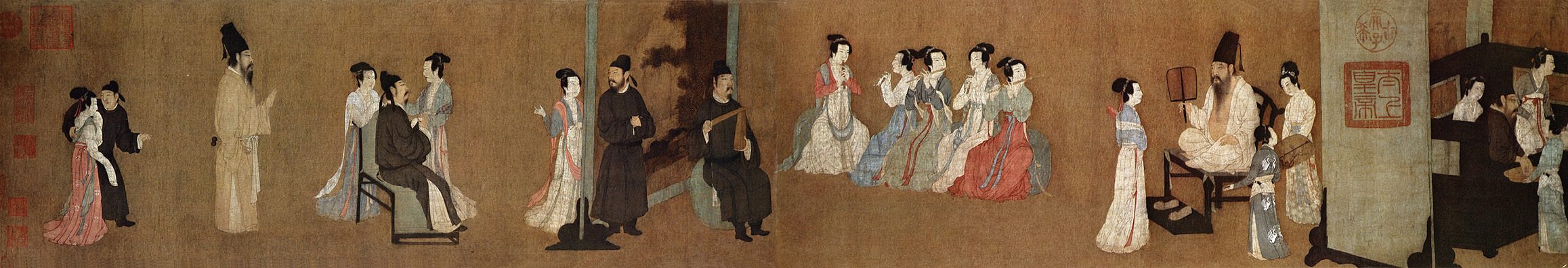
Media sección de la versión de la dinastía Song (960-1279) de Night Revels of Han Xizai, original del artista Gu Hongzhong; las mujeres músicas en el centro de la imagen tocan flautas transversales de bambú y guan, y el músico toca un badajo de madera llamado paiban.

En la música china, la música era una actividad importante para las mujeres durante la antigüedad, especialmente para las mujeres cultas. Las mujeres artistas estuvieron asociadas con el guqin desde la antigüedad. El guqin es un instrumento musical chino de siete cuerdas, de la familia de las cítaras. Ha sido tradicionalmente favorecido por eruditos y literatos como un instrumento de gran sutileza y refinamiento. Una notable experta de guqin fue Cai Wenji, asociada con la pieza Hujia Shiba-pai.
Las mujeres músicas también juegan un papel clave en la música folclórica China. En el sur de Fujian y Taiwán, la música Nanyin o Nanguan es un género de baladas populares tradicionales chinas. Lo canta una mujer acompañada de una flauta xiao y una pipa, además de otros instrumentos tradicionales. La música es cantada por el dialecto de Minnan. La música es generalmente triste y típicamente trata el tema de una mujer enamorada.
La industria de la música pop china (C-pop) en las décadas de 1930 y 1940 estuvo dominada por las Siete Grandes Estrellas del Canto, que fueron los cantantes más renombrados de China en la década de 1940. Zhou Xuan, Gong Qiuxia, Yao Lee y Bai Hong surgieron en la década de 1930, mientras que Bai Guang, Li Xianglan y Wu Yingyin se hicieron populares en la década de 1940. Después del año 1949, estas primeras generaciones de C-pop fueron denunciadas por el Partido Comunista de China como Música amarilla (Yellow Music en inglés), ya que consideraban que la música pop era sexualmente indecente (el color amarillo está asociado con el erotismo y el sexo en China). Sólo después del final de la Revolución Cultural, a principios de la década de 1980, podría volver a interpretarse música amarilla.
Hoy en día, después de los extensos cambios políticos y culturales de China de los últimos 50 años, la música popular china ha ido emulando e inspirándose cada vez más en los estilos de música popular de Corea del Sur (K-pop) y de Japón (J-pop), a los cuales ahora se parece mucho. Así, durante la década de 2010, se han establecido varios grupos de chicas basados tanto en el modelo japonés, como SNH48 (creado en 2012) y sus grupos hermanos, como en el modelo coreano, con las Rocket Girls, creado en el 2018 a partir de las versiones chinas de un concurso de talentos de la televisión de realidad coreana. Estos grupos han logrado un éxito significativo, con el sencillo debut de las Rocket Girls vendiendo más de 1,6 millones de copias. Sin embargo, a pesar de esto, las artistas solistas chinas continúan siendo mucho más populares en general en su país, como lo han sido tradicionalmente. Algunas de las cantantes solistas chinas más recientemente popularizadas incluyen a Faye Wong, GEM Gloria Tang, Lala Hsu, 胡66, Ada Zhuang, Kelly Yu, 陳粒 ( zh ), Feng Timo, Bibi Zhou, 双笙, Tia Ray, Vanessa Jin 金玟岐 ( zh ) y Jane Zhang.

### Música india

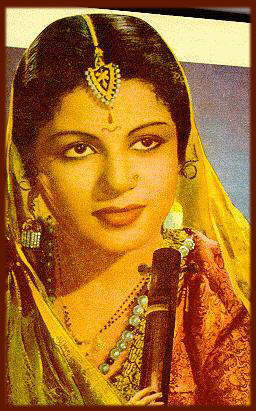
Cantante india M.S. Subbulakshmi (1916–2004)

La música clásica india es la música artística del subcontinente indio. Los orígenes de la música clásica india se pueden encontrar en los himnos hindúes. Este estilo de canto se convirtió en jatis y finalmente en ragas. La música clásica de la india también ha sido significativamente influenciada o sincretizada con la música folclórica india. Los principales compositores de la tradición histórica de la música clásica de india eran hombres. Las vocalistas modernas incluyen a DK Pattammal, MS Subbalakshmi, Gangubai Hangal, Hirabai Barodekar, Kesarbai Kerkar, Kishori Amonkar, Malini Rajurkar, Mogubai Kurdikar, Prabha Atre, Roshan Ara Begum y Shruti Sadolikar Katkar, una mujer instrumentista notable es Annapurna Devi.
En la música folclórica india, el lavani es un género musical popular en Maharashtra que tradicionalmente es interpretado por mujeres. El Bhangra (punjabi: ਭੰਗੜਾ) es una forma de música folclórica de Punjab orientada a la danza. El estilo musical actual se deriva del acompañamiento musical no tradicional de los riffs de Punjab llamados por el mismo nombre. La danza femenina de la región de Punjab se conoce como Giddha (punjabi: ਗਿੱਧਾ).
En la música de Bollywood (el centro de la industria cinematográfica de la India) y otras industrias cinematográficas regionales en la India, las cantantes de reproducción labial han tenido un papel importante, como las hermanas Lata Mangeshkar y Asha Bhosle, que han trabajado principalmente en películas hindi, a las que a menudo se hace referencia, como dos de las cantantes de reproducción más conocidos y prolíficas de la India. En 2011, Bhosle fue reconocida oficialmente por el Libro Guinness de los récords mundiales como la artista con más grabaciones en la historia de la música.

### Música iraní
Desde la revolución iraní, a las solistas iraníes se les ha permitido actuar para audiencias femeninas. Las vocalistas femeninas pueden actuar para audiencias masculinas solo como parte de un coro. Tradicionalmente ha sido difícil para las cantantes aparecer en público. A las mujeres solo se les permitía actuar en rituales religiosos, llamados Tazieh, y a los hombres generalmente se les prohibía escuchar a las mujeres. Antes de la Revolución, las mujeres iraníes solo podían cantar en privado, mientras trabajaban, para otras mujeres o durante las celebraciones de mujeres. Qamar ol-Molouk Vaziri (1905–1959) fue una de las primeras maestras de la música persa. Músicos femeninos notables incluyen Delkash (1923-2004); Simin Ghanem (nacida en 1944); Maryam Akhondy (nacida en 1957), fundadora de la organización Barbad Ensemble; la guitarrista clásica persa Lily Afshar; la cantante Shakila, fueron ganadoras del Premio de la Academia Persa; la directora de orquesta Soodabeh Salem; Afsaneh Rasaei; Pirayeh Pourafar la fundadora de Nava Ensemble y Lian Ensemble, y Mahsa Vahdat.
La cantante clásica Fatemeh Vaezi (comúnmente conocida por su nombre artístico "Parisa") ha ofrecido conciertos acompañada de una orquesta femenina. Después del año 1986, Maryam Akhondy comenzó a trabajar con otras músicas iraníes en el exilio. En 2000, Maryam Akhondy creó el grupo femenino a capela llamado Banu, que cantaba viejas canciones populares que formaban parte de las actividades y celebraciones de las mujeres. La cantante Sima Bina ha enseñado a muchas alumnas. Ghashang Kamkar enseña tanto a estudiantes masculinos como femeninas. Tanto Ghashang como Vaezi han criticado la estructura de poder patriarcal en Irán por su trato a las mujeres músicas. Las artistas de música folclórica iraní incluyen a Sima Bina, Darya Dadvar, Monika Jalil, Ziba Shirazi, Zohreh Jooya y Shushā Guppy. Las artistas pop iraníes incluyen a Googoosh, Hayedeh, Mahasti, Leila Forouhar, Pooran y Laleh Pourkarim. Las artistas de música mundial incluyen a Azam Ali y Cymin Samawatie.

### Música japonesa
El país de Japón tiene el mercado de música física más grande del mundo, con US $ 2 mil millones solo en 2014 y el segundo mercado de música en general más grande, con un valor minorista total de 3 mil millones de dólares en el 2014. El mercado físico de sencillos está dominado por las mujeres ídolos japonesas, artistas, con 9 de los 10 sencillos más vendidos en el país en 2015 pertenecientes al grupo de chicas ídolos Akb48 o a sus grupos "hermanos" y "rivales".

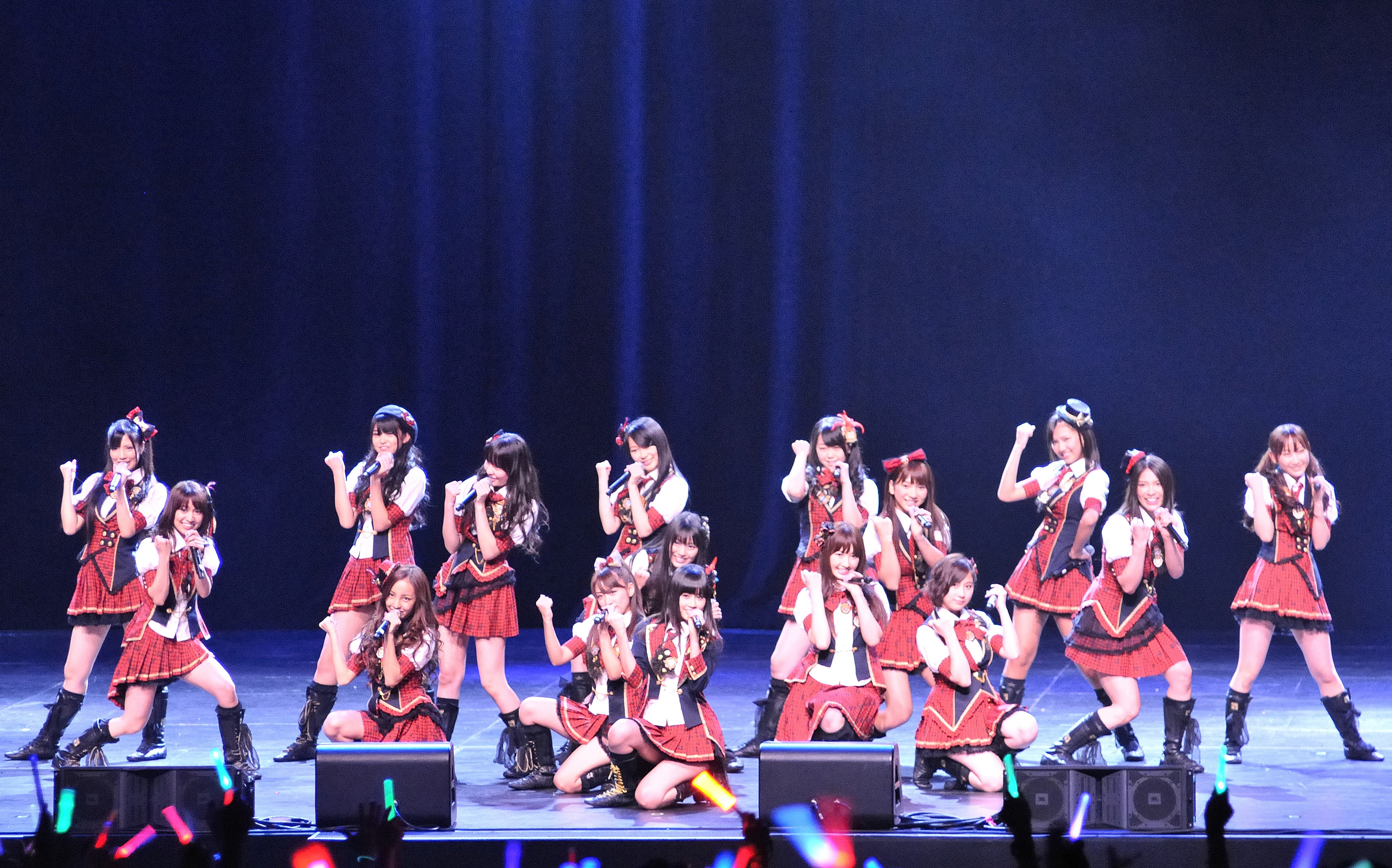
El grupo de ídolos AKB48.

El grupo AKB48 ha tenido los sencillos más vendidos del año en el país durante los últimos seis años y el grupo también es el acto más vendido en todo Japón por número de sencillos vendidos, este gran éxito y superioridad de las mujeres en Japón, suele atribuirse a la falta de complejos de las músicas japonesas, ya que a diferencia de las músicas occidentales, estas ignoran la ideología feminista, y las japonesas no ven la sexualización como un problema para ellas, sino como un elemento que juega a su favor, y una ventaja que tienen sobre los hombres. La cantante y compositora estadounidense de origen japonés Utada Hikaru tiene el álbum más vendido en el país, llamado First Love.

### Música judía
Hay evidencia literaria de libros bíblicos como el Libro de los Jueces en el que las mujeres (incluidas Miriam, Deborah y Hannah) participaron en las tradiciones musicales que incluían cantar lamentaciones, y tocar instrumentos. Sin embargo, las mujeres no se mencionan en las referencias a la liturgia. A las mujeres finalmente se les prohibió el culto litúrgico (kolisha). Aunque seguirían teniendo un papel en los rituales musicales del ámbito doméstico en el hogar, los entierros, y las bodas, estas costumbres no estaban documentadas como lo estaba la música litúrgica (y sus creadores e intérpretes).

## Estudiosas de la música y educadoras

### Musicólogas e historiadoras de la música

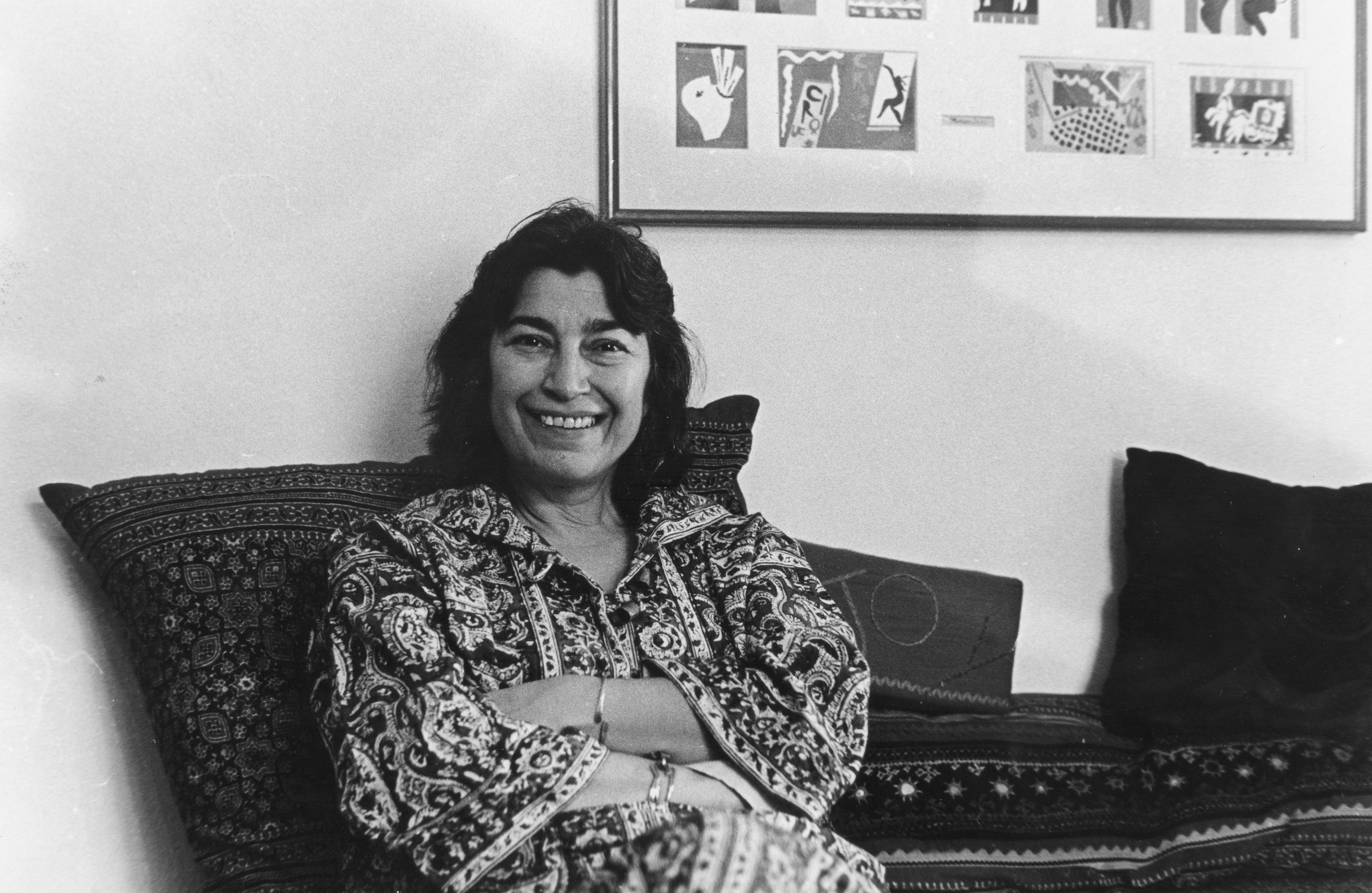
Rosetta Reitz (1924–2008) fue una feminista estadounidense e historiadora del jazz que estableció un sello discográfico el cual produjo 18 álbumes de la música de las primeras mujeres del jazz y el blues.

La gran mayoría de los principales musicólogos e historiadores de la música han sido hombres, lo que suele atribuirse al hecho de que los creadores originales de la práctica totalidad de géneros musicales fueron hombres. Sin embargo, algunas mujeres musicólogas han llegado a los primeros puestos de la profesión. Carolyn Abbate (nacida en el año 1956) es una musicóloga estadounidense que hizo su doctorado en la Universidad de Princeton. Ha sido descrita por la Gaceta de Harvard (en inglés Harvard Gazette) como "una de las historiadoras de la música más admiradas y autorrealizadas del mundo".
Susan McClary (nacida en 1946) es una musicóloga asociada con la "Nueva Musicología", la cual incorpora la crítica musical feminista en su trabajo. McClary tiene un doctorado en la Universidad de Harvard. Uno de sus trabajos más conocidos es Feminine Endings (1991), que cubre construcciones musicales de género y sexualidad, aspectos de género de la teoría musical tradicional, la sexualidad de género en la narrativa musical, la música como discurso de género, y los problemas que afectan a las mujeres músicas. En el libro, McClary sugiere que la forma de la sonata (usada en sinfonías y cuartetos de cuerda) puede ser un procedimiento que construye el género y la identidad sexual. El libro titulado sabiduría convencional, de McClary (En inglés conventional savant) (2000) sostiene que la suposición musicológica tradicional de la existencia de elementos "puramente musicales", están divorciados de la cultura y el significado; lo social y el cuerpo son una presunción utilizada para velar los imperativos sociales y políticos de la cosmovisión que produce el canon clásico más preciado por musicólogos supuestamente objetivos.

### Etnomusicólogos
Los etnomusicólogos estudian las muchas músicas de todo el mundo que enfatizan sus dimensiones o contextos culturales, sociales, materiales, cognitivos, biológicos y otros, además de su componente de sonido aislado, o cualquier repertorio particular. La etnomusicología, es un término acuñado por Jaap Kunst a partir de las palabras griegas ἔθνος (ethnos, "nación") y μουσική (mousike, "música"), a menudo se describe como la antropología o etnografía de la música. Inicialmente, la etnomusicología estaba orientada casi exclusivamente hacia la música no occidental, pero ahora incluye el estudio de la música occidental desde perspectivas antropológicas, sociológicas y también interculturales.
Las mujeres también han hecho contribuciones significativas en el campo de la Etnomusicología, especialmente en la intersección de los estudios de género y la Etnomusicología. Ellen Koskoff, profesora emérita de la Eastman School of Music, ha realizado un extenso trabajo sobre género en la etnomusicología. Koskoff también se desempeñó como presidente de la Sociedad de Etnomusicología y presentó un programa de radio llamado "¿Qué diablos es la música?" (En inglés "What in the World is Music?").
En su obra titulada "Una introducción a las mujeres, la música y la cultura"de 1987 (en inglés An Introduction to Women, Music, and Culture), Koskoff argumenta que la música interpretada por mujeres está "devaluada", y en algunos casos, incluso se considera "no musical", a pesar de tener "forma musical". Koskoff explica que la distinción de que los hombres ocupan las esferas públicas y las mujeres las privadas y domésticas, “ha creado no necesariamente dos culturas musicales independientes y separadas, sino dos mitades de la cultura diferenciadas pero complementarias. Ella razona que debido a que "en la mayoría de las sociedades, se considera que la identidad de una mujer está incrustada en su sexualidad", "una de las asociaciones más comunes entre las mujeres y la música… vincula la identidad sexual principal y el papel de las mujeres con la interpretación musical". Con base en esta asociación, Koskoff argumenta que “cuatro categorías de interpretación musical emergen así en relación con las relaciones entre géneros: (1) interpretación que confirma y mantiene el arreglo social/sexual establecido; (2) desempeño que parece mantener las normas establecidas para proteger otros valores más relevantes; (3) actuación que protesta, pero mantiene el orden (a menudo a través de un comportamiento simbólico); y (4) desempeño que desafía y amenaza el orden establecido”.
También es notable el trabajo de Deborah Wong, profesora de la Universidad de California, Riverside. Wong es conocida por su enfoque en la música del sudeste asiático, la creación de música asiática americana, y también ha estudiado el Taiko, o percusión japonesa americana.

### Educadoras musicales

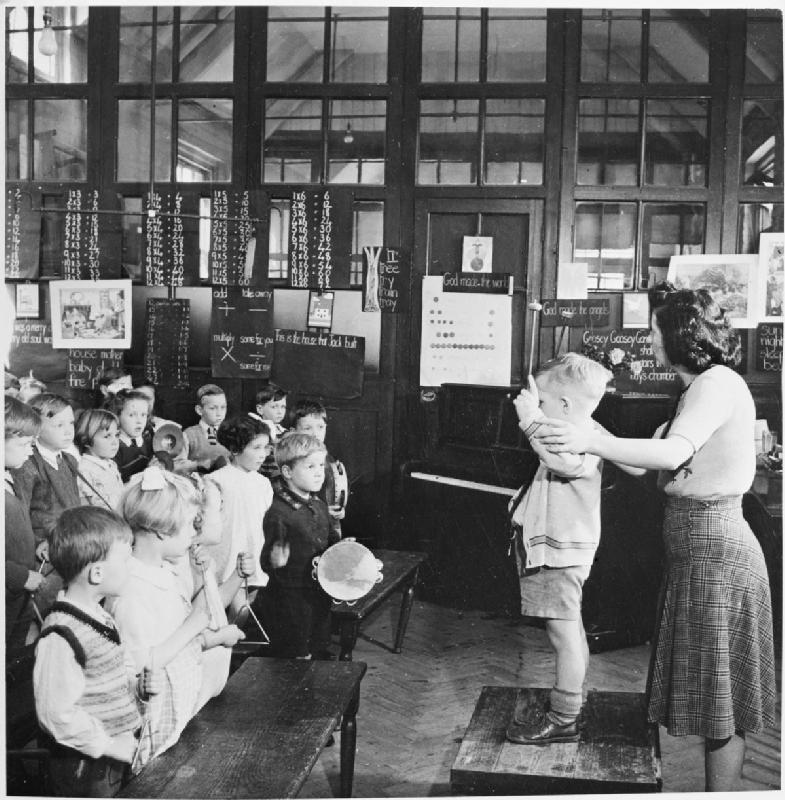
Una profesora de música dirigiendo un conjunto de música en una escuela primaria católica en 1943.

Si bien los críticos musicales argumentaron en la década de 1880 que "las mujeres carecían de la creatividad innata para componer buena música" debido a la "predisposición biológica", más tarde, se aceptó que las mujeres tendrían un papel en la educación musical, y se involucraron en este campo "hasta tal punto que las mujeres dominaron en número la educación musical durante la segunda mitad del siglo XIX y hasta bien entrado el siglo XX". "Los relatos tradicionales de la historia de la educación musical en los Estados Unidos, donde a menudo han descuidado las contribuciones de las mujeres, porque estos han enfatizado a las bandas y a los principales líderes en las organizaciones musicales jerárquicas". Al mirar más allá de estos líderes de banda y líderes principales, las mujeres tenían muchos roles en la educación musical en el "hogar, la comunidad, las iglesias, las escuelas públicas, y las instituciones de formación de maestros" y "como escritoras, patrocinadoras y a través de su trabajo voluntario en organizaciones".
A pesar de las limitaciones impuestas a los roles de las mujeres en la educación musical en el siglo XIX, las mujeres fueron aceptadas como maestras de jardín de infancia, porque se consideraba que era una "esfera privada". Las mujeres también enseñaban música en forma privada, en escuelas de niñas, escuelas dominicales y capacitaban a músicos en programas escolares de música. A principios del siglo XX, las mujeres comenzaron a ser empleadas como supervisoras musicales en las escuelas primarias, maestras en las escuelas normales y profesoras de música en las universidades. Las mujeres también se volvieron más activas en organizaciones profesionales en educación musical y presentaron trabajos en conferencias.
Una mujer llamada Frances Clarke (1860-1958) fundó la Asociación Nacional de Supervisores Musicales (en inglés National Association for Music Education) en 1907. Mientras que un pequeño número de mujeres se desempeñaron como presidentas de la Conferencia Nacional de Supervisores Musicales (y las siguientes versiones renombradas de la organización durante el próximo siglo) a principios del siglo XX, solamente hubo dos presidentas entre 1952 y 1992. Sin embargo, después de 1990, se abrieron roles de liderazgo para las mujeres en la organización. De 1990 a 2010, hubo cinco mujeres presidentes de esta organización. Las mujeres educadoras de música "superan en número a los hombres dos a uno" en la enseñanza de música general, coro, lecciones privadas, e instrucción de teclado. Se tiende a contratar a más hombres para trabajos de educación en bandas, administración y jazz; además un número mayor de hombres trabajan en colegios y universidades. Según la Dra. Sandra Wieland Howe, todavía hay un "techo de cristal " para las mujeres en las carreras de educación musical, ya que existe un "estigma" asociado con las mujeres en puestos de liderazgo y "los hombres superan en número a las mujeres como administradores".

## Directoras

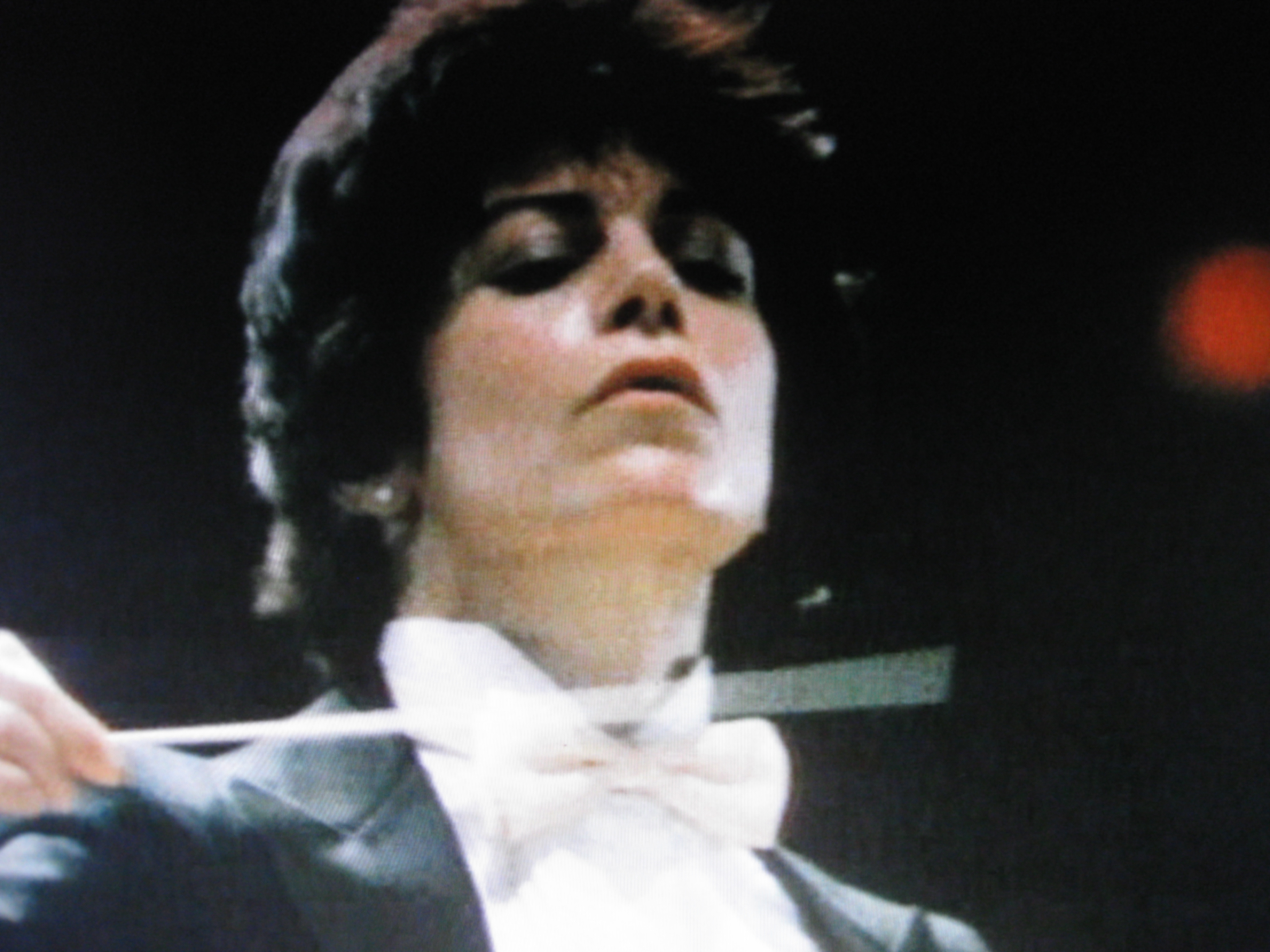
JoAnn Faletta conduciendo la obra titulada La consagración de la primavera

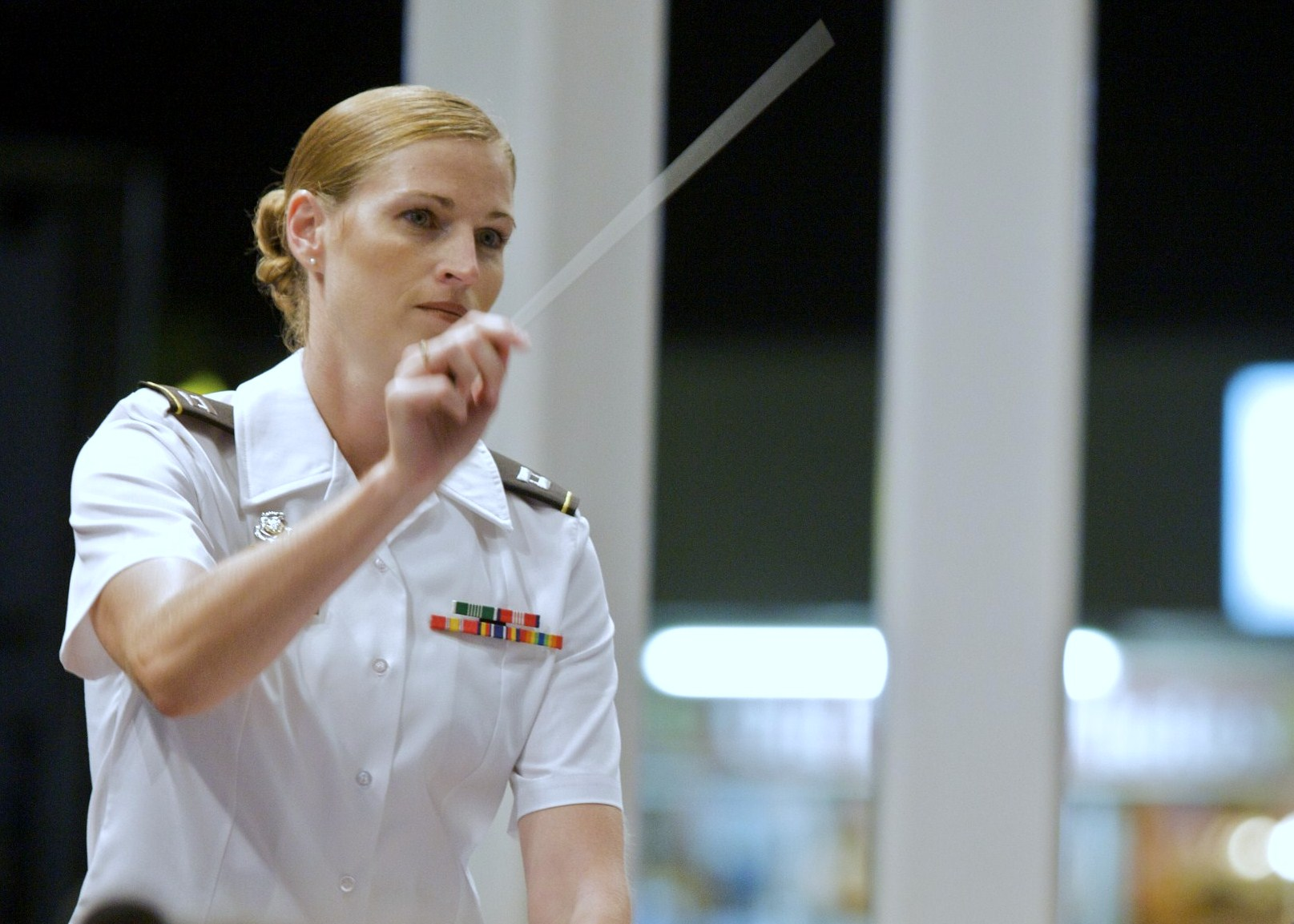
La capitana del ejército de EE. UU. Sharon Toulouse dirigiendo un conjunto de música militar en 2008

La mayoría de los directores de orquesta profesionales son hombres; el diario The Guardian calificó la realización de las directoras de orquesta como "uno de los últimos techos de cristal en la industria de la música" Un artículo de 2013 indicó que en Francia, de 574 conciertos, solo 17 fueron dirigidos por mujeres y ninguna mujer dirigió en la Ópera Nacional de París, aclarando sin embargo que el crédito y la habilidad de los directores hombres eran incuestionables. El medio Bachtrack informó que, en una lista de los 150 mejores directores del mundo ese año, solo cinco eran mujeres. Un pequeño número de directoras se han convertido en directoras internacionales de primer nivel. En enero del año 2005, la directora australiana Simone Young se convirtió en la primera mujer en dirigir a la Filarmónica de Viena. En el 2008 Marin Alsop, protegida de Leonard Bernstein, se convirtió en la primera mujer en convertirse en directora musical, y directora principal de una importante orquesta estadounidense cuando ganó el puesto principal en la Orquesta Sinfónica de Baltimore. Hubo "protestas de una parte de la Sinfónica de Baltimore cuando fue nombrada directora musical por primera vez", pero desde entonces, "los aplausos han llegado". En 2014, Alsop fue la primera mujer directora en dirigir el concierto en la última de las noches de Proms, uno de los eventos de música clásica más importantes de Gran Bretaña, con 118 años de historia.
Si bien hay una falta de mujeres en la orquesta profesional, estudios más recientes muestran que la profesión de dirección en sí misma carece de diversidad racial y de género. Existe una clara distinción entre el bajo número de mujeres blancas en el campo en comparación con el de hombres blancos, pero aun así hay un número de mujeres mucho más grande que otras identidades raciales y étnicas. La proporción de músicos no blancos representados en la fuerza laboral de la orquesta, y de músicos afroamericanos, e hispanos y latinos en particular, sigue siendo extremadamente baja, y una preocupación mucho más urgente que la presencia de más mujeres. El campo de la orquesta sigue siendo predominantemente blanco. Los puestos como conductores, ejecutivos y personal están dominados por personas blancas, en particular, hombres blancos. En puestos ejecutivos de alto nivel, sigue siendo raro ver mujeres, pero es aun más extraño ver otras razas. Sin embargo, la brecha de género se redujo a principios de la década de 1990, y las mujeres músicas representaron entre el 46 % y el 49 % del grupo total de músicos en las dos décadas posteriores. Entre los años 1980 y 2014 se vio un aumento de cuatro veces en la proporción de músicos diversos en el escenario, impulsado en gran parte por un aumento en los músicos de origen asiático/isleño del Pacífico. A lo largo de los años, se prestó más atención a la disparidad racial y de género en el campo. Esta toma de conciencia ha causado impactos positivos en el campo orquestal. Los datos sobre los conductores de 2006 a 2016 revelan que existe una tendencia gradual pero constante hacia una mayor diversidad racial y étnica, con un porcentaje cada vez mayor de conductores afroamericanos, latinos/hispanos, asiáticos/isleños del Pacífico, indios americanos/nativos de Alaska y otros conductores no blancos del 15,7 % en 2006 al 21 % en 2016. Aunque ha habido una reconstrucción de la blancura y la dominación de género de los blancos en el campo, todavía es muy superior en comparación.
Muchas mujeres dentro de la profesión de orquestación experimentan formas de discriminación, ya sea de género, racial o ambas. Inicialmente, a las mujeres no se les animaba a participar profesionalmente porque la sociedad lo consideraba inapropiado. Además, se consideraba que las mujeres no eran lo suficientemente fuertes ni hábiles para tocar otros instrumentos además del piano, o para sobrevivir a los agotadores horarios de los ensayos. Jeri Lynne Johnson fue la primera mujer afroamericana en ganar un premio internacional de dirección cuando recibió la beca de dirección Taki Concordia en 2005. Es la fundadora y directora musical de la Orquesta de Cámara Black Pearl, la primera orquesta multiétnica profesional en Filadelfia. Esta graduada del Wellesley College y la Universidad de Chicago, es directora de orquesta, compositora, y pianista. Desde el 2001 hasta el 2004, fue directora asistente de la Orquesta de Cámara de Filadelfia. Ha dirigido orquestas de todo el mundo, incluidas la Sinfónica de Colorado, la Sinfónica de Bournemouth (en el Reino Unido) y la Weimar Staatskapelle (en Alemania). Junto a las destacadas directoras Marin Alsop y JoAnn Falletta, la Sra. Johnson fue anunciada en el programa de televisión de la NBC llamado Today (programa de televisión)Today Show como una de las principales directoras de orquesta del país.
Según la editora de Radio 3 del Reino Unido, Edwina Wolstencroft, "El mundo de la música ha estado feliz de tener artistas femeninas… durante mucho tiempo… […] Pero poseer autoridad y poder en público es otro asunto. Ahí es donde las directoras han tenido dificultades. Nuestra sociedad se resiste más a que las mujeres sean poderosas en público que a que las mujeres sean entretenidas". El bajo porcentaje de mujeres directoras no se debe a que las mujeres no estudien en la escuela de música; de hecho, entre 2009 y 2012 casi la mitad de los doctorados en dirección eran de mujeres.
El giro por los derechos de las mujeres en la música inició el movimiento feminista en Estados Unidos en 1848. El movimiento impulsó a todas las mujeres a luchar por la igualdad de derechos en una gran cantidad de campos como la votación, la educación, el empleo y el matrimonio. Si bien el movimiento por los derechos de la mujer significó el comienzo de la inclusión de mujeres en el campo orquestador, todavía habría barreras que estas mujeres debían superar. Las mujeres de color, en particular, se enfrentaron a muchos estereotipos que desafiaron el valor de su trabajo. De hecho, el trabajo de campo de las mujeres negras enfrentó más escrutinio que sus contrapartes blancas. Un ejemplo clásico de esto se ve en un estudio realizado para el Bulletin of the Council for Research in Music Education, hecho por Elliot Charles, en 1996. Elliot examinó:
Si la raza y el género influyeron en los juicios de las actuaciones musicales. Cuatro trompetistas y cuatro flautistas fueron grabados en video interpretando el mismo extracto musical. Para cada instrumento, un hombre blanco, una mujer blanca, un hombre negro y una mujer negra sirvieron como modelos. Para controlar la parte de audio del estudio, el investigador utilizó dos actuaciones pregrabadas, una para las trompetas y otra para las flautas. Esto creó el mismo audio para todas las trompetas y flautas. Los estudiantes universitarios de música calificaron cada actuación en una escala tipo Likert. Los resultados revelaron que los artistas negros de cada género e instrumento fueron calificados significativamente más bajos que los artistas blancos. Las calificaciones más bajas se otorgaron a los trompetistas y flautistas negros.

### Sexismo, racismo y discriminación
Las directoras enfrentaron el sexismo, el racismo y otros tipos de discriminación a lo largo de los siglos XIX y XX. "Para derribar esta aparente barrera laboral, las mujeres crearon sus propias oportunidades fundando y organizando orquestas exclusivamente femeninas"; un ejemplo es la Orquesta de Mujeres Fadette en la ciudad de Boston, fundada en 1888 por la directora Caroline B. Nichols. Varias otras orquestas de mujeres fueron fundadas en las primeras décadas del siglo XX, y las directoras dirigieron estos grupos. Es a la vez interesante e irónico que algo que se considera "universal" haya excluido históricamente a las mujeres (con la excepción de ciertos roles definidos estereotipadamente).
Las directoras siguen enfrentándose al sexismo y la discriminación de género en las primeras décadas del siglo XXI. En la década de 2010, varios directores y músicos destacados hicieron declaraciones sobre las directoras. En 2013, "Vasily Petrenko, el director principal de la Orquesta Filarmónica de Oslo y de la Real Orquesta Filarmónica de Liverpool, provocó indignación cuando le dijo a un periódico noruego que 'las orquestas reaccionan mejor cuando tienen un hombre frente a ellas'". También afirmó que “cuando las mujeres tienen familia, se les hace difícil ser tan dedicadas como se exige en el negocio”. Bruno Mantovani, director del Conservatorio de París brindó una entrevista en la que hizo declaraciones sobre las mujeres conductoras. Mantovani planteó el "problema de la maternidad " y cuestionó la capacidad de las mujeres para soportar los desafíos físicos y el estrés de la profesión, que según él, implican "dirigir, tomar un avión, tomar otro avión, volver a dirigir". Yuri Temirkanov, el director musical de la Filarmónica de San Petersburgo, hizo declaraciones sobre las mujeres directoras en una entrevista de septiembre del año 2013, afirmando que "La esencia de la profesión de director es la fuerza. La esencia de una mujer es la debilidad". El director finlandés Jorma Panula hizo declaraciones sobre las mujeres conductoras en 2014; afirmó que, "las mujeres, las directoras no están… mejorando, solo empeorando", a lo que llamó una "cuestión puramente biológica".

## Críticas de música

### Música popular

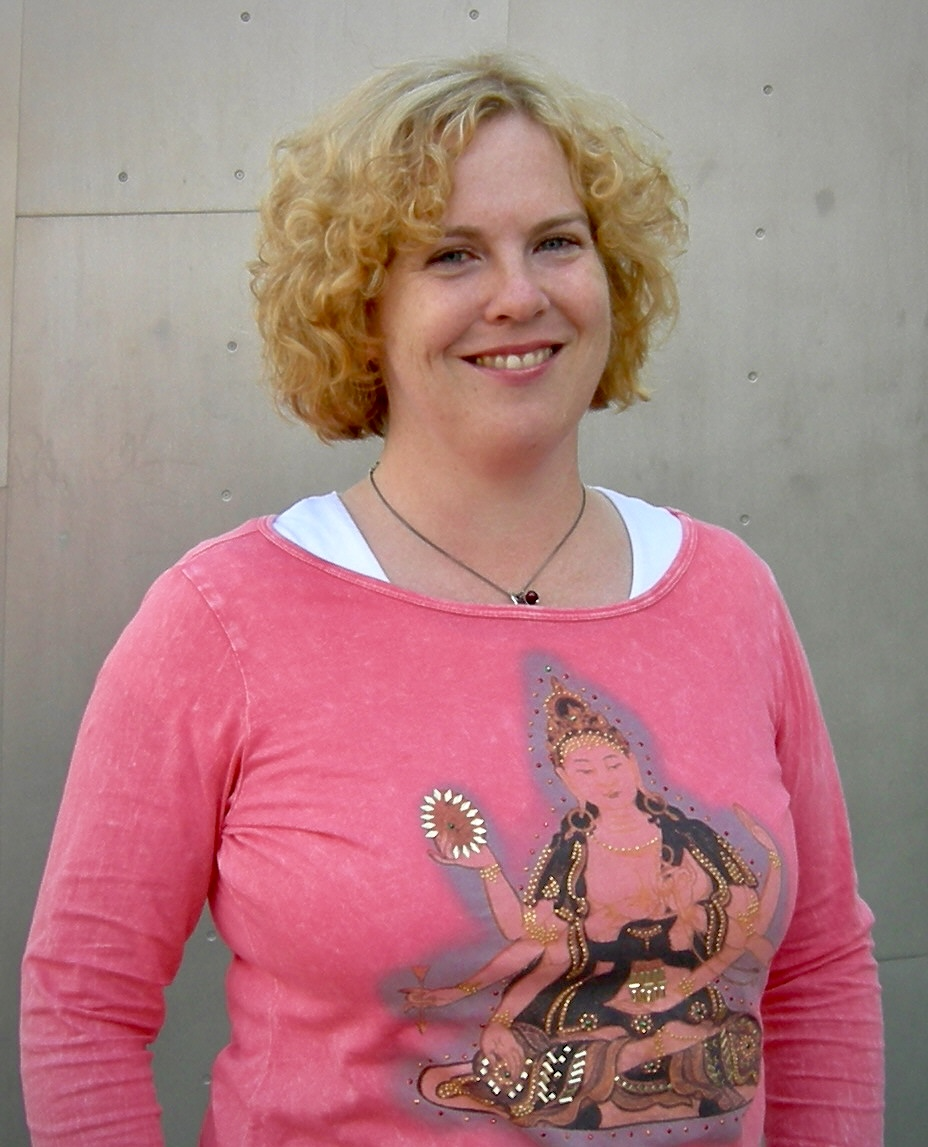
La estadounidense crítica de música pop Ann Powers en 2007

Según Anwen Crawford, el "problema para las mujeres críticas de música popular es que nuestro papel en la música popular fue codificado hace mucho tiempo", lo que significa que "los libros escritos por críticas de rock (o jazz, hip-hop y críticas de música dance, en realidad) son escasos". Crawford señala que "los críticos de música rock más famosos, Robert Christgau, Greil Marcus, Lester Bangs, Nick Kent, son todos hombres", aunque en ningún momento niega sus habilidades y capacidades.
El sociólogo Simon Frith señaló que la música pop y rock "están estrechamente asociadas con el género, es decir, con las convenciones del comportamiento masculino y femenino". Según Holly Kruse, tanto los artículos de música popular como los artículos académicos sobre música pop generalmente se escriben desde "posiciones de sujeto masculino". Además, hay relativamente pocas mujeres escribiendo en el periodismo musical: "Para el año 1999, la cantidad de editoras o escritoras sénior en Rolling Stone rondaba el 15 %, mientras que en Spin y Raygun, era aproximadamente del 20 %". Las críticas asociadas con el género se discutieron aparecieron en el sitio web llamado Jezabel en el 2014, en un artículo sobre las luchas de las mujeres en el periodismo musical, escrito por la crítica musical Tracy Moore, anteriormente editora del diario Nashville Scene.
La crítica musical estadounidense Ann Powers, como crítica y periodista de una industria popular dominada por hombres, ha escrito críticas sobre las percepciones de las minorías sexuales, raciales y sociales en la industria de la música. También ha escrito sobre feminismo. En 2006 aceptó un puesto como crítica principal de música pop en Los Angeles Times, donde sucedió a Robert Hilburn. En el 2005, Powers coescribió el libro Piece by Piece (Pieza por pieza) con la música Tori Amos, en el que analiza el papel de la mujer en la industria de la música moderna y presenta información sobre composición, giras, interpretación y las realidades del negocio de la música.
Anwen Crawford, escritora del diario The Monthly, contribuyó al libro de ensayos y perfiles de Jessica Hopper titulado The First Collection of Criticism by a Living Female Rock Critic. El artículo de Crawford "explora la larga lucha de las mujeres por la visibilidad y el reconocimiento en el campo de la crítica de rock, a pesar de que hemos estado ayudando a ser pioneras desde el principio". Crawford afirma que "la tienda de discos, la tienda de guitarras y ahora las redes sociales: cuando se trata de música popular, estos lugares se convierten en escenarios para la demostración de la destreza masculina"; "La pericia femenina, cuando aparece, se descarta repetidamente como fraudulenta.

### Clásica

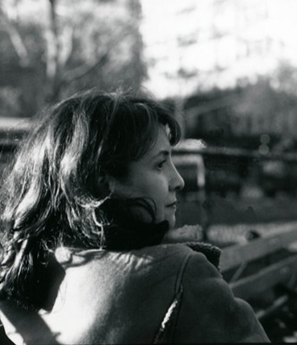
Marion Lignana Rosenberg (1961–2013) fue crítica musical, escritora, traductora, locutora y periodista. Escribió para muchas publicaciones periódicas, incluidas Salon.com, el The New York Times, y Playbill.

"El Programa Nacional de Periodismo Artístico (de las siglas en inglés NAJP) de Columbia, completó un amplio estudio sobre el periodismo artístico en los Estados Unidos en 2005. Descubrieron que 'el crítico de música clásica promedio es un hombre blanco de 52 años con un título universitario, pero el veintiséis por ciento de todos los críticos que escriben son mujeres'". Sin embargo, William Osborne señala que esta cifra del 26 % incluye todos los periódicos, incluidos los periódicos regionales de baja circulación. Osborne afirma que los "grandes periódicos estadounidenses, que son los que influyen en la opinión pública, prácticamente no tienen mujeres críticas de música clásica". Las únicas mujeres críticas de los principales periódicos estadounidenses son Anne Midgette (en el New York Times) y Wynne Delacoma (del Chicago Sun-Times). Midgette fue la "primera mujer en cubrir música clásica en toda la historia del periódico". Susannah Clapp, una crítica de The Guardian, un periódico que tiene una crítica de música clásica femenina, declaró en mayo del año 2014 que solo entonces se había dado cuenta de "qué rareza" es una crítica de música clásica femenina en el periodismo.
Entre las mujeres críticas de música clásica se incluyen figuras notables como:
- Anne Midgette (New York Times)

- Marion Lignana Rosenberg (1961-2013)

## Otras profesiones musicales

### Producción discográfica e ingeniería de sonido
Un artículo del periódico Sound on Sound del año 2013 afirmó que hay "pocas mujeres en la producción discográfica y la ingeniería de sonido". Ncube afirma que "noventa y cinco por ciento de los productores de música son hombres, y aunque hay productoras que logran grandes cosas en la música, son menos conocidas que sus contrapartes masculinas". "Solo tres mujeres han sido nominadas a mejor productora en los premios Brits o los Grammy" y ninguna ganó ninguno de los dos premios. "Las mujeres que quieren ingresar al campo productor y se enfrentan a una mentalidad de club de chicos o de gremio".
A pesar de esto, las mujeres han estado asumiendo el desafío desde la década de 1940. Mary Shipman Howard fue ingeniera en la ciudad de Nueva York en la década de 1940. Lillian McMurry fue productora discográfica y fundadora de Trumpet Records en la década de 1950. Una de las primeras mujeres en producir, diseñar, arreglar y promover música con su propio sello discográfico de rock and roll fue Cordell Jackson (1923–2004). Quién fundó el sello Moon Records en la ciudad de Memphis en 1956 y comenzó a lanzar y promocionar en el sello, sencillos que grabó en el estudio de su casa, sirviendo como ingeniera, productora y arreglista. Ethel Gabriel tuvo una carrera de 40 años con RCA y fue la primera productora discográfica importante.
Trina Shoemaker es mezcladora, productora de discos e ingeniera de sonido responsable de producir/diseñar y/o mezclar discos para bandas como Queens of the Stone Age, Sheryl Crow, Emmylou Harris, Something for Kate, Nanci Griffith y muchos más. En 1998, Shoemaker se convirtió en la primera mujer en ganar el premio Grammy al mejor álbum diseñado por su trabajo en The Globe Sessions. Además de Crow, Shoemaker pasó a trabajar con artistas como Blues Traveler, Emmy lou Harris, las Indigo Girls y las Dixie Chicks.

### DJs y tocadiscos

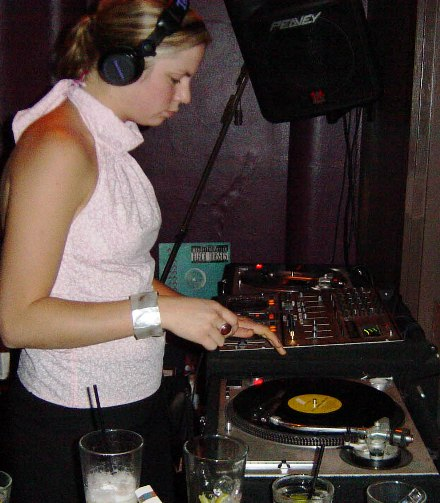
Una mujer DJ mezclando dos tocadiscos en un evento en vivo

Las mujeres en la música a menudo se ven principalmente en roles de canto en la música popular y hay relativamente pocas mujeres DJ o tocadiscos en la música hip hop, música house, nu metal, y otros géneros en los que participan los DJ y hay tocadiscos. De hecho, todos estos géneros están muy dominados por hombres. Parte de esto puede deberse a un bajo porcentaje general de mujeres en trabajos relacionados con la tecnología de audio, como ingeniería y producción de audio. En un artículo del año 2007 de Mark Katz, titulado "Men, Women, and Turntables: Gender and the DJ Battle", afirmó que "muy pocas mujeres luchan; el asunto ha sido un tema de conversación entre los DJ de hip-hop durante años". En 2010, Rebekah Farrugia afirmó que "el carácter masculino de la cultura EDM" contribuye a "una marginación de las mujeres en estos espacios [EDM]". Si bien el turntablism y las otras prácticas de DJ más amplias no deben combinarse, Katz sugiere que el uso o la falta de uso del tocadiscos en general por parte de mujeres en todos los géneros y disciplinas se ve afectado por lo que él define como "tecnofilia masculina". La historiadora Ruth Oldenziel está de acuerdo en sus escritos sobre ingeniería con esta idea de la socialización como factor central en la falta de compromiso con la tecnología. Ella explica: "un enfoque exclusivo por el supuesto fracaso de las mujeres para ingresar al campo… es insuficiente para comprender cómo han surgido nuestras nociones estereotipadas; tiende a colocar la carga de la prueba completamente en las mujeres y a culparlas por su supuesta falta de experiencia, socialización, su falta de aspiraciones y su falta de valores masculinos". Una pregunta igualmente desafiante es por qué y cómo los niños han llegado a amar las cosas técnicas, y cómo los niños históricamente han sido socializados como tecnófilos".

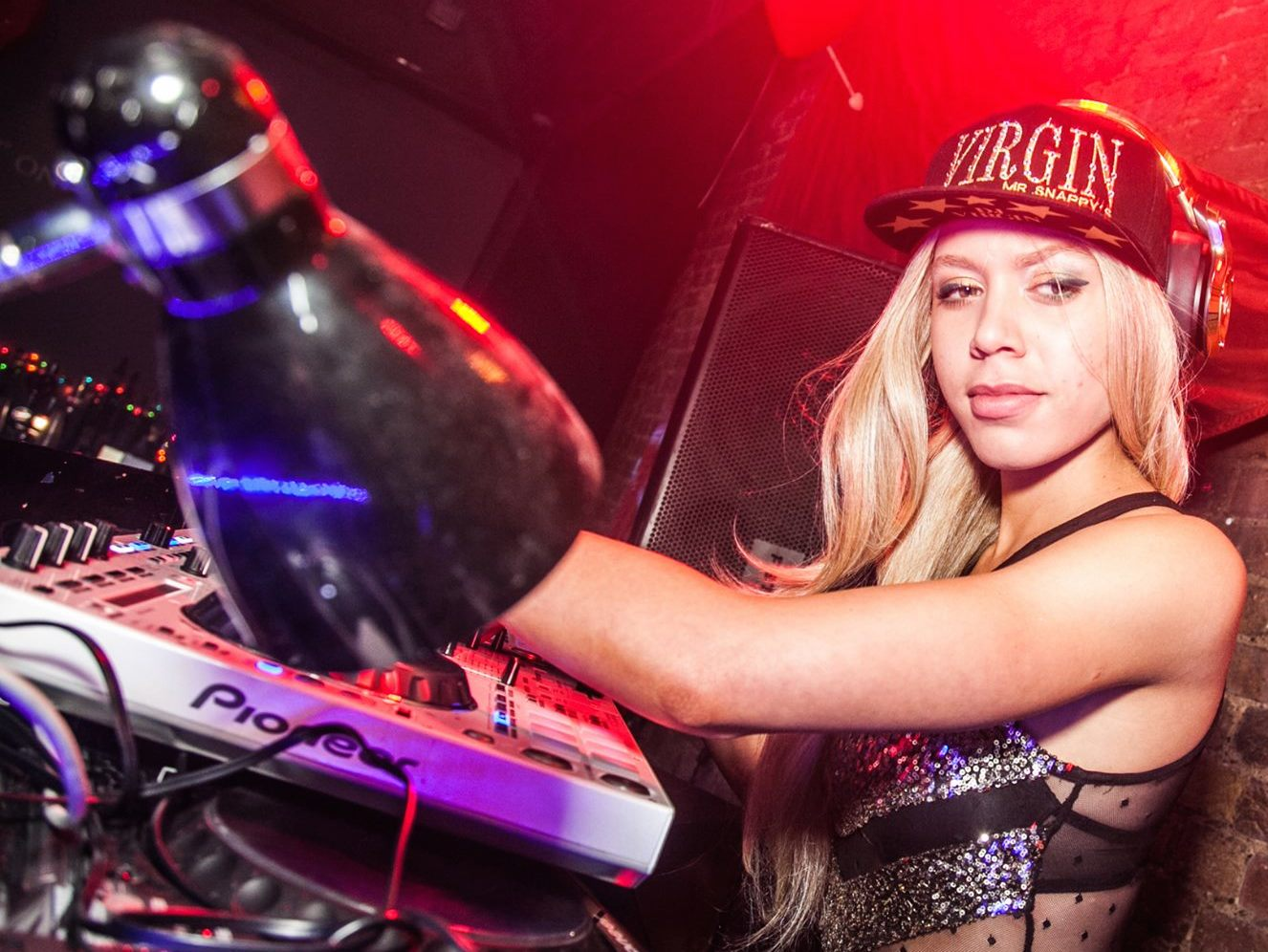
DJ Virgin en una discoteca con sede en Londres.

Lucy Green se ha centrado en el género, en relación con los artistas y creadores musicales, y específicamente en los marcos educativos en relación con ambos. Ella sugiere que la alienación de las mujeres de las "áreas que tienen una fuerte tendencia tecnológica como DJ, ingeniería de sonido y producción, no se debe necesariamente a su disgusto por estos instrumentos, sino que se relaciona con el efecto de interrupción de sus delineaciones predominantemente masculinas". A pesar de esto, las mujeres y las niñas se involucran cada vez más en las prácticas de tocadiscos, y DJ de forma individual y colectivamente, y "se abren espacios en la cultura EDM y DJ". Existen varios proyectos dedicados a la promoción y apoyo de estas prácticas como el llamado Female DJs London. Algunos artistas y colectivos van más allá de estas prácticas para ser más inclusivos en materia de género. Por ejemplo, Discwoman, una agencia colectiva y de contratación con sede en Nueva York, se describe a sí misma como "representante y exhibidora de mujeres Cisgénero, mujeres trans y talento de género queer".

## Movimientos, organizaciones, eventos y géneros

### La música de mujeres

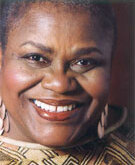
Bernice Johnson Reagon (nacida en 1942) es una cantante, compositora, académica y activista social que fundó el conjunto a cappela llamado Sweet Honey in the Rock en 1973. Fue una figura importante en la escena musical

La música de mujeres (también llamada womyn 's music o wimmin's music) es música de mujeres, para mujeres y sobre mujeres. El género surgió como una expresión musical de la segunda ola del movimiento feminista así como de los movimientos laborales, de derechos civiles y de paz. El movimiento (en los Estados Unidos) fue iniciado por lesbianas como Cris Williamson, Meg Christian y Margie Adam, y músicas afroamericanas (incluidas Linda Tillery, Mary Watkins, Gwen Avery) y activistas como Bernice Johnson Reagon, y su grupo Sweet Honey in the Rock, y la activista por la paz Holly Near. La música de mujeres también se refiere a la industria más amplia de la música de mujeres que va más allá de las artistas intérpretes o ejecutantes para incluir músicas de estudio, productoras, ingenieras de sonido, técnicas, artistas de versiones, distribuidoras, promotoras y organizadoras de festivales que también son mujeres, esta música ha sido especialmente criticada por convertirse en una música discriminante contra los hombres, ya que si una música con esas mismas características fuese hecha solamente para hombres, sería censurada en todos los medios, por ello se ha destacado muchas veces que hay un desequilibrio en las comparaciones hechas.

### Organizaciones

#### Alianza Internacional de Mujeres en la Música
La Alianza Internacional para Mujeres en la Música (IAWM por sus siglas en inglés) es una organización internacional de mujeres y hombres dedicada a fomentar y alentar las actividades de las mujeres en la música, particularmente en las áreas de la actividad musical, como la composición, la interpretación y la investigación, en las que el género y la discriminación es una preocupación histórica y actual. La IAWM participa en esfuerzos para aumentar la programación de música de compositoras, para combatir la discriminación contra las mujeres músicas, incluso como miembros de orquestas sinfónicas, y para incluir relatos de las contribuciones de mujeres músicas en los planes de estudio universitarios de música. Para acabar con la supuesta discriminación de género, la IAWM lideró boicots exitosos de los conciertos estadounidenses de la Orquesta Filarmónica de Viena (VPO) en la década de 1990; el "reloj VPO" continúa. La promoción de la organización ha contribuido a la inclusión de mujeres compositoras en los libros de texto universitarios de historia de la música.

#### Mujeres en la Música (WIM-NY)
Mujeres en la Música (Women in Music, por las siglas WIM-NY) es una organización estadounidense con sede en la ciudad de Nueva York que fue fundada en 1985. Su objetivo es "apoyar, cultivar y reconocer los talentos de las mujeres" en la música. WIM-NY realiza actividades y eventos, incluidos "seminarios, paneles y eventos de creación de redes". Además, otorga premios Touchstone anuales a mujeres en la música. Los miembros de WIM-NY incluyen "ejecutivos de sellos discográficos, gerentes de artistas, compositores, músicos, abogados, ingenieros de grabación, agentes, publicistas, propietarias de estudios, editoras de música, comercializadoras en línea y tradicionales" de "todos los géneros musicales y todas las áreas de la música y su industria". A partir del año 2015, la presidenta es la abogada Neeta Ragoowansi y la vicepresidenta es la abogada Jennifer Newman Sharpe. A partir de 2015, la junta directiva incluye mujeres de Nielsen Music, Warner Music Group, Ableton, Downtown Music Publishing y del Berklee College of Music.

#### Mujeres en la música de Canadá
La Asociación Profesional de Mujeres en la Música de Canadá (WIMC) es una organización con sede en Toronto, Ontario, que se estableció en 2012. Es una organización sin fines de lucro registrada a nivel federal que tiene como objetivo "fomentar la igualdad en la industria de la música a través del apoyo y el adelanto de la mujer”. WIMC cuenta con el apoyo financiero del gobierno federal, el programa FACTOR, el gobierno de Ontario y Slaight Music.

#### Mujeres en la Música (WIM-UK)
Mujeres en la Música del Reino Unido (del inglés Women in Music WIM-UK) es una "organización de membresía del Reino Unido que celebra las creaciones musicales de las mujeres en todos los géneros musicales". WIM-UK trabaja para crear "conciencia sobre cuestiones de género en la música y apoyar a las mujeres músicas en su desarrollo y evolución profesional". El sitio web de WIM-UK proporciona información sobre concursos y oportunidades laborales. WIM-UK realiza una encuesta sobre el número de mujeres compositoras, directoras y solistas que aparecen en la BBC, en el PROMS, el "festival de música clásica más grande del mundo". Para los Proms del año 2015, las mujeres compositoras representaron el 10 % del programa, las directoras el 4 %, y de los 50 directores y las solistas instrumentales femeninas eran el 30 %.

#### Now Girls Rule (México)

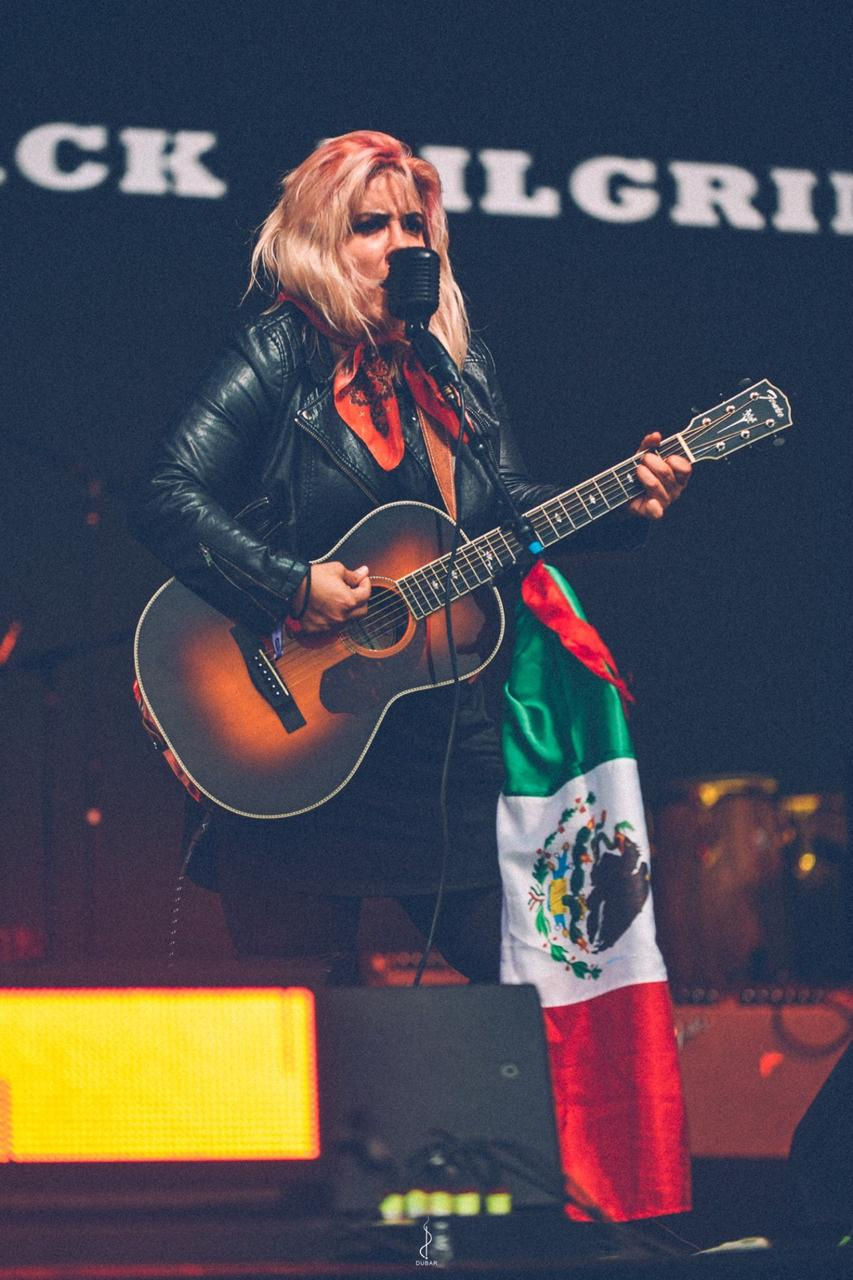
Elis Paprika, fundadora de Now Girls Rule, actuando en el Festival Playtime en Mongolia en 2019

Now Girls Rule (En español Ahora las chicas mandan) es una organización feminista con sede en México, creada para el empoderamiento y la promoción de mujeres artistas, actos, y bandas lideradas por mujeres, que celebra la música creada por mujeres, además de generar espacios y expandir la escena artística en México enfocándose en la creación de nuevas generaciones de artistas a través de la educación y la inspiración. Now Girls Rule fue fundada por la música mexicana independiente de rock Elis Paprika en 2014, tomando el nombre de su sencillo "Now Girls Rule", lanzado ese año, donde Elis presentó a otras importantes artistas latinoamericanas, como Sandrushka Petrova y Ana Cristina Mo del grupo Descartes a Kant, Renee Mooi y Vanessa Zamora. A lo largo de su carrera, Elis Paprika ha estado llamando constantemente la atención sobre el hecho de que, a pesar de la enorme cantidad de mujeres artistas talentosas, la escena musical mexicana históricamente no ha tenido mucho en la promoción y creación de espacios y oportunidades apropiados para las mujeres en la música.
Now Girls Rule presenta eventos anuales como: Girl Camps que presentan música y lecciones de diseño de fanzines para niñas de 7 a 17 años, donde cada maestra es una artista establecida de la escena mexicana. Now Girls Rule creó este formato para que las jóvenes aspirantes a artistas conozcan y aprendan directamente de mujeres que han perseguido sus sueños y han trabajado para ganarse la vida con la música, de modo que puedan inspirarse para desarrollar una carrera en la música y el arte. Now Girls Rule Nights, es una serie de conciertos en vivo que presentan a artistas consolidadas y bandas lideradas por mujeres, mientras invitan a actuar a actos liderados por mujeres emergentes, con el fin de atraer nuevas multitudes para verlos actuar en vivo. En las redes sociales tienen un espacio donde mujeres profesionales de diversos orígenes y mujeres artistas se reúnen y hablan sobre su trabajo con la esperanza de unir fuerzas en nuevas empresas y proyectos. La Marketa, el primer bazar de mujeres artistas en México, creado para que las artistas puedan vender directamente su mercancía a sus admiradores y quedarse con el 100 % de sus ventas. La Marketa es un evento para todas las edades, inclusivo de género y apto para mascotas, que presenta actuaciones en vivo de algunos de los artistas. Elis Paprika también presenta el Now Girls Rule Podcast, un programa semanal a través del canal Señal VL de nombre Vive Latino, que presenta música de mujeres artistas o actos liderados por mujeres que Elis ha conocido en todo el mundo durante sus giras.

### Riot Grrrl

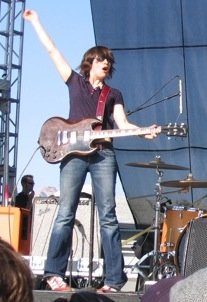
Carrie Brownstein de la banda de punk-indie Sleater-Kinney, actuando en Vegoose en 2005

Riot grrrl es un movimiento femenino clandestino de hardcore punk que comenzó originalmente a principios de la década de 1990, en Washington D. C., y el gran noroeste del Pacífico, notablemente en Olympia, Washington. A menudo se asocia con el feminismo de la tercera ola, que a veces se considera su punto de partida. También se ha descrito como un género musical que surgió del indie rock, con la escena punk sirviendo como inspiración para un movimiento musical en el que las mujeres podían expresarse de la misma manera que lo habían hecho los hombres durante los últimos años. Las bandas Riot grrrl a menudo abordan temas como la violación, el abuso doméstico, la sexualidad, el racismo, el patriarcado y el empoderamiento femenino. Las bandas asociadas con el movimiento incluyen Bikini Kill, Bratmobile, Heavens to Betsy, Excuse 17, Huggy Bear, Cake Like, Skinned Teen, Emily's Sassy Lime, Sleater-Kinney y también grupos queercore como Team Dresch. Además de una escena musical y género, riot grrrl es una subcultura que involucra una ética DIY, fanzines, arte, acción política, y activismo. Se sabe que las Riot grrrls celebran reuniones, comienzan capítulos, apoyan y organizan a las mujeres en la música.
El uso de la palabra "niña" tenía la intención de indicar un momento en que las niñas están menos influenciadas por las presiones sociales, y por lo tanto, tienen la autoestima más fuerte: En el nombre, la ira detrás del movimiento se notó por la ortografía alternativa de la palabra como "grrrl", que suena como un gruñido.
Participaron en un nuevo tipo de feminismo punk que promovía la idea del hágalo usted mismo, intercambiando manifiestos e intercambiando cintas mixtas de bandas favoritas para correr la voz. Estaban cansadas de que las mujeres fueran borradas de la historia o de que sus experiencias fueran malinterpretadas e ignoradas por otros. En respuesta a la actitud patriarcal, el adultismo y el heterocentrismo, Riot grrrl se involucró en expresiones emocionales negativas y una retórica similar a la del feminismo y la estética punk. El argumento feminista de que lo personal es político fue revisado en la imagen que expuso Riot grrrl, de manera similar a la cultura del punk en la que la autorrealización no se encuentra en fuerzas externas sino más bien a través del verdadero yo de un individuo. Al reconocer y revaluar las estructuras institucionales que afectan las experiencias individuales dentro de las situaciones sociales, un individuo puede obtener el conocimiento para conocerse mejor a sí mismo, y por lo tanto, saber cómo presentarse ante los demás para que puedan conocerlo con precisión. Riot grrrl denominó este movimiento hacia la autorrealización, amor de niñas: "niñas que aprenden a amarse a sí mismas y entre sí, contra esas fuerzas que de otro modo las verían destruidas o se destruirían a sí mismas".
El eslogan que lo acompañaba "todas las chicas son una grrrl alborotada" reforzaba la solidaridad que las mujeres podían encontrar entre ellas. Esto creó una estética íntima y una política sentimental bien expresada en la producción zines (una versión abreviada de la palabra "fanzines"). Los Zine estaban hechos a mano, elaborados por personas que querían conectarse directamente con sus lectores, con elementos simples como tijeras, pegamento y cinta adhesiva. Denunciaron las injusticias y desafiaron las normas que típicamente dirigían la expresión de la sexualidad y el abuso doméstico, brindando un espacio para que las mujeres intercambien historias personales con las que muchas otras podrían identificarse. Desafiaron a niñas y mujeres por igual a defenderse en una atmósfera política que creían que buscaba activamente silenciarlas. Las historias personales compartidas, a veces, se encontraron con actitudes que reducían la comunicación a "son solo chicas en sus habitaciones, tiradas escribiendo en sus diarios, y luego se las enviarán", mientras que la opción de compartir en ese sentido era estética.
En medio de esta toma de conciencia, las riot grrrls tuvieron que abordar las generalizaciones que funcionaron para ellas pero que no podían aplicarse a las mujeres de color. Después de todo, no todas las chicas podían ser riot grrrl, ya que la falta de privilegios les impedía participar en actos como escribir "ZORRA" (SLUT en inglés) en el estómago en un intento de recuperar la agencia sexual. Si bien esta actuación es seria, el racismo ya había etiquetado a las mujeres de color con ese término. Como observó Kearny, "la desviación de género que muestran las riot grrrls es un privilegio al que solo tienen acceso las niñas blancas de clase media". Otro aspecto de esta necesidad de un discurso inclusivo surgió en la preferencia del movimiento por el conocimiento concreto y el desprecio por lo abstracto que fomentaría la investigación teórica.

### Festivales
Los festivales de música para mujeres, que también pueden llamarse festivales de música femeninos, se llevan a cabo desde la década de 1970. Algunos festivales de música de mujeres se organizan para mujeres lesbianas. El primer festival de música para mujeres se llevó a cabo en 1973 en la Universidad Estatal de Sacramento en California. En mayo del año 1974 se llevó a cabo el primer Festival Nacional de Música Femenina en Champaign-Urbana, en el estado de Illinois, fundado por la estudiante de la Universidad de Illinois, Kristin Lems. Celebró su cuadragésimo año en Middleton, Wisconsin, del 2 al 5 de julio de 2015. A partir de 2015, es un evento de cuatro días que incluye conciertos, talleres, comedia, teatro, películas y eventos de escritura que "promueven y afirman los talentos creativos y las habilidades técnicas de las mujeres" de comunidades diversas y multiculturales, incluidas las mujeres con discapacidad. Si bien la mayoría de los asistentes son mujeres, los hombres pueden asistir. El Festival de Música de Míchigan Womyn fue creado en 1976 y se convirtió en el festival más grande de los Estados Unidos.
Un ejemplo de un festival que se enfoca en la música es el Festival de Mujeres en la Música organizado por la Escuela de Música Eastman de la Universidad de Rochester. El festival comenzó en 2005 como una celebración de las contribuciones de las mujeres a la composición, la interpretación, la enseñanza, las becas y la administración musical. Desde sus modestos comienzos como estudiantes y miembros de la facultad de Eastman interpretando música de mujeres compositoras, el Festival ha crecido para incluir conciertos y eventos adicionales en Rochester, NY y para albergar compositores en residencia, que incluyen a Tania León (2007), Nancy Van de Vate (2008), Judith Lang Zaimont (2009), Emma Lou Diemer (2010) y Hilary Tann (2011). El festival ha presentado más de 291 obras diferentes de 158 compositores.
Se han creado muchos otros festivales en los Estados Unidos y Canadá desde mediados de la década de 1970 y varían en tamaño desde unos pocos cientos hasta miles de asistentes. El Festival de Música de Mujeres de Los Ángeles comenzó en 2007 con más de 2500 asistentes. Los eventos fuera de los Estados Unidos, incluyen el Campamento de brujas lesbianas de Sappho, cerca de Vancouver, Columbia Británica en Canadá y el Festival de música para mujeres Sistajive en Australia. Algunos festivales se centran en la comunidad lesbiana, como el Ohio Lesbian Festival, cerca de Columbus Ohio, que se creó en 1988; Christian Lesbians Out (CLOUT), que realiza una reunión a principios de agosto en Washington D. C.; También está el Old Lesbian Gathering, un festival en Minneapolis, Minnesota; y el RadLesFes, un evento realizado a mediados de noviembre cerca de Filadelfia, Pensilvania. Los festivales de orientación feminista incluyen el Southern Womyn's Festival en Dade City, en Florida; el Festival Womyn de la Costa del Golfo en Ovett, en Misuri; El Wiminfest en Albuquerque, Nuevo México; El Womongathering, el Festival de la Espiritualidad de Womyn; El festival de música de las mujeres de Míchigan, cerca de Hart, Míchigan; y el Festival Womyn del Medio Oeste en DeKalb, organizado en Illinois.
Si bien los festivales de música de mujeres se centran en la música, apoyan muchas otras facetas de la cultura lesbiana y feminista. Algunos festivales están diseñados para proporcionar un espacio seguro para la música y la cultura de las mujeres. Muchos festivales se llevan a cabo en campus universitarios o en lugares rurales remotos, donde los asistentes se quedan en campamentos. Muchos festivales ofrecen talleres sobre artes, artesanías, acondicionamiento físico y eventos deportivos que las mujeres tal vez no puedan encontrar en la cultura dominante. En su libro Eden Built by Eves, Bonnie Morris describe cómo los festivales de música de mujeres sirven a las mujeres a lo largo de las etapas de sus vidas. Dado que los festivales son organizados por mujeres, por lo general se proporcionan instalaciones para el cuidado de niños y guarderías para mujeres. Los festivales a menudo brindan un espacio seguro para la mayoría de rituales de edad para las mujeres jóvenes, romance adulto y ceremonias de compromiso, la expresión de perspectivas alternativas sobre la maternidad y la expresión del dolor y la pérdida.

#### Lilith Fair

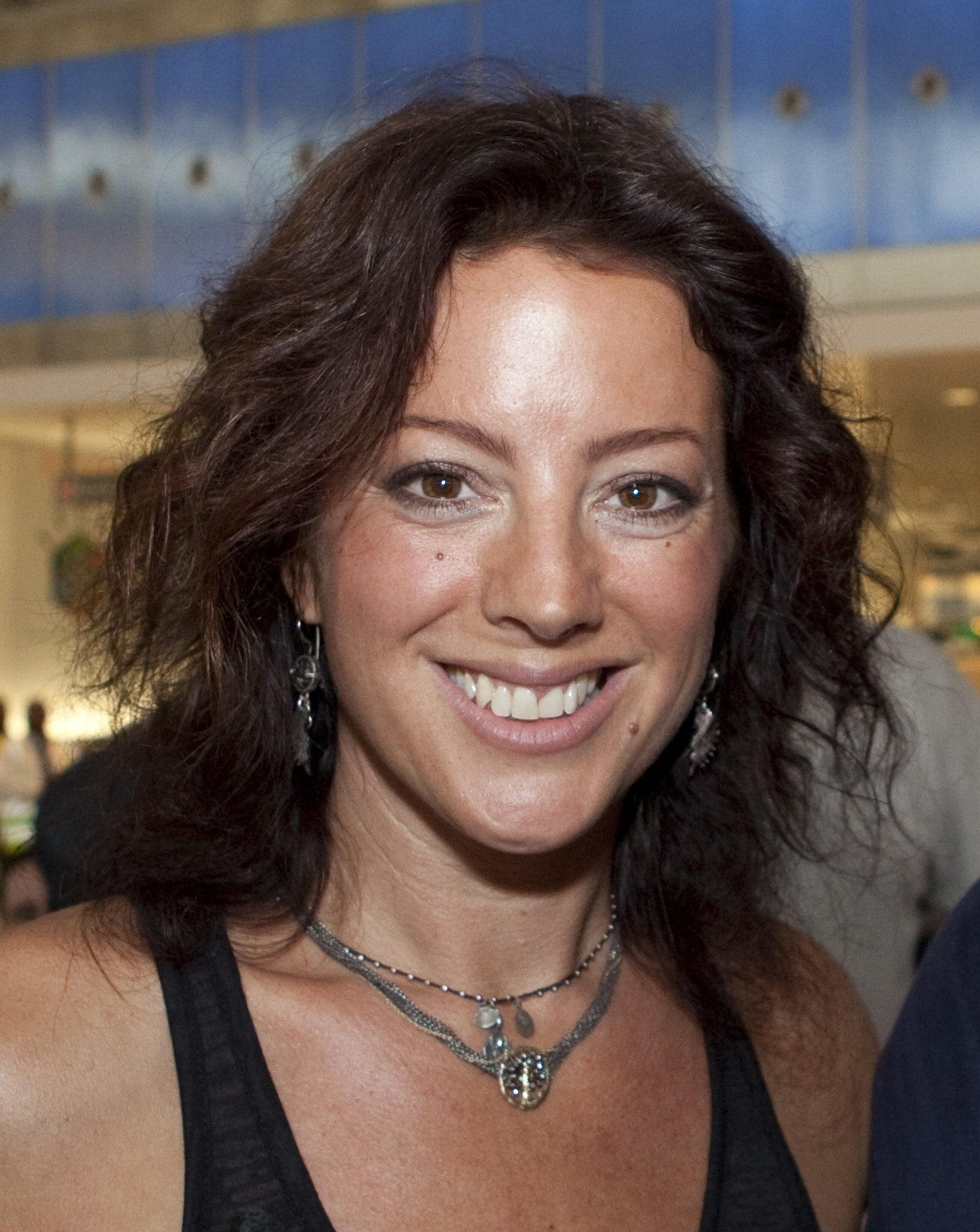
La cofundadora de Lilith Fair Sarah McLachlan en 2010

Lilith Fair fue un festival de música itinerante y una gira de conciertos que consistía únicamente en artistas solistas y bandas dirigidas por mujeres. Fue fundado por la cantante canadiense Sarah McLachlan, Dan Fraser y Terry McBride del grupo musical Nettwerk, y el agente de talentos de Nueva York Marty Diamond. Tuvo lugar durante los veranos entre los años 1997 a 1999, y fue revivido en el verano del 2010. McLachlan organizó el festival después de intentar sin éxito con los promotores de conciertos y las estaciones de radio, que se negaban a presentar dos mujeres músicas en forma sucesiva. En contra del criterio convencional de los empresarios, programó una gira exitosa para ella y Paula Cole. Al menos una de sus apariciones juntas en la ciudad de McLachlan, el 14 de septiembre de 1996, se denominó "Lilith Fair" e incluyó actuaciones de McLachlan, Cole, Lisa Loeb y Michelle McAdorey; antes “Crash Vegas”, una banda canadiense de folk rock formada en 1988.
Al año siguiente, McLachlan fundó la gira Lilith Fair, tomando al personaje de Lilith de la leyenda judía bíblica en la que se cuenta que Lilith fue la primera esposa de Adán. En 1997, Lilith Fair obtuvo una recaudación bruta de 16 millones de dólares, lo que la convierte en la mayor recaudación de cualquier festival itinerante de mujeres. Entre todas las giras de conciertos de ese año, fue la decimosexta más taquillera. El festival recibió varios apodos peyorativos, incluidos "Breast-fest", "Girlapalooza" y "Clam Jam".